# Nudo artistico

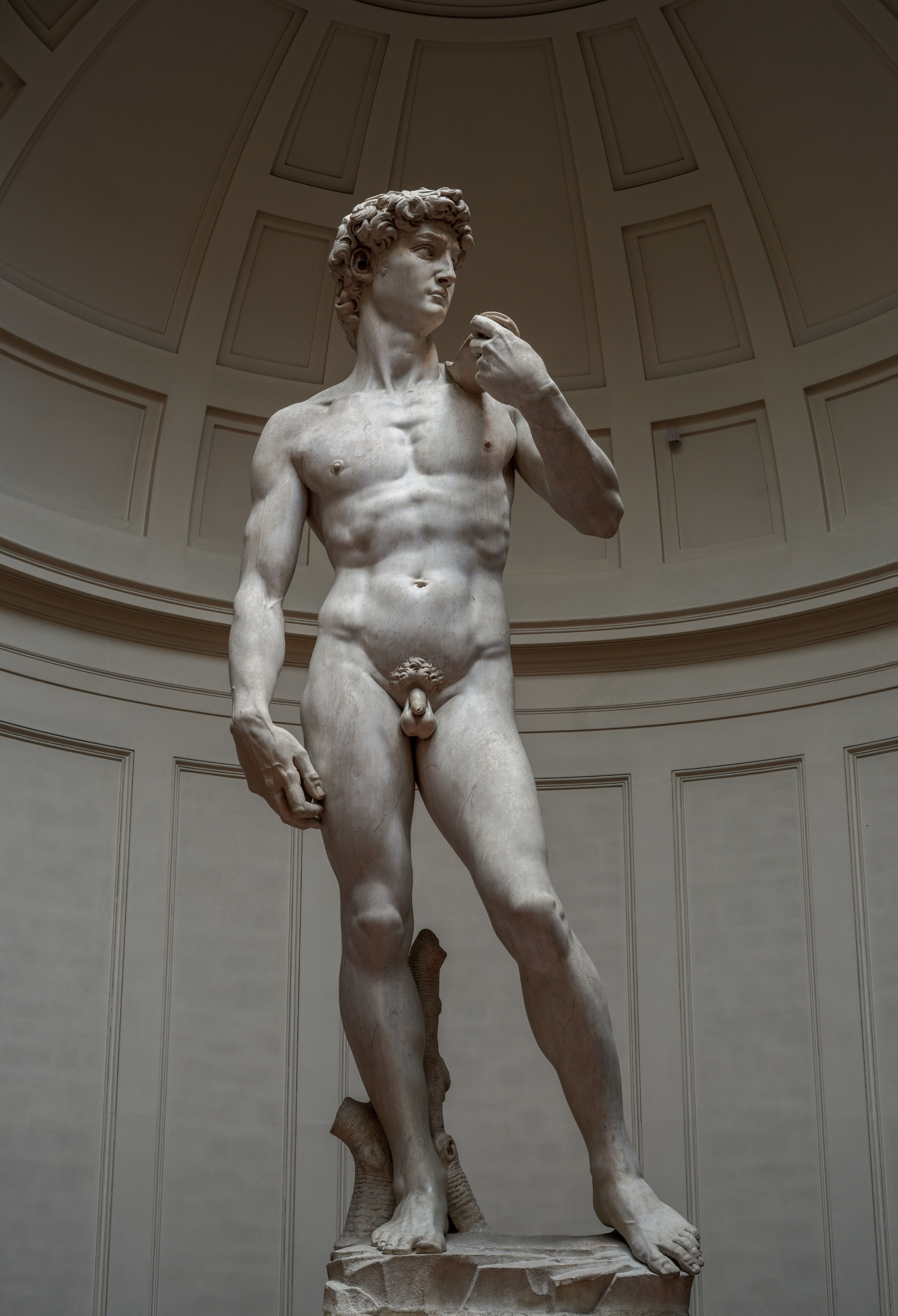
David di Michelangelo Buonarroti (1504)

Il nudo artistico è la rappresentazione del corpo umano in stato di nudità nelle varie discipline artistiche. La nudità nel campo dell'arte - nella pittura, nella scultura e più recentemente nella fotografia - ha generalmente rispecchiato, con alcune eccezioni, i livelli sociali di estetica e di moralità dell'epoca.
La figura del nudo è principalmente una tradizione dell'arte occidentale ed è stata utilizzata per esprimere gli ideali di bellezza maschile e femminile e di altre qualità umane. Il nudo artistico è stato uno dei principali interessi dell'antica arte greca, e dopo un lungo periodo di quasi totale scomparsa durante i secoli medioevali, risorge tornando nuovamente ad assumere una posizione centrale con il Rinascimento italiano.
Atleti, danzatori e guerrieri sono raffigurati nudi per rappresentare tutta la loro energia fisica e vigore, e le varie pose in cui si trovano giungono ad esprimere una vasta gamma di emozioni, basilari e complesse (vedi pathos). In un certo senso il nudo è un'opera d'arte che ha come suo scopo primario quello di sottoporre all'attenzione dello sguardo dello spettatore la nudità essenziale ed originale - oltreché perfettamente naturale - del corpo umano il quale forma in quest'occasione l'oggetto unico del genere artistico, allo stesso modo in cui oggetto della pittura paesaggistica è per l'appunto il paesaggio e quello della natura morta l'oggetto inanimato.
Spesso figure di nudo possono avere un loro ruolo anche in altri tipi di arte, come la pittura storica - tra cui l'arte sacra e allegorica - la ritrattistica o le arti decorative.
Pur non esistendo una definizione univoca, vi sono alcune caratteristiche generalmente accettate: nelle belle arti, il soggetto non viene semplicemente copiato dalla natura, ma trasmutato esteticamente dall'artista, concettualmente distinto dall'utilità e al di là di scopi puramente illustrativi o decorativi. Vi è oltre a ciò anche un giudizio di gusto, il fine è pertanto l'arte alta, non quella popolare o di massa: i giudizi di gusto non sono poi del tutto soggettivi, ma comprendono criteri di abilità e maestria nella creazione dell'oggetto d'arte, che viene in tal modo a produrre una complessità di messaggi.
Nonostante ciò alcune opere accettate come cultura altra in passato, tra cui molta arte accademica (vedi Art pompier), è ora vista come esageratamente imitativa o sentimentale, nota altrimenti anche come kitsch.
Anche se di solito associato con l'erotismo, il nudo può avere diverse interpretazioni e significati, che vanno dalla mitologia alla religione, allo studio dell'anatomia, o come rappresentazione simbolica della bellezza e l'ideale estetico di perfezione, come è stato ad esempio nell'antica Grecia. Lo studio e la rappresentazione artistica del corpo umano è stata una costante in tutta la storia dell'arte, dalla preistoria (con la Venere di Willendorf) fino ai giorni nostri.
Gli artisti moderni hanno continuato ad esplorare temi classici, ma anche rappresentazioni più astratte con le persone viste più individualmente e lontano da rappresentazioni ideali. Durante la maggior parte del XX secolo, la rappresentazione della bellezza umana è stata di scarso interesse per quegli artisti che si rifacevano al modernismo (vedi Art Nouveau) i quali si sono occupati invece degli aspetti più formali degli oggetti. Nell'epoca contemporanea o post moderna il nudo può esser veduto oramai come irrimediabilmente passatista da molti, ma vi son sempre artisti che continuano a trovare ispirazione nella forma del corpo umano nudo.

## Questioni

### Nudità e nudo
Nel suo libro sul nudo nella storia dell'arte ("The Nude: a Study in Ideal", pubblicato per la prima volta nel 1956) Lord Kenneth Clark nell'introduzione distingue tra la semplice nudità di un corpo e il nudo come rappresentazione artistica; l'autore afferma che esser del tutto privi di vestiti, cioè completamente spogli di una "copertura", implica inevitabilmente una situazione d'imbarazzo e vergogna, mentre un nudo in quanto opera d'arte non ha mai in sé tali connotazioni. Questa separazione della forma artistica dalle questioni socio-culturali riferite alla nudità, rimane ancora a tutt'oggi non esaminata dagli storici dell'arte classica.

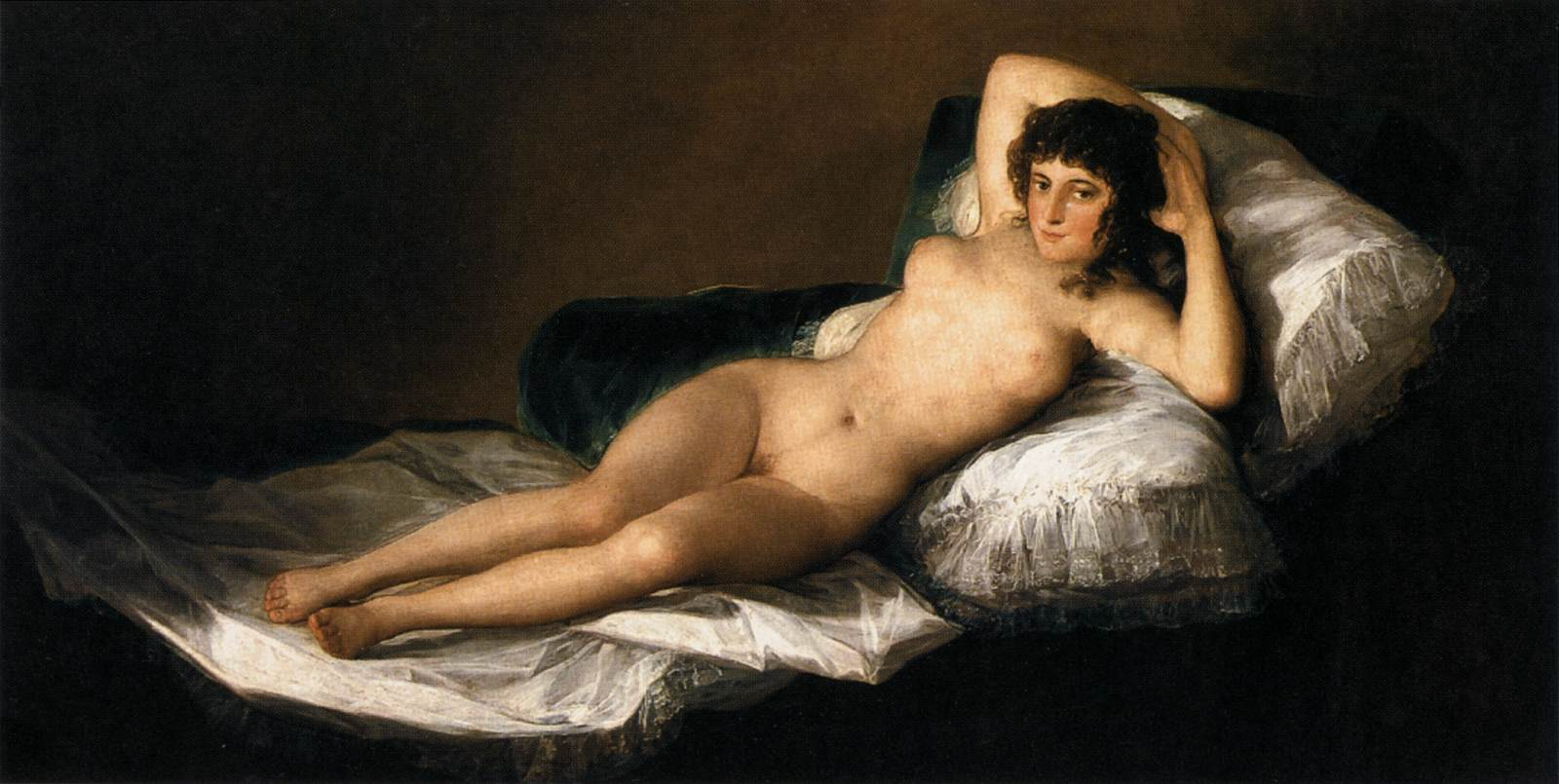
La maja desnuda; 1797 di Francisco Goya.

Una delle caratteristiche distintive dell'epoca contemporanea nell'ambito dell'arte visiva è proprio l'offuscamento della linea di confine tra la nudità, la cui interpretazione sottostà al personale sentire d'ognuno, ed il nudo come creazione espressiva di un artista; questo s'è verificato probabilmente per la prima volta nel 1797 con la coppia di dipinti di Francisco Goya intitolati Maja vestida e Maja desnuda il quale nel 1815 finì addirittura con l'attirare l'attenzione dell'inquisizione spagnola.
Gli elementi più scioccanti per l'epoca erano che veniva mostrata una donna normalissima (non una figura mitologica quindi) in un ambiente moderno completamente nuda, non avendo l'autore neppure la remora di evidenziarne il pelo pubico.

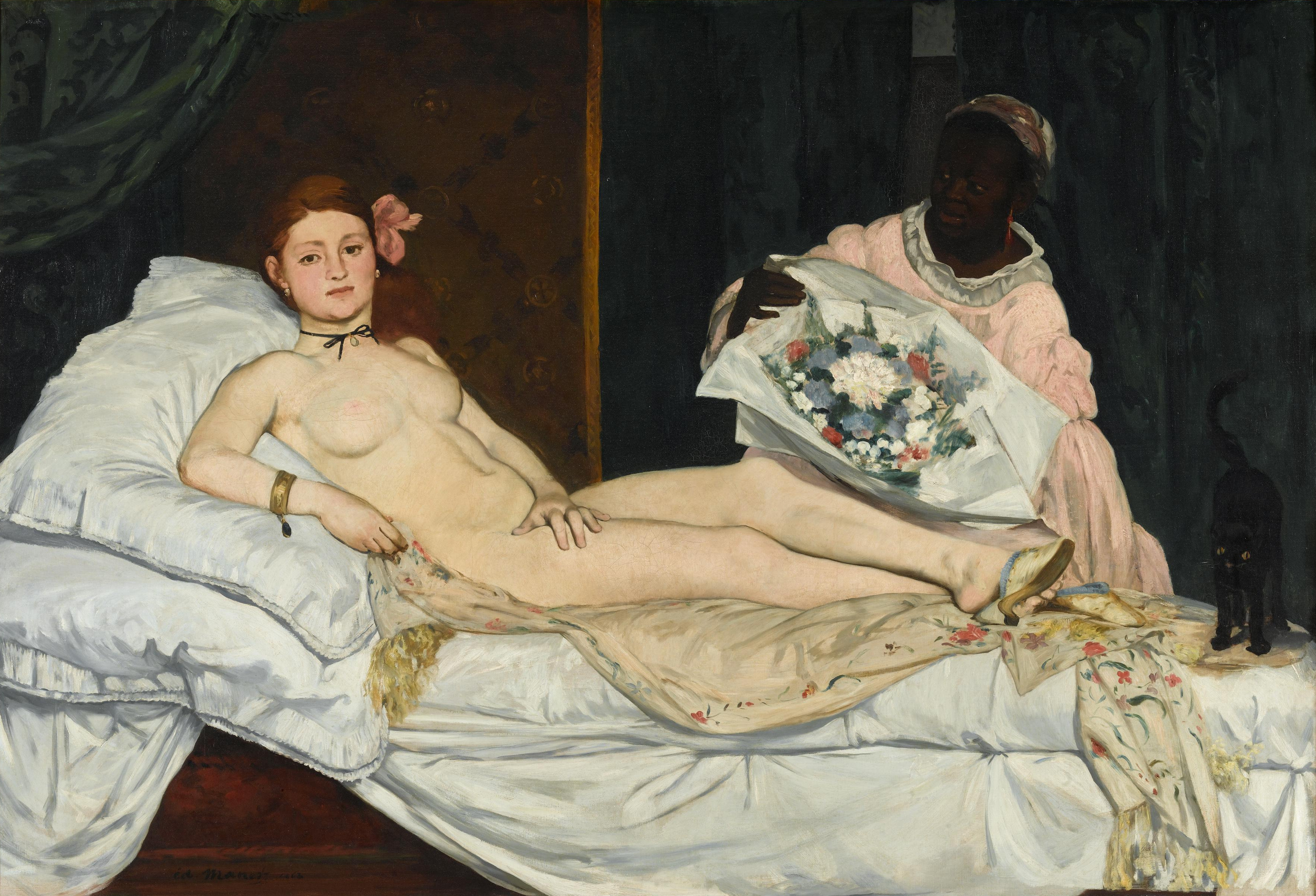
Olympia (Manet) (1863)

Alcune di queste stesse caratteristiche risulteranno scandalose quasi 70 anni dopo, quando Édouard Manet espose la sua Olympia, non a causa di questioni religiose bensì per la sua modernità tutta profana: piuttosto che essere un'odalisca fuori del tempo che avrebbe potuto venir visualizzata in modo sicuro e con distacco, l'immagine del pittore era invece quella di una prostituta della sua epoca, che poteva pertanto riferirsi con allusione implicita alle abitudini sessuali degli spettatori maschili.
Gli artisti contemporanei paiono non esser più interessati agli ideali e alle tradizioni del passato, preferendo invece affrontare - quando non aggredire - lo spettatore con tutta l'ansia, il disagio e la carta erotica che il corpo nudo (femminile o maschile che sia) riesce ad esprimere, forse eliminando del tutto il distinguo fatto da Clark tra nudità e nudo: la Performance art giunge al suo ultimo e più alto gradino presentando corpi reali nudi come opera d'arte.

### Sessualità
Clark ha sottolineato che la tensione sessuale è parte dell'attrazione nei confronti del nudo come soggetto d'arte; le sculture erotiche del X secolo nei templi induisti sono grandissime opere d'arte, in quanto la sensualità che emanano è parte integrante della filosofia che vogliono rappresentare. In conclusione, la grande arte può avere anche contenuti sessuali forti senza per questo risultare necessariamente oscena.

L'origine del mondo (1866) di Gustave Courbet, al Museo d'Orsay.

Tuttavia le opere d'arte dai contenuti sessualmente espliciti prodotte in occidente prima del XX secolo, come L'origine del mondo (1866) di Gustave Courbet, non erano destinate all'esposizione pubblica. Il giudizio se un particolare lavoro è più artistico o più pornografico rimane del tutto soggettivo ed è cambiato anche in maniera significativa nel corso della storia e da una cultura all'altra; alcuni individui giudicano ogni manifestazione del corpo nudo come inaccettabile, mentre altri possono trovare grandi meriti artistici nei contenuti sessuali espliciti dell'arte erotica. Il giudizio artistico pubblico a tal proposito può o meno affrontare la questione.
Molte culture tollerano la nudità nell'arte di più rispetto alla nudità "dal vivo", con diversi gradi di accettabilità. Per esempio in un museo dove ci sono opere d'arte di nudi, la nudità di un visitatore viene considerata inaccettabile. In certi casi la nudità dal vivo può essere considerata accettabile, ad esempio nel caso in cui i modelli non si muovano. In altre culture, come quella giapponese, la nudità non ha cattive connotazioni.

#### Reazioni pubbliche

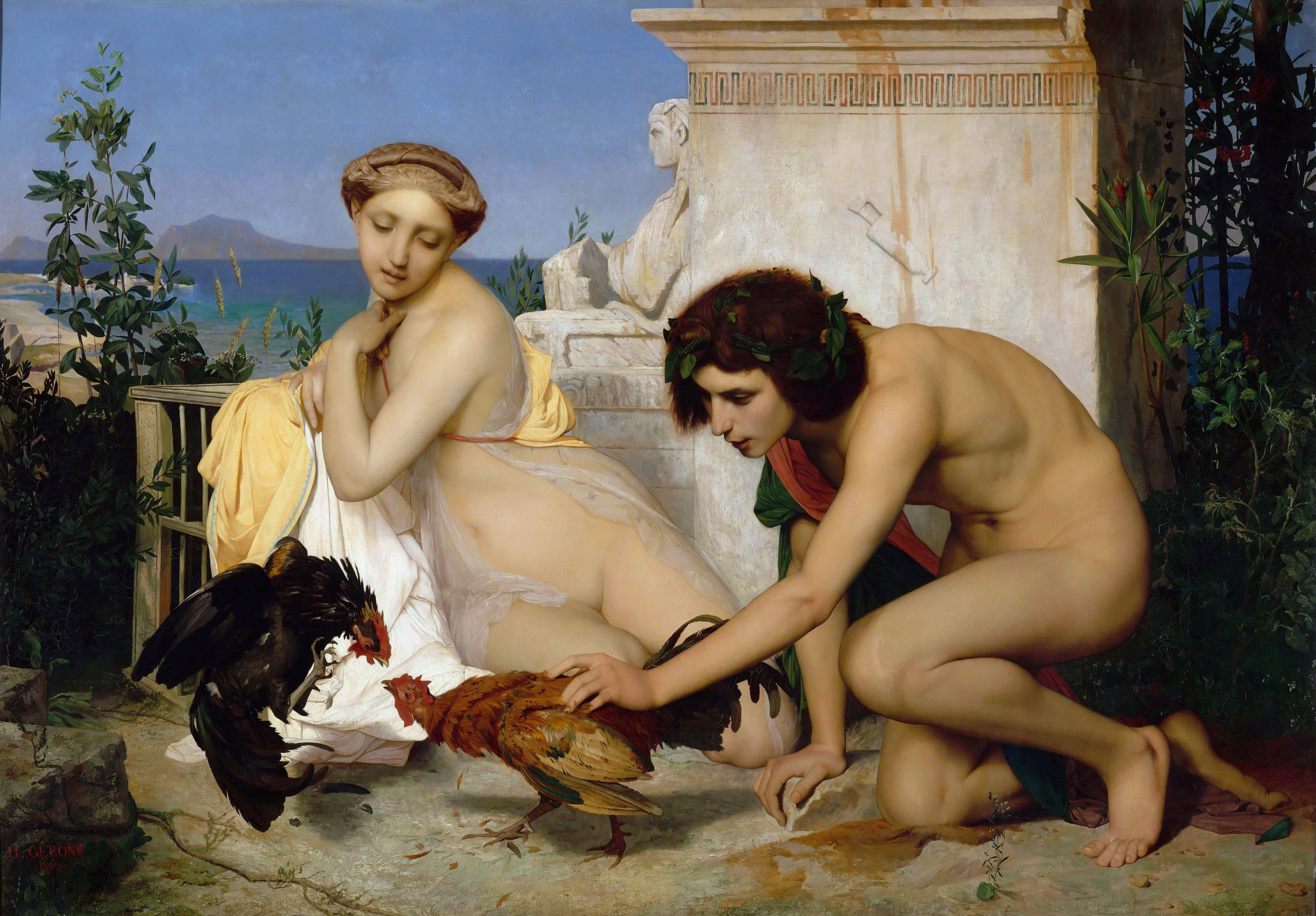
Il nudo è stato accettato nell'ambito del salotto letterario francese dell'800, a condizione che l'ambientazione fosse chiaramente classica, presentando quindi personaggi di una cultura in cui la nudità era usuale. Jean-Léon Gérôme, Giovani greci assistono a un combattimento di galli (1846, Musée d'Orsay).

Mentre il nudo, e in particolare quello del corpo femminile, è sempre stato uno dei soggetti più presenti ed evidenti delle opere esposte nei musei, il nudo artistico nella società statunitense è un argomento ancora al giorno d'oggi controverso quando giunge all'attenzione del pubblico in generale, sia per quanto riguarda gli eventuali finanziamenti da elargire che le sedi da concedere per l'esposizione.
Il puritanesimo prevalente negli Stati Uniti continua ad influenzare la selezione delle opere d'arte da esporre in musei e gallerie; allo stesso tempo i critici possono rifiutare un lavoro di nudo che non sia o ionico o feticista, quindi all'avanguardia: gli artisti che si rifiutano di aggredire il corpo con uno stile deformato che rappresenti le perversioni fisiche e psicologiche sono di solito respinti in quanto irrimediabilmente in sintonia col mondo dell'arte contemporanea.
Le opere che celebrano il corpo umano sono suscettibili d'esser interpretate come troppo erotiche da una certa categoria di persone, e magari kitsch da un'altra. Secondo il critico Bram Dijkstra, molti nudi interessanti di artisti americani sono stati relegati nei magazzini dei musei, con mostre o pubblicazioni speciali molto rare negli ultimi decenni; i nudi relativamente "addomesticati" tendono ad esser prescelti per venire mostrati nei musei, mentre le opere di valore più scioccante (come quelle di Jeff Koons) sono esposti solo in gallerie d'avanguardia.
Dijkstra conclude dicendo che il modo dell'arte oggi svaluta la semplice bellezza ed il piacere che emana, anche se questi valori sono sempre stati ben presenti nell'arte del passato ed in varie opere contemporanee.

#### Spiegazione del nudo
Quando le scolaresche visitano i musei, sorgono inevitabili domande a cui insegnanti ed accompagnatori debbon esser preparati a rispondere; il consiglio di base è quello di sottolineare le differenze intrinseche tra il nudo artistico e le altre immagini di nudità: l'arte cerca di rappresentare l'universalità del corpo umano, e va interpretata e giudicata assieme ai valori ed alle emozioni che si è cercato di esprimere in quelle opere.

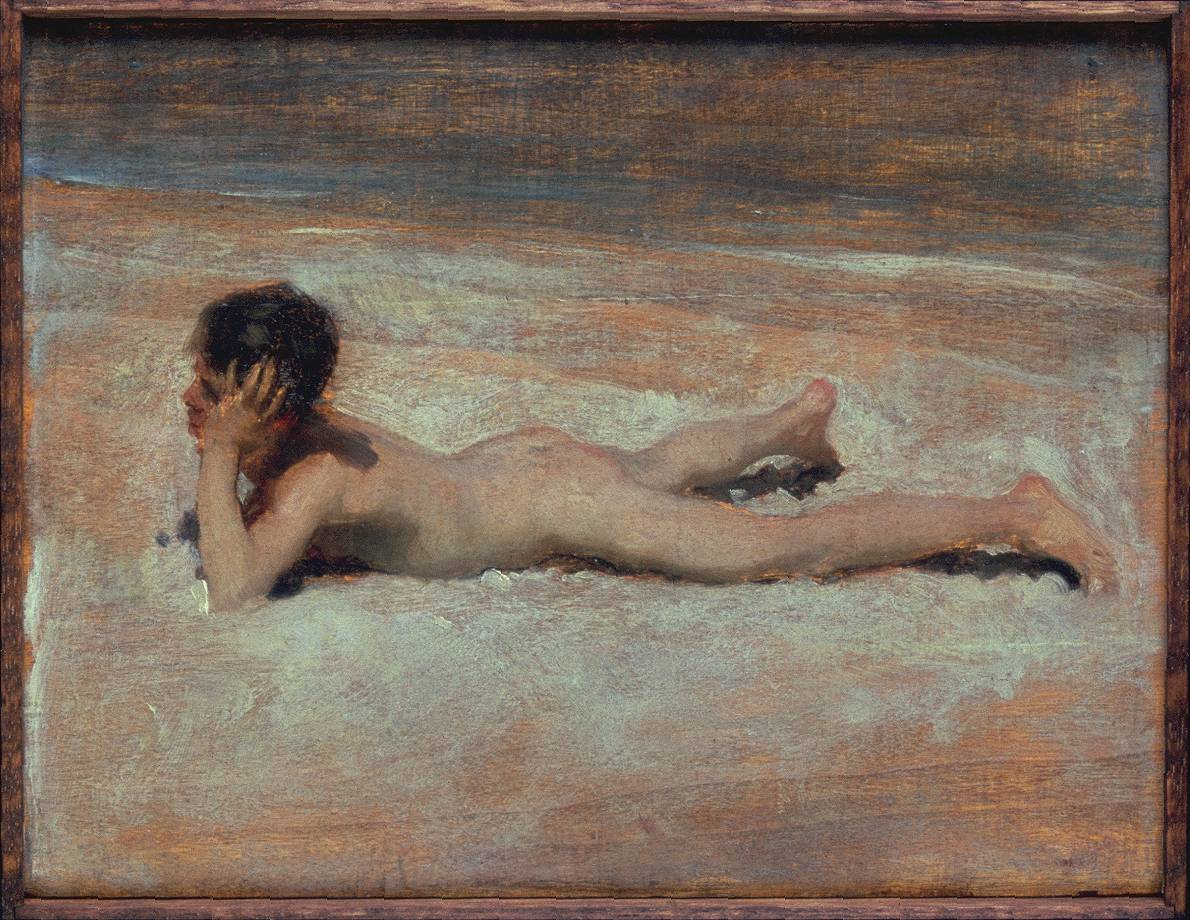
Ragazzo nudo sulla spiaggia (1878) di John Singer Sargent.

### Nudo giovanile
Nelle opere classiche i bambini sono stati molto raramente rappresentati nudi, tranne per quanto riguarda i neonati o la figura del putto. Prima dell'avvento di Sigmund Freud e della sua teoria sulla sessualità infantile, veniva dato per scontato che i bambini non provassero alcun sentimento erotico prima della pubertà, difatti il bimbo era mostrato spogliato proprio in quanto simbolo di purezza ed innocenza assoluta. Bambini che nuotano nudi vengono mostrati in diversi dipinti di John Singer Sargent, George Bellows e altri. In seguito vi sono state opere di nudi giovanili-adolescenziali sia simbolicamente che esplicitamente più erotiche.

### Differenze di genere

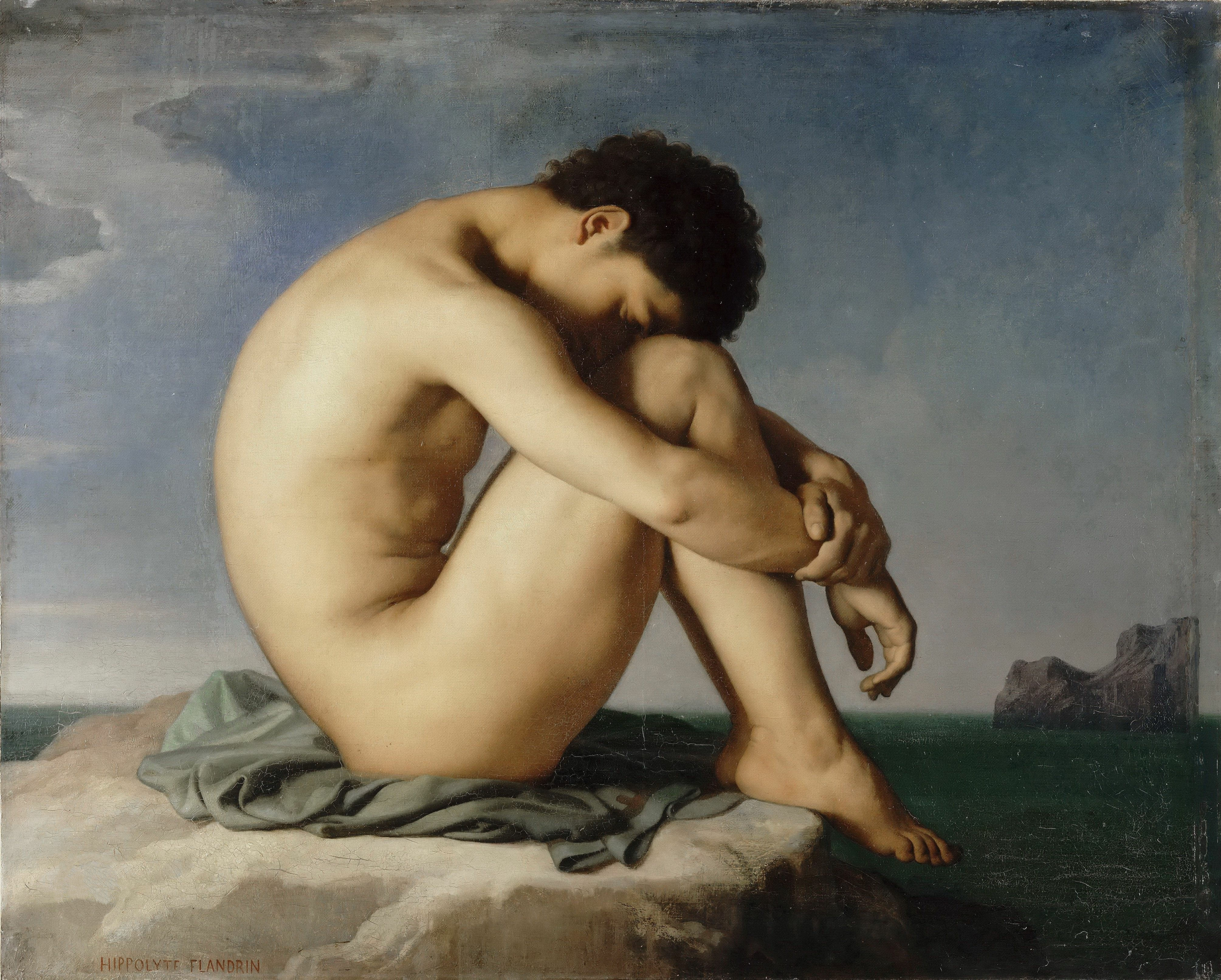
Giovane uomo nudo seduto in riva al mare (1836-7) di Hippolyte Flandrin.

#### Nudo maschile: dei e guerrieri
La storia dell'arte più accademica tende ad ignorare la sensualità del nudo maschile, limitandosi invece a considerarne solo la forma e composizione. Per gran parte della storia gli uomini nudi potevano rappresentare esclusivamente o santi martiri o in alternativa guerrieri.
Sono state alcune artiste donne, come Alice Neel - ma anche Lucian Freud (nipote di Sigmund) a dipingere il maschio moderno nudo nella classica posa reclinata ma con i genitali prominenti ed esposti allo sguardo (sottolineando così per la prima volta un ruolo attivo anche allo "sguardo femminile"); Sylvia Sleigh poi ha rivisitato i tradizionali ruoli di genere nella rappresentazione del nudo, mettendo in posa modelli maschili come le figure femminili di opere di Velázquez, Tiziano e Jean-Auguste-Dominique Ingres.
Il nudo artistico maschile si è maggiormente espresso nella statuaria, con la scultura greca antica, ed ha raffigurato prevalentemente figure mitiche, divine o religiose: questo fino alla metà del XIX secolo, con l'irrompere della novità assoluta data dal nudo maschile nella fotografia.

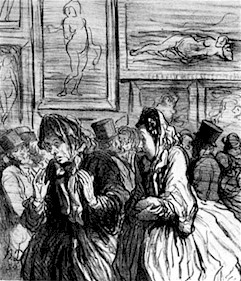
"Quest'anno Veneri e ancora Veneri... sempre Veneri!... come se davvero ci fossero donne così! (1864), litografia di Daumier.

#### Nudo femminile: veneri e odalische
Le dee greche sono state inizialmente scolpite adorne di vesti piuttosto che nude. La prima scultura a grandezza naturale di una donna completamente nuda in piedi è l'Afrodite di Cnido, scolpita nel 360 a.C. circa da Prassitele; ma è stato nel più tardo periodo ellenistico che il nudo femminile è divenuto molto più comune.
Quasi completamente scomparso durante il medioevo il nudo femminile riappare in Italia nel XV secolo; successivamente l'erotismo che lo accompagna è diventato più enfatico in dipinti come la Venere dormiente (1510) di Giorgione e nella serie di cinque quadri dedicata alla figura di Danae di Tiziano (1553-56). Queste opere hanno ispirato numerosi nudi femminili sdraiati dei secoli seguenti.
L'eccesso di dipinti di donne nude idealizzate presenti nel 19° annuale Salon parigino ha subito la satira di Honoré Daumier in una litografia del 1864.
Nel corso del XIX secolo il movimento che si richiamava alla corrente dell'orientalismo aggiunse un'altra tipologia figurativa al nudo femminile, oltre a quelle che già erano presenti, come possibile soggetto dei dipinti europei, quella dell'odalisca (la giovane donna schiava all'interno dell'harem): uno dei più famosi è stato La grande odalisca dipinta da Jean-Auguste-Dominique Ingres nel 1814 (vedi orientalismo).
Per Lynda Nead il nudo artistico femminile è una questione di contenimento della sessualità; nel caso invece del punto di vista dell'arte classica storica (rappresentato da Kenneth Clark) si tratta di un'idealizzazione della sensualità palese esteriore, mentre la visione moderna riconosce che il corpo umano è disordinato, illimitato e in definitiva assai problematico. Dalle immagini dell'arte classica che avevano assunto la figura di donna come essere virtuoso, debole e dipendente, si è passati ad una donna forte e libera che non può più in alcun modo essere definita come virtuosa.

#### Rivisitazioni moderne
Fino al 1960 la storia dell'arte e la critica hanno riflettuto raramente partendo da un punto di vista non strettamente maschile; il movimento artistico femminista ha cominciato a cambiare questo stato di cose. Lo scrittore, poeta e critico d'arte John Berger nel 1972 ha sostenuto che il nudo femminile riflette e rafforza il rapporto di potere esistente tra le donne ritratte nell'arte ed il pubblico prevalentemente maschile.
L'anno seguente la teorica del cinema femminista Laura Mulvey ha scritto in critica cinematografica femminista che il concetto stesso di sguardo maschile afferma implicitamente che tutti i nudi femminili sono intrinsecamente afflitti e sottomessi al voyeurismo dell'uomo che guarda.

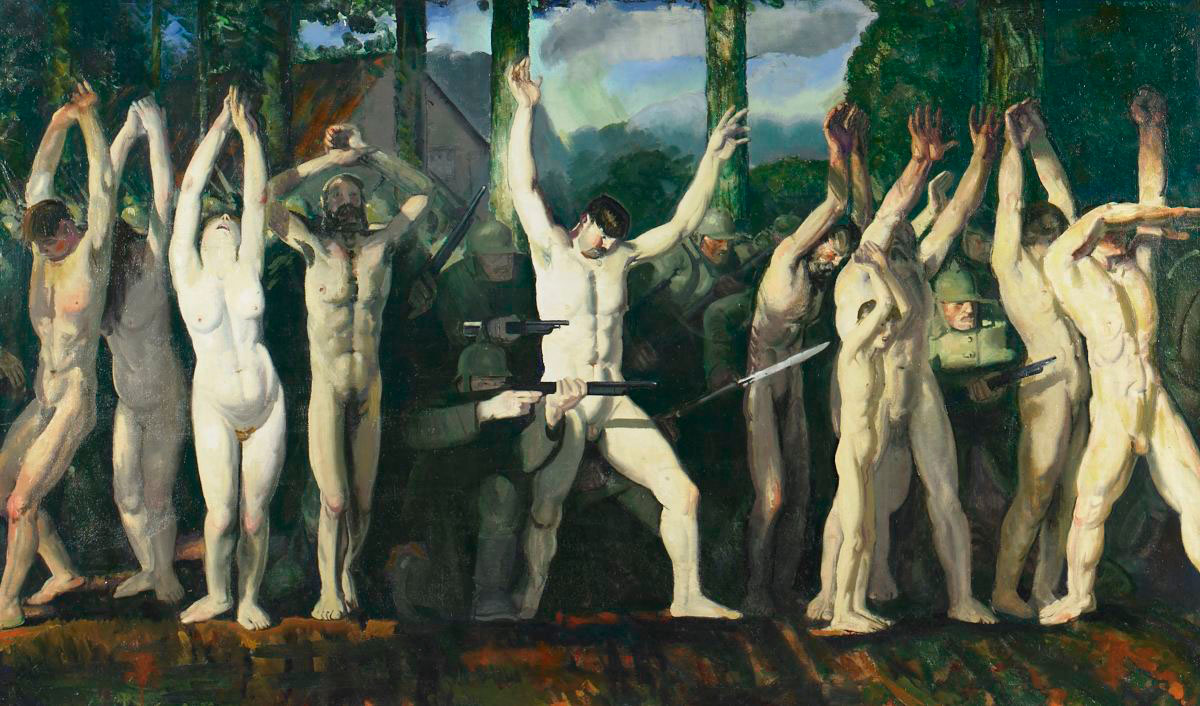
La barricata (1918), olio su tela, di George Bellows. Ispirato da un incidente avvenuto nell'agosto 1914 in cui i soldati tedeschi hanno usato alcuni cittadini belgi come scudi umani.

### Critica sociale
Il nudo è stato anche utilizzato per produrre forti dichiarazioni politico-sociali; un esempio di ciò è dato da La barricata di George Bellows, che rappresenta i cittadini belgi utilizzati come scudi umani dai tedeschi durante la prima guerra mondiale. Anche se sulla base dei rapporti sul vero e proprio incidente viene provato che le vittime non erano nude, averle raffigurate in tal modo nella pittura ne sottolinea la loro vulnerabilità e universale umanità.

## Fondamenti
(Aristotele)

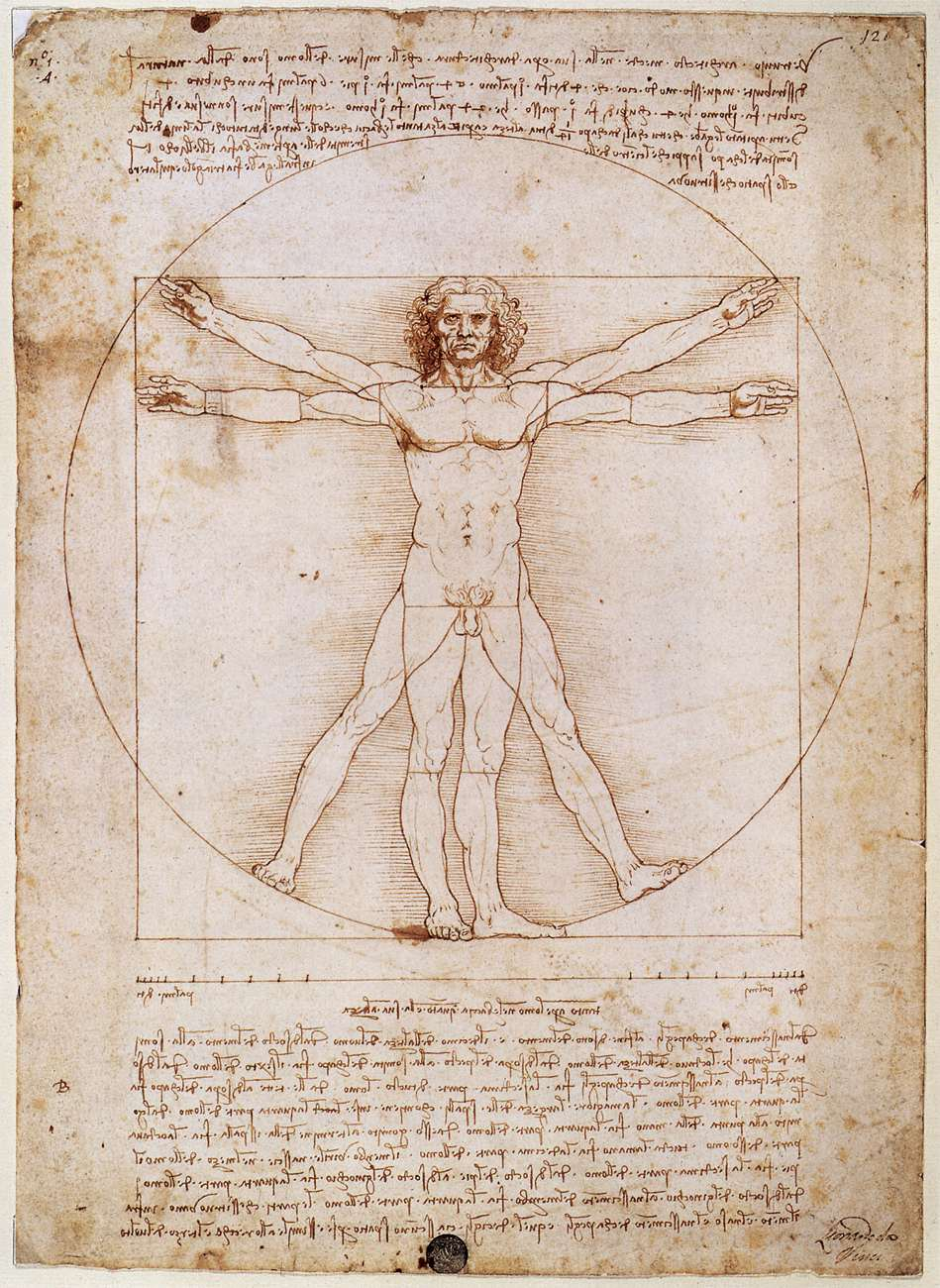
L'uomo vitruviano (1487), di Leonardo da Vinci, Galleria dell'Accademia di Venezia. Studio sulle proporzioni del corpo umano.

L'ideale di perfezione del corpo umano giunge a noi direttamente dall'antica Grecia e questo fatto è evidente in tutte le sue opere creative, anche se non vi è alcun riferimento al modo in cui gli scultori greci esprimessero le proporzioni ideali del corpo umano; vi sono riferimenti e scarne notizie a riguardo di un "Canone di Policleto", anche se non si sa bene in cosa consistesse.
Una delle più celebri espressioni delle proporzioni del corpo umano ci proviene dall'architetto romano Marco Vitruvio Pollione, che nel terzo libro del suo De architectura stabilisce che le proporzioni ideali in ambito architettonico dovrebbero essere basate sulla misurazione del corpo umano: modello di perfezione in quanto con le braccia e le gambe estese s'inserisce perfettamente nelle due forme principali - considerate le più perfette - della geometria, ossia il cerchio e il quadrato.
Ha delineato in tal modo il cosiddetto uomo vitruviano, che ha avuto grandissima importanza nella teoria artistica di tutto il Rinascimento.

Tuttavia, questi tentativi di "giustificare" il corpo umano entro una definizione di proporzioni perfette rimaneva abbastanza vaghi; con risultati ottenuti spesso insoddisfacenti: un esempio di ciò è dato dalla Nemesi di Albrecht Dürer, incisione basata sulle proporzioni vitruviane ma nonostante ciò carente d'attrattiva fisica. In definitiva, non vi sono formule esatte per catturare con precisione la bellezza del corpo umano, in quanto la nostra percezione è sempre filtrata dal pensiero, dai gusti personali, dai ricordi e dalle esperienze soggettive: 
(Francis Bacon)
 Durer stesso dopo i suoi tentativi di una geometrizzazione del corpo umano, rinunziò a tale proposito e cominciò ad ispirarsi maggiormente alla Natura. Nell'introduzione al suo trattato "Quattro libri delle proporzioni umane" (Vier Bücher von Menschlicher Proportion 1528) ha detto "non v'è uomo in terra capace d'emettere un giudizio definitivo su quella che potrebbe esser la forma più bella dell'essere umano".
Si può concludere che il fattore estetico dato dal nudo dipende da alcune regole circa la proporzione e la simmetria come insieme diversificato di valori soggettivi, dalla spontaneità ed esuberanza della natura, alla componente psichica della percezione estetica, senza scartare il carattere individuale di ogni giudizio di gusto. Secondo Kenneth Clark, il nudo rappresenta l'equilibrio tra uno schema ideale e le esigenze funzionali e questi sono tutti i fattori che danno vita e credibilità al nudo artistico.
Le prime riflessioni teoriche sul nudo hanno avuto luogo proprio durante l'epoca rinascimentale: il De pictura (1435), trattato sulla pittura di Leon Battista Alberti, ritiene che lo studio del nudo sia la base di tutta la procedura della pittura accademica, affermando che la pittura del nudo ha inizio dallo scheletro; si aggiungono quindi i muscoli per ricoprire il corpo di carne, di modo che ne rimanga visibile il posizionamento: "Si può obiettare che un pittore non dovrebbe rappresentare ciò che non si vede, ma questa procedura è analoga a disegnare un nudo e poi coprirlo con i vestiti."

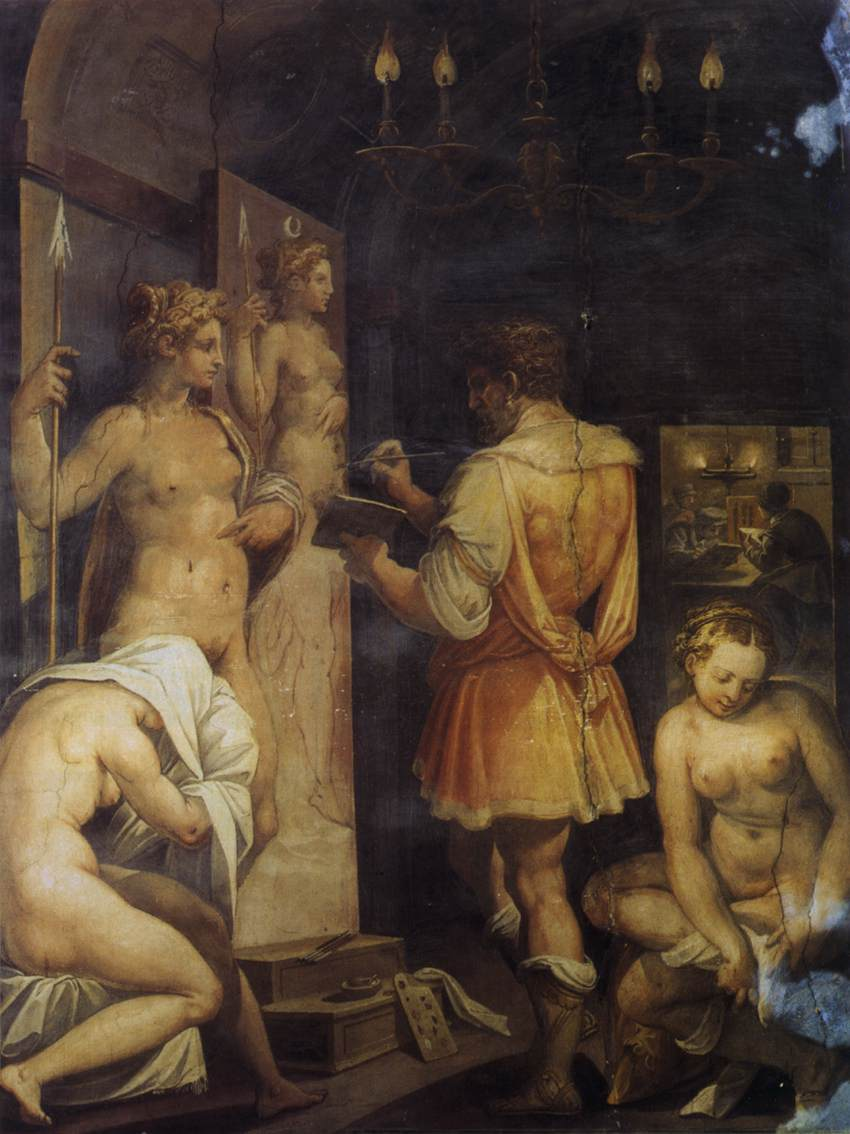
Lo studio del pittore (1563), di Giorgio Vasari; Casa Vasari a Firenze.

Questa pratica accademica è giunta quasi fino ai giorni nostri, assieme allo studio del 'naturale', verificabile agli inizi del XV secolo nei disegni di Pisanello, primo autore di cui si siano conservati schizzi di questo tipo. La prospettiva e il nudo sono stati i due principali fattori strutturali della composizione pittorica rinascimentale e a partire dalla seconda metà del '400 era un test comune per l'apprendimento di qualsiasi aspirante artista, come si nota anche dalle opere conservate nei lavori di Filippino Lippi, Domenico Ghirlandaio, e dei fratelli Antonio del Pollaiolo e Piero del Pollaiolo; ed è anche ben documentato nelle Le vite de' più eccellenti pittori, scultori e architettori (1550) di Giorgio Vasari.

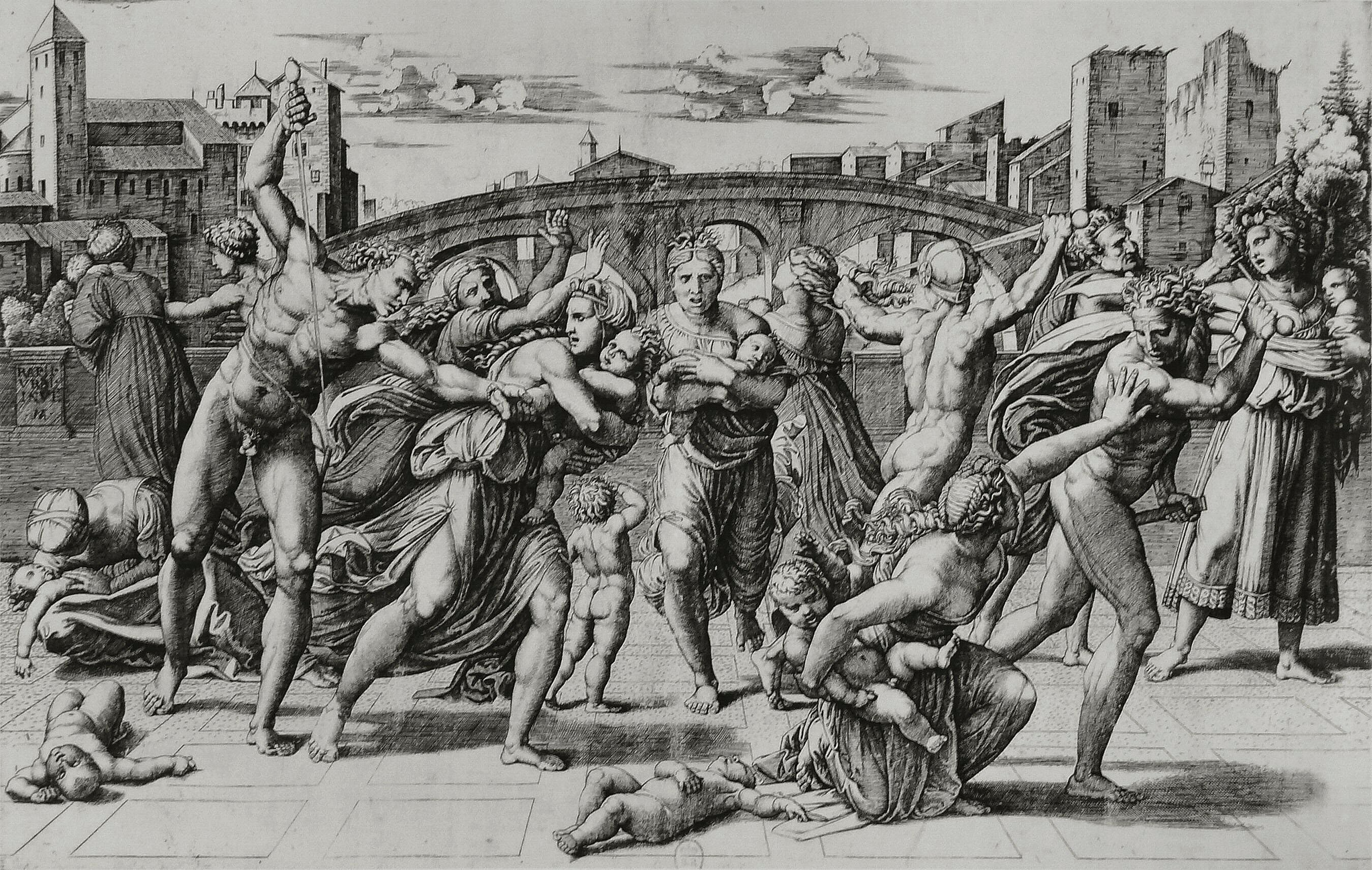
Marcantonio Raimondi su disegno di Raffaello Sanzio: il "massacro degli innocenti".

Il nudo rinascimentale ha fondato tutto il futuro insegnamento accademico dello studio del corpo umano nell'arte fin quasi al XX secolo. Uno dei principali artisti che hanno influenzato l'arte accademica fu Raffaello Sanzio, uno dei primi artisti ad aver compreso nelle sue opere dei temi di nudo senza alcuna plausibile giustificazione, come accade ne la strage degli innocenti, dove i soldati di Erode sono nudi senza alcun motivo né riferimento a passaggi biblici sull'argomento; ma anche per lo studio anatomico per le loro pose stilizzate che ricordano più dei ballerini che dei soldati: l'elemento ideale, elevato e puramente intellettuale dà loro un senso di nobiltà artistica che li allontana da qualsiasi considerazione peggiorativa.
Questo era propriamente l'ideale accademico, le cui principali realizzazioni, soprattutto nella cosiddetta Art pompier ottocentesca, sono l'elemento idealizzante del nudo e dove ogni accenno di realismo o semplice sensualità sarebbe stata considerata volgare.

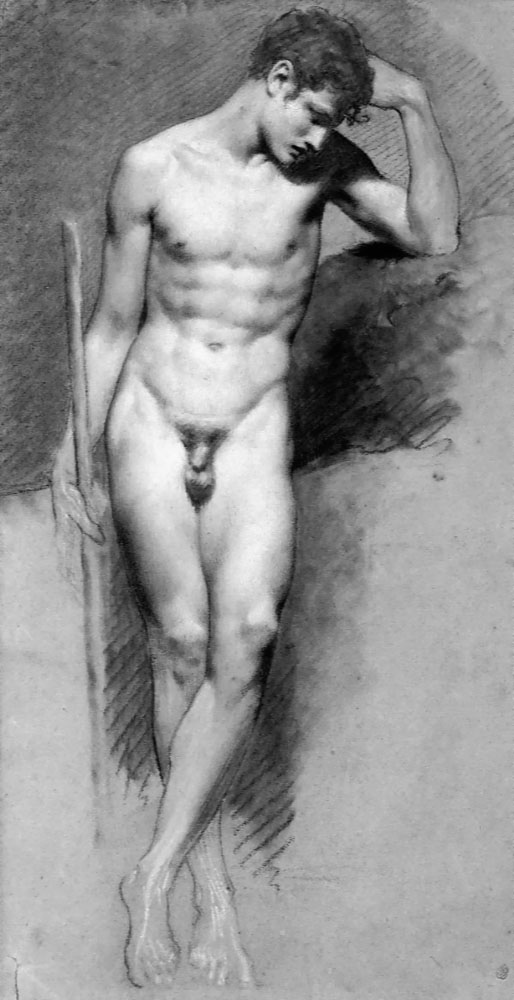
Nudo accademico maschile di Pierre-Paul Prud'hon.

Una componente inscindibile del nudo è l'erotismo che emana, elemento ineluttabile in quanto la visione del corpo umano nudo genera di per sé attrazione, desiderio, appetito sessuale. Per Kenneth Clark quest'aspetto non si deve ignorare né tentare di minimizzare o relativizzare né tanto meno screditare moralmente e, in contrasto con Samuel Alexander che (in "Bellezza e altre forme di valore", 1933) afferma essere il nudo erotico arte falsa e cattiva morale, risponde che se la nudità non risulta essere anche erotica è arte cattiva e falsa morale.
Tuttavia il corpo umano può produrre anche altre sensazioni, nella sua qualità di veicolo attraverso cui sperimentiamo il mondo e Clark a tal proposito menziona cinque sensazioni principali provocate dal nudo artistico: armonia, energia, rapimento estatico, umiltà e pathos.
Il difficile compito di definire il nudo artistico al confine tra erotismo e idealismo, sensuale e spirituale, ha portato sia artisti che filosofi a proporre diverse teorie per giustificare l'esistenza di questi differenti campi. Platone nel Simposio parla di due distinte nature appartenenti alla dea Afrodite, una mondana ed un'altra celeste; la prima rappresenta l'attrazione materiale legata alla carne e ai sensi, il desiderio e la sensualità; la seconda invece significherebbe la bellezza spirituale, legata alla bontà e alle virtù immateriali, espressione dell'anima e dell'intelletto.
Questo concetto era in vigore durante il Medioevo ed è stato ripreso dal neoplatonismo, diventando la formula del nudo classicista ed accademico, com'è perfettamente esemplificato nella tavola Amor sacro e Amor profano di Tiziano Vecellio. In tempi più recenti è stata riformulata in termini simili da Friedrich Nietzsche, che in La nascita della tragedia (dallo spirito della Musica) (1872) distingue tra spirito apollineo e spirito dionisiaco, cioè tra equilibrio mentale e disintegrazione orgiastica.

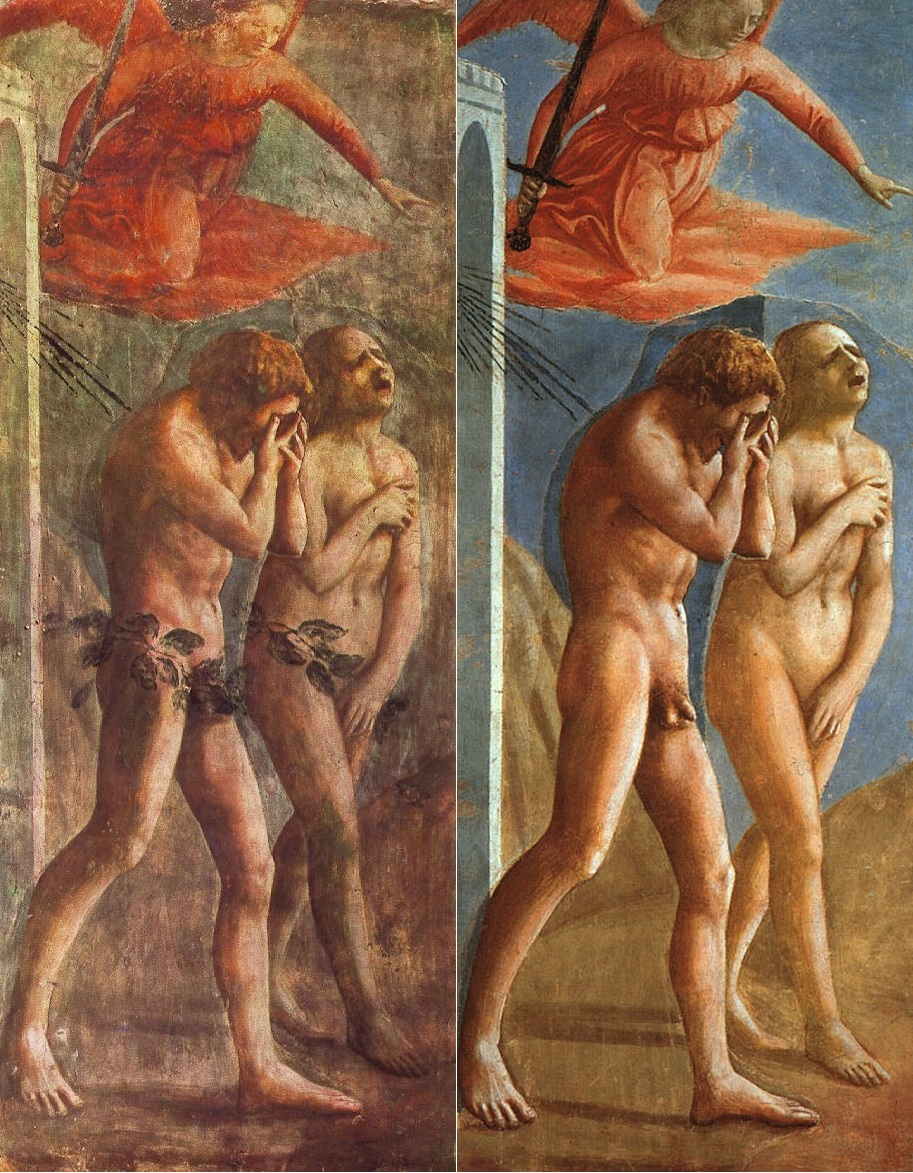
Versione censurata e originale della Cacciata dei progenitori dall'Eden, affresco di Masaccio (1428).

## Censura
La rappresentazione artistica del nudo ha oscillato più volte nella storia dell'arte dal permissivismo e dalla tolleranza di quelle civiltà e culture che lo vedevano come qualcosa di assolutamente naturale, perfino incoraggiandolo in quanto ideale di bellezza (questo nell'antichità greca) fino al rifiuto e al divieto emesso dalle culture più moraliste e puritane, giungendo fino alla persecuzione e distruzione delle opere incriminate.
In particolare, il cristianesimo è una religione che non ha mai permesso facilmente la rappresentazione del corpo umano nudo, fatta eccezione per quelle immagini di contenuto più fortemente religioso e giustificate da un intento teologico, come nei casi di Adamo ed Eva o della crocifissione di Gesù, o ancora la rappresentazione delle anime dannate sofferenti nel profondo dell'inferno.
Con la rivalutazione della cultura classica ed un ritorno all'antropocentrismo nell'arte avvenuto durante il Rinascimento, giustificato da motivi sia allegorici che mitologici, si è avuta una netta contrapposizione con la Chiesa la quale ne ha rigettato in toto il pensiero: il Concilio di Trento (1563), che ha attuato tutte le teorizzazioni della Controriforma, ha postulato un ruolo di primo piano da dare all'arte come mezzo di diffusione dell'educazione religiosa, vincolandola inoltre alla rigorosa interpretazione delle Sacre Scritture, dando al contempo al clero il compito di controllare la corretta osservanza dei precetti cattolici da parte degli artisti.
La nudità nel mondo cattolico cominciò così a venire sempre più censurata. Un chiaro esempio di ciò è l'ordine dato dal Papa Paolo IV nel 1559 a Daniele da Volterra di coprire con dei pantaloni le parti intime delle figure del Giudizio universale michelangiolesco della Cappella Sistina; il Volterra per questo fatto è stato da allora in poi chiamato "il braghettone".

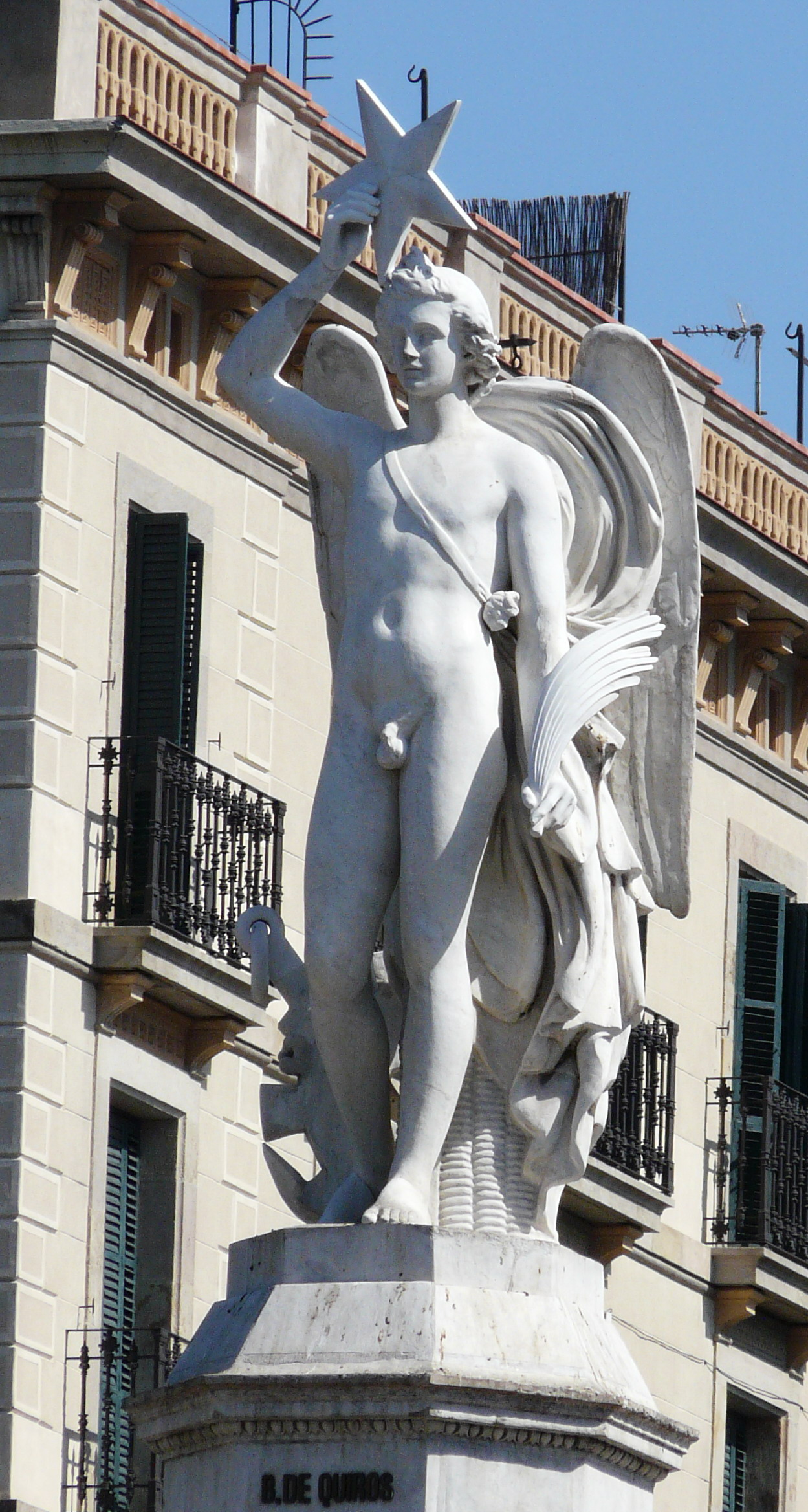
Fuente del Genio Catalán (1856) a Barcellona. Le donne andavano in processione davanti alla statua per ammirarne la bellezza delle forme, scrive un cronista. Il vescovo locale pertanto pensò bene di sottoporla a evirazione e farla coprire con una specie di perizoma: solo nel 1980 il panno è stato rimosso esponendone così i genitali mutilati.

Poco dopo un altro papa, Pio V, affidò lo stesso compito a Girolamo da Fano ma, non contento del risultato ottenuto, a Clemente VIII nacque il desiderio di rimuovere completamente la vernice dall'intera Volta della Cappella Sistina: fortunatamente per la storia dell'arte venne dissuaso dal far ciò dai membri dell'accademia nazionale di San Luca.
Da allora in poi si sono viste ricoprire accuratamente le nudità di numerose opere d'arte, con tessuti pregiati o col disegno del vitigno, la pianta con cui Adamo ed Eva si sono nascosti i genitali per la vergogna a seguito del peccato originale. Un altro esempio di rifiuto del nudo nell'arte è stato quello in principio subito dalla famosa stata del David: appena fu installata in piazza della Signoria subì un tentativo di lapidazione pubblica, prima di conquistarsi il pieno affetto dei fiorentini.
Esempi di censura e persecuzione di nudi artistici abbondano in tutta la recente storia dell'arte occidentale; nel XVIII secolo Luigi di Borbone-Orléans (soprannominato il pio) aggredì con un coltello il quadro rappresentante Leda con il cigno di Correggio in quanto considerato troppo sfrenato e lascivo. La testa di Leda, irrimediabilmente distrutta, venne ridipinta solo in seguito.
Il regime inquisitorio ha toccato anche un artista come Francisco Goya, che venne denunciato al Sant'Uffizio per la sua "Maja desnuda"; il quadro arrivò ad essere sequestrato dal tribunale nel 1814 quando l'inquisizione spagnola lo definì osceno. L'assoluzione dell'artista giunse grazie all'intervento provvidenziale del cardinale spagnolo Luis María de Borbón y Vallabriga; tuttavia l'opera rimase fuori dagli occhi del pubblico fino all'inizio del '900.
Nella seconda metà dell'800 l'artista statunitense Thomas Eakins si è visto respinto dalla Pennsylvania Academy of Arts di Filadelfia per aver introdotto nella pratica accademica lo studio del nudo preso dal naturale. In Belgio ancora nel 1865 Victor Lagye fu incaricato dei coprire le figure di Adamo ed Eva dal trittico mistico presente nella Cattedrale di San Bavone a Gand. Per finire in Gran Bretagna, su espressa richiesta della Regina Vittoria venne applicata un'enorme foglia di fico per coprire il sesso di una replica del David di Michelangelo a tutt'oggi conservata al Victoria and Albert Museum.
Anche nel XX secolo vi sono stati numerosi casi di censura e attacchi al nudo artistico; nel 1914 una suffragetta inglese di nome Mary Richardson aggredì a colpi di mannaia la Venere Rokeby di Diego Velázquez accusandola d'offrire un'immagine distorta della donna, considerata come mero oggetto di sensualità: il vandalismo provocò sette profondi tagli, causando i danni maggiori nella zona delle spalle della figura, ma riparati con successo dal restauratore capo della National Gallery Helmut Ruhemann. La Richardson è stata condannata a sei mesi di carcere, il massimo consentito per la distruzione di un'opera d'arte.

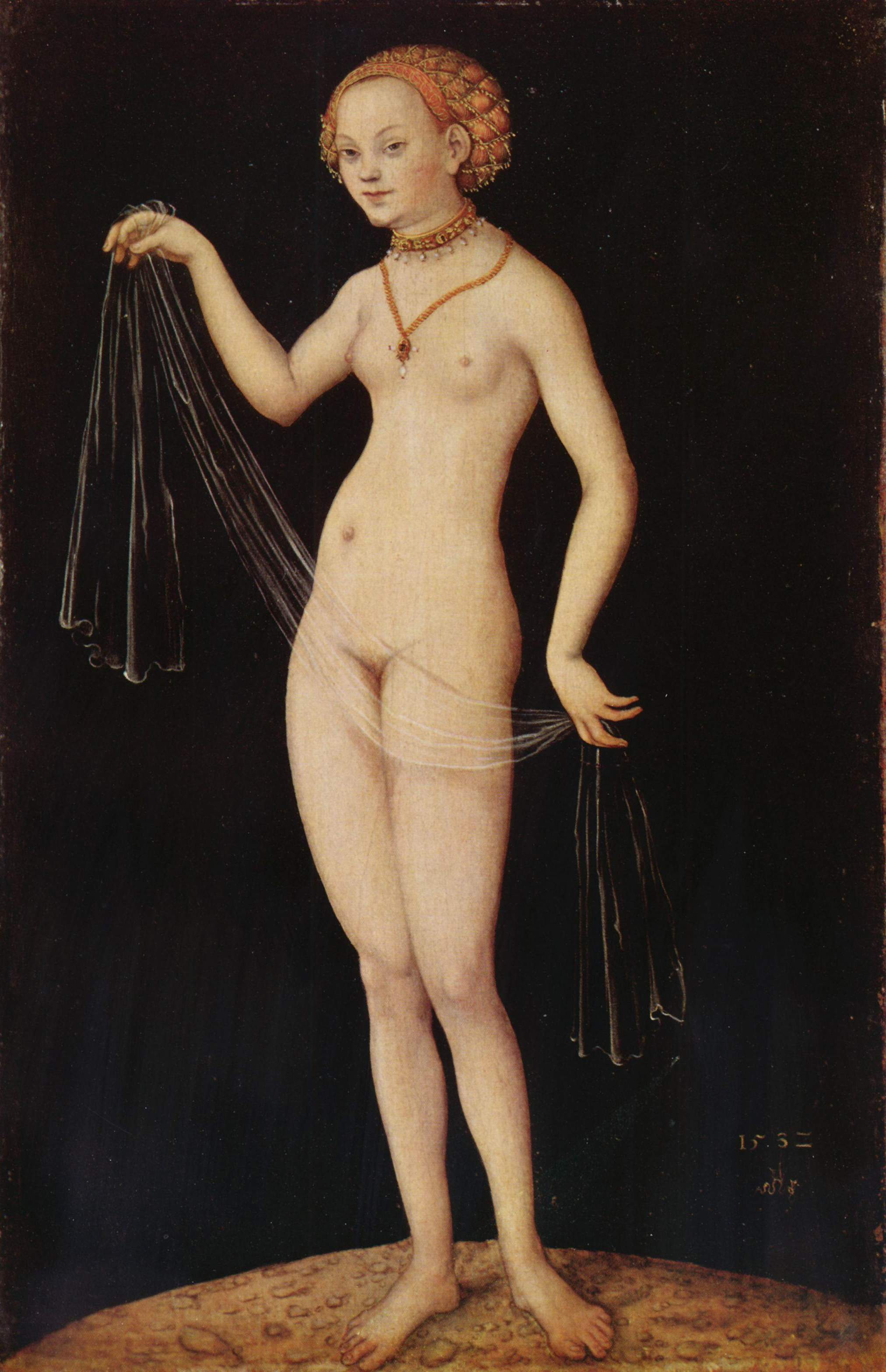
La Venere Nuda del XVI secolo utilizzata come manifesto pubblicitario e censurata nel 2008.

Nel 1917 la polizia fece chiudere una mostra di Amedeo Modigliani nella galleria Berthe Weill il giorno medesimo dell'inaugurazione per aver esposto nudità che mostravano il pelo pubico.
Nel 1927, durante la dittatura di Miguel Primo de Rivera (1923-30), vi è stata una grande polemica sul posizionamento delle varie sculture di nudi in Plaça de Catalunya a Barcellona durante le opere di ristrutturazione per l'Expo 1929; mentre nel 1931 (durante la Seconda Repubblica) si svolse un'esposizione di nudo organizzata dal Cercle Artístic de Sant Lluc alla quale parteciparono i migliori artisti provenienti da tutta la Spagna.
Ancora in pieno XXI secolo, anche se solitamente il nudo viene visto in modo naturale dalla maggior parte della popolazione, si sono verificati casi di censura artistica: nel 2001 il procuratore generale degli Stati Uniti John Ashcroft ha ordinato di nascondere la statua intitolata "Spirito di Giustizia" che presiede la sala delle conferenze del dipartimento di giustizia di Washington, la sua colpa era quella di mostrare i seni nudi.
Nel 2008 vennero ritirati dalla metropolitana di Londra i cartelloni pubblicitari che riproducevano una Venere nuda dipinta da Lucas Cranach il Vecchio; serviva per annunciare una mostra sul pittore rinascimentale tedesco presso la Royal Academy: la motivazione è stata che "potrebbe ferire e offendere la sensibilità degli utenti della metropolitana."
Sempre nel 2008 l'allora premier italiano Silvio Berlusconi ha imposto di far coprire le mammelle nude mostrate nell'allegoria de La Verità svelata dal Tempo di Giambattista Tiepolo, in quanto era l'immagine centrale della sala delle conferenze stampa date dal governo ed appariva sullo sfondo delle apparizioni televisive del capo del governo, proprio a lato della sua testa.

## Iconografia
Il nudo artistico ha sempre avuto un forte significato iconografico, soprattutto durante il Rinascimento, dal momento che l'artista ha spesso usato una scusa tematica per poter rappresentare la figura umana nuda, dandole un significato generalmente correlato alla mitologia greco-romana, altre volte alla religione. Fino a pieno '800 in pratica non troviamo il nudo al naturale, spogliato cioè d'ogni simbolismo, per riflettere soltanto l'estetica intrinseca del corpo umano.
Le fonti iconografiche per queste rappresentazioni si trovano nei testi dei classici antichi (Omero, Tito Livio, Publio Ovidio Nasone) per quanto riguarda la mitologia e nella Sacra Bibbia per quanto riguarda la religione. Molti artisti erano a conoscenza dei vari temi mitologico-religiosi, così come del lavoro di altri autori attraverso l'incisione e la xilografia, che circolavano per tutta l'Europa del tempo (soprattutto a partire dal XVI secolo); mentre relativamente pochi erano quegli studiosi che potevano estrarre informazioni di prima mano direttamente dalla fonti classiche.
Uno di questi pochi era Peter Paul Rubens, che conosceva il latino e diverse altre lingue europee.
Col tempo si forgiò un corpus iconografico contenente i vari miti, leggende e racconti storici basati sui brani sacri, questo grazie alla Legenda Aurea di Jacopo da Varazze, un'opera sulla vita dei santi, di Cristo e della Vergine Maria, o il De genealogiis deorum gentilium (1350-68), una delle opere della vecchiaia di Giovanni Boccaccio sulla mitologia greca e sulla mitologia romana.
Alcuni dei temi più ricorrenti nell'iconografia del nudo artistico sono la Venere Anadiomene (che sorge dal mare), le tre Grazie, il giudizio di Paride, Leda e il cigno, la storia di Adamo ed Eva, la crocifissione di Gesù, l'allegoria e il putto.

## Nudo antiestetico

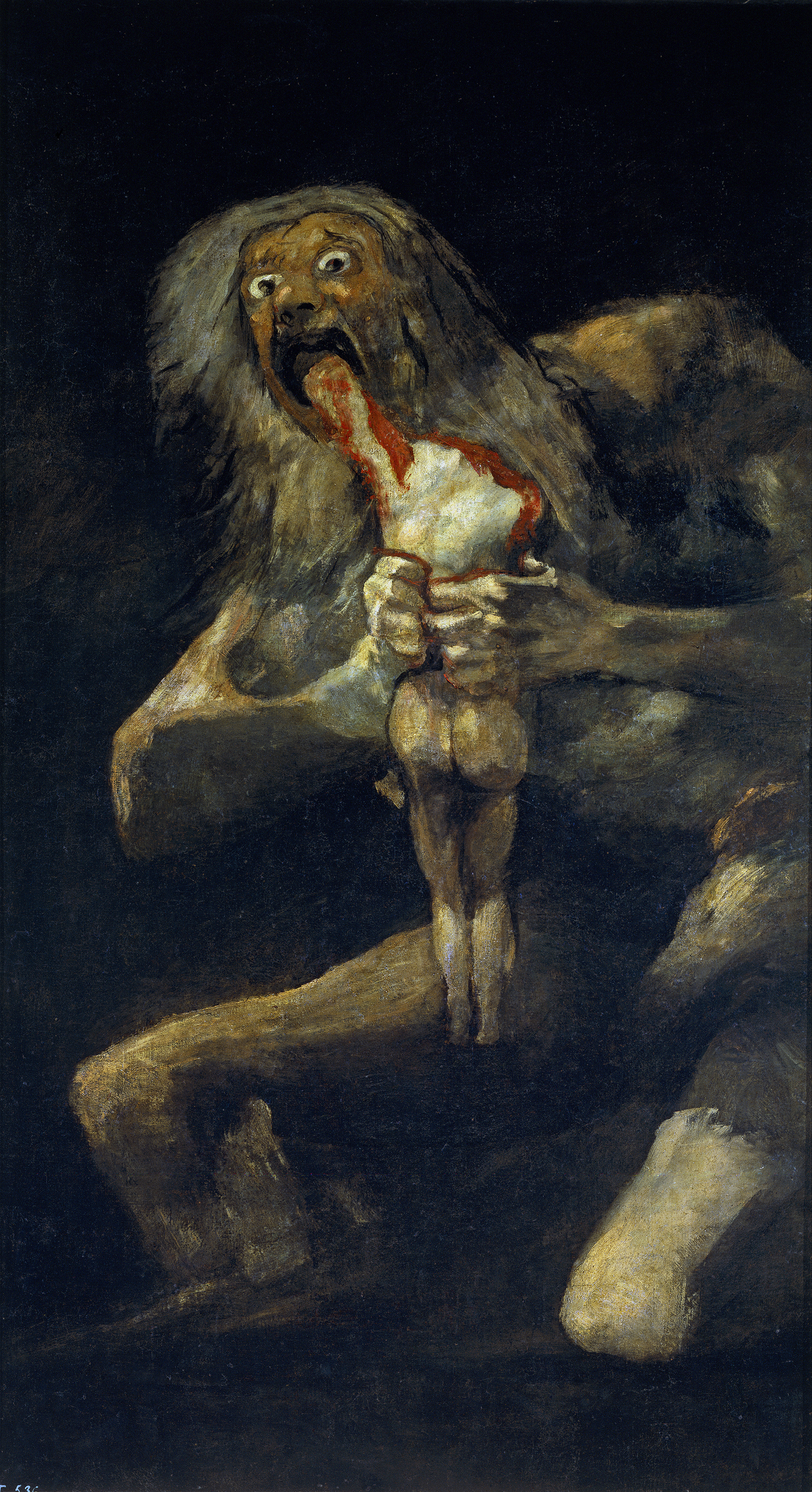
Saturno che divora i suoi figli (1819-1823) di Francisco de Goya, al Museo del Prado.

Di solito s'identifica il nudo con la bellezza, ma invero non tutti i nudi artistici sono gradevoli; vi sono raffigurazioni di personaggi nudi che per vari motivi sono brutti o disgustosi o privi di qualsiasi attrattiva fisica, sia per bruttezza di nascita che per deformità o malformazioni, o di esseri rappresentati nella loro vecchiezza, o di figure malvagie o depravate, infine perché si tratta di mostri o creature fantastiche della mitologia (come i satiri e i sileni) o della religione (demòni e streghe).
Come nel caso della bellezza, così anche la bruttezza è una percezione relativa e differente da una cultura all'altra, da un tempo all'altro e da un luogo all'altro: per l'uomo occidentale una maschera africana può sembrare orribile, ma per i suoi adoratori rappresenta un dio benevolo; ad alcuni l'immagine sanguinolenta e mortuaria di un uomo crocifisso può apparire estremamente sgradevole, pur essendo il simbolo cristiano per eccellenza della redenzione e della salvezza.
La bruttezza può essere fisica o spirituale e si può riconoscere nelle deformità, nell'asimmetria e mancanza di armonia; può inoltre rappresentare concetti morali malvagi come bassezza e meschinità, insieme ad altre categorie come scortesia, nausea, repellenza, il grottesco e l'abominevole, il disgustoso, l'osceno e il sinistro.
Già nell'antica Grecia vi era una dicotomia tra l'equilibrio del periodo classico ed il sentimentalismo esasperato e tragico del periodo ellenistico: di fronte all'energia vitale trionfante degli eroi e degli atleti si pose il pathos, l'espressione della sconfitta, il dramma, la sofferenza dei corpi maltrattati e deformi, malati o mutilati. Questo può essere notato nei miti riguardanti la strage dei figli di Niobe, l'agonia di Marsia, la morte dell'eroe (ad esempio quella di Ettore) o il destino tragico e crudele assegnato a Laocoonte e ai suoi due figli; tutte tematiche affrontate nell'arte del tempo.
Questo pathos si spostò nel Medioevo nella rappresentazione della passione di Gesù e della morte di santi come San Sebastiano e San Lorenzo, trafitto dalle frecce l'uno, messo al rogo sulla graticola l'altro: i supplizi ai quali incorsero sono stati spesso riflessi nell'arte in autentici parossismi di dolore e pena. Il martirio cristiano, per la teologia è stato simbolo supremo di sacrificio e redenzione.

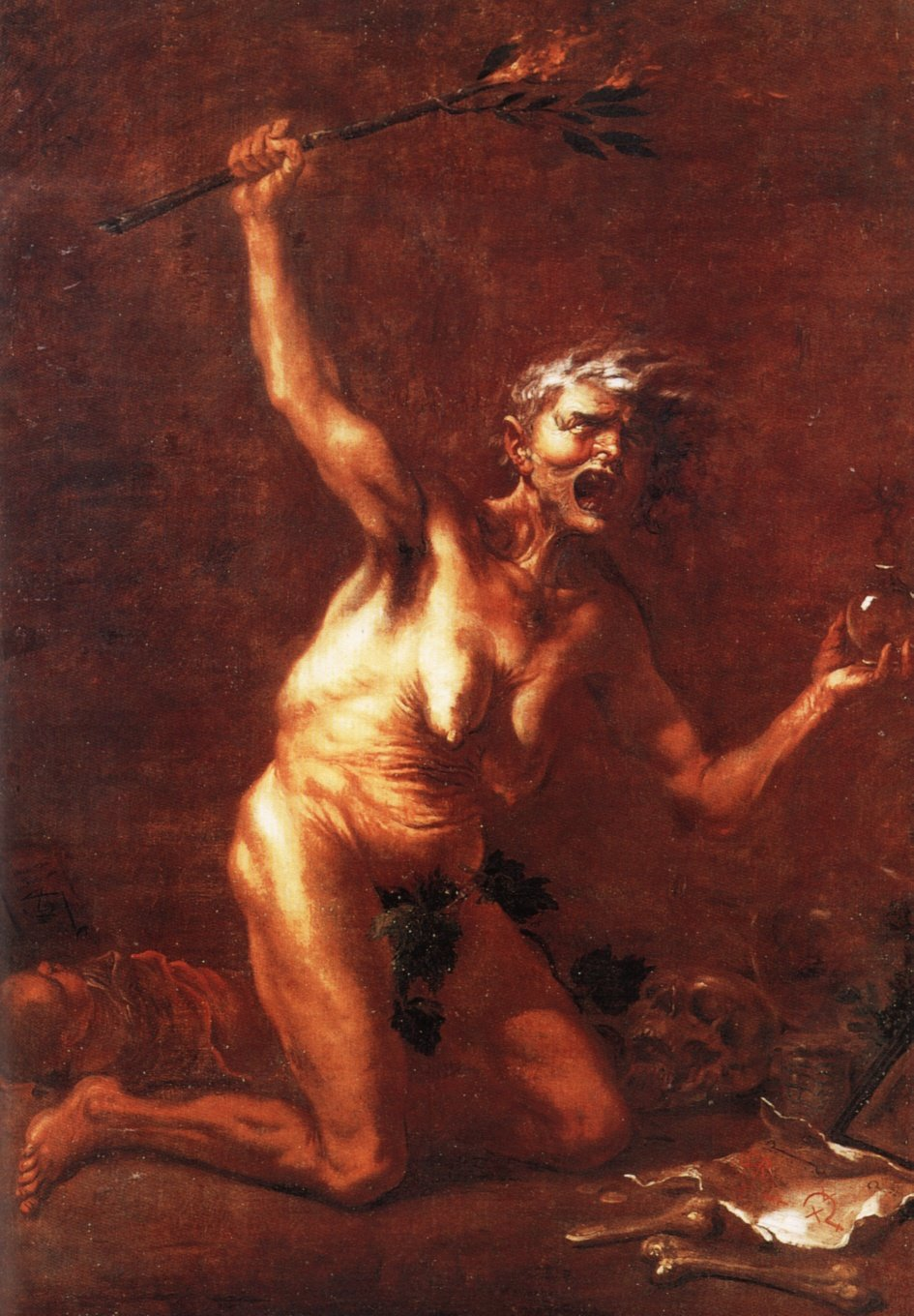
La strega (1640-1649), di Salvator Rosa. Collezione privata

Nel campo filosofico uno dei primi a rompere col concetto di bellezza classica è stato Gotthold Ephraim Lessing, che nel suo "Laocoonte ovvero sui confini tra poesia e pittura" (1766) ha respinto l'idea di perfezione classica fattane da Johann Joachim Winckelmann, dicendo che non vi può essere un concetto di perfezione universale per tutti i tempi e tutte le arti. Anche se non ha respinto la possibilità di trovare un sistema che colleghi la totalità delle espressioni artistiche, ha però fortemente criticato le analogie assolute come la formula di Quinto Orazio Flacco "Ut pictura poësis" (La pittura come la poesia). Per Lessing pittura e poesia, esaminati nei loro contesti imitativi, sono cose differenti.
Successivamente Johann Karl Friedrich Rosenkranz ha introdotto nel suo trattato "Estetica della bruttezza" (Aesthetik des Hässlichen, 1853) propriamente il concetto di bruttezza come categoria estetica: seguendo il sistema della dialettica propugnata da Georg Wilhelm Friedrich Hegel, la bellezza viene affermata come tesi mentre la bruttezza come antitesi, dando la risata come sintesi: il brutto viene così sostituito dal comico.
Per lui il brutto non esiste di per sé, ma solo se viene raffrontato col bello; il brutto è sempre relativo mentre la bellezza rimane assoluta: in tal modo il brutto, il negativo estetico, viene superato ed oltrepassato dal di dentro, come il male che divora se stesso. Alla stessa maniera sistematizzò le categorie riguardanti il brutto nei concetti di deformità, deturpazione e scorrettezza estetico-morale

## Aspetti tecnici: la rappresentazione del corpo umano

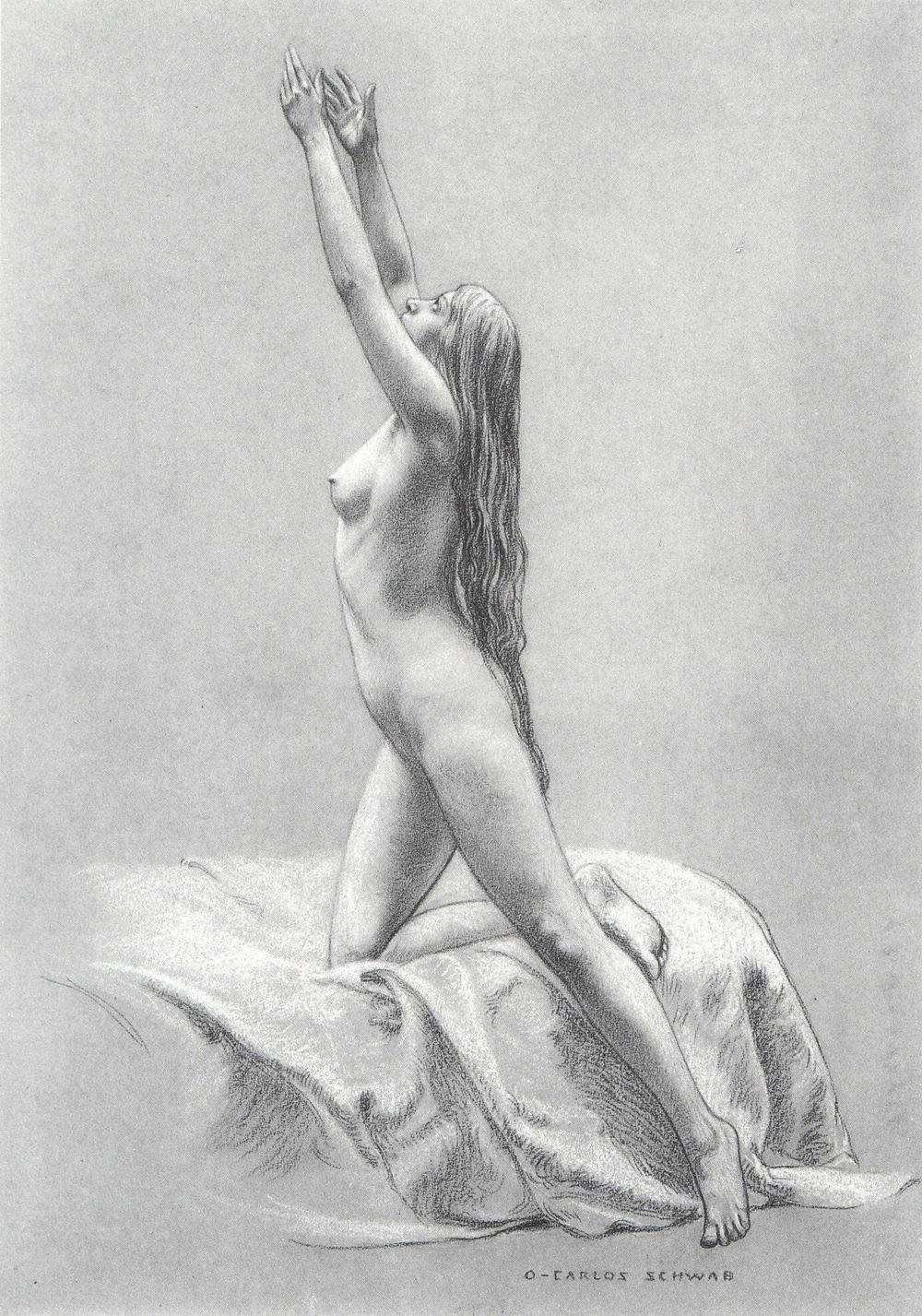
Studio di nudo femminile di Carlos Schwabe.

Il nudo è diventato una specie di arte rappresentativa, in particolare nella pittura, nella scultura, e nella fotografia. Raffigura persone senza indumenti, di solito con stili che distinguono gli elementi artistici dell'essere nudo senza essere provocatorio. In particolare nelle arti figurative si distingue il "nudo artistico" dal "nudo erotico", nel primo caso si tende a mostrare la bellezza, mentre nel secondo viene messa in evidenza la sensualità.
La nudità nell'arte, anche quando mostrata pubblicamente, per esempio, una statua o un dipinto che rappresentino una persona nuda, viene accettata con più facilità rispetto a persone nude in un luogo pubblico dove la nudità non è ammessa. Comunque, c'è anche molta arte che raffigura una persona nuda con un pezzo di tessuto che a stento copre i genitali. Uno sketch degli anni sessanta che ha per protagonisti i comici inglesi Peter Cook e Dudley Moore che ammirano Le grandi bagnanti 2 di Cézanne alla Galleria Nazionale di Londra ironicamente suggeriscono che ci devono essere centinaia di dipinti che non sono esposti pubblicamente perché i pochi vestiti non erano al posto giusto mentre gli artisti li dipingevano.
La rappresentazione dell'essere umano è sempre stata la spina dorsale di qualsiasi composizione artistica, questo perché gli esseri umani hanno sempre sentito il bisogno di esprimere se stessi con una semplice descrizione fisica, come nuova creazione della propria forma o anche come evocazione di un mondo ideale a cui aspirare. La rappresentazione della figura umana è praticamente l'unico tema comune in tutti i movimenti artistici, in tutti i periodi storici e in tutte le località geografiche.
Tecnicamente, lo studio del corpo umano si è basato fin dall'arte classica in un ideale di proporzioni armoniche, anche se poi questo ideale è stato rappresentato in maniera più o meno realistica a seconda dei vari stili artistici assunti. Il rapporto è la base di qualsiasi rappresentazione umana e, per usare le parole di Albrecht Dürer: senza proporzione nessuna figura può essere perfetta, anche se vi si mette molto impegno nella sua realizzazione.

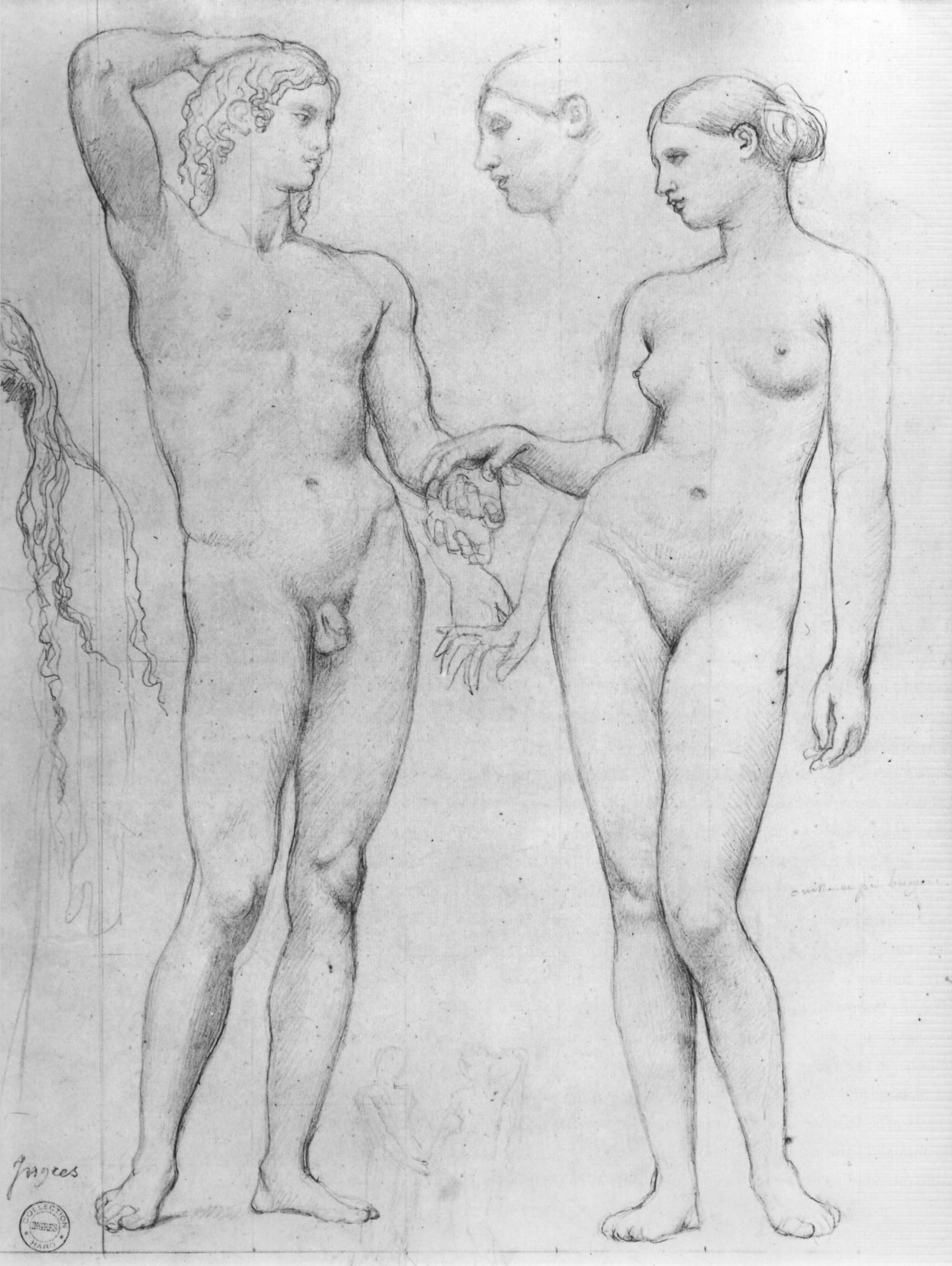
Studio per L'età dell'oro (1842-1847 circa), di Jean Auguste Dominique Ingres.

Tale proporzione si è fondata per lungo tempo in norme distinte o "canoni" per la sua realizzazione: nell'antico Egitto la misura di base era il pugno chiuso e la larghezza della mano, fa cui è stato ottenuto un modulo di base che si riproduceva per grigie: la testa comprendeva tre moduli, dalle spalle alle ginocchia dieci e dalle ginocchia ai piedi sei.
Per i Greci l'ideale era che l'altezza di un individuo fosse l'equivalente di sette volte e mezzo la dimensione della testa, questo per le statue raffiguranti adulti, mentre da quattro a sei per quelle di bambini e adolescenti. Questo canone proviene, secondo la tradizione, da Policleto, ed è il più classico utilizzato nell'antica Grecia; seguito ad artisti come Fidia, Mirone, Zeusi e Parrasio, anche se ne sono stati utilizzati altri, come quello a otto parti di Lisippo, o quello di Leocare di otto parti e mezzo.
Altri studi stabilirono che l'altezza poteva esser parte di un cerchio centrato sul pube, a sua volta divisibile in altri due, uno superiore centrato sullo sterno ed uno inferiore centrato sulla rotula: per farla breve, è sempre risultato assai difficoltoso stabilire un canone ideale che soddisfasse la generalità degli artisti, e gli studi scientifici a riguardo non hanno fornito a tutt'oggi alcun risultato oggettivo.
Un altro importante fattore nello studio della figura umana era quello riguardante l'anatomia, sia ossea che muscolare: lo scheletro è costituito da 233 ossa, formanti un sistema integrato che permette la gran varietà di posture e movimenti eseguibili dal corpo umano. Da parte, loro i muscoli sono strutture fibrose che contribuiscono a tener unite saldamente le ossa e permettono il movimento in azioni di contrazione e allungamento percepibili nella complessione-carnagione del corpo, quindi sono della massima importanza per una esatta rappresentazione artistica.
Il corpo ha un numero compreso tra 460 e 510 muscoli, soggetti ad una meccanica del tutto simile a quella della leva: si esercita una potenza per superare e vincere una resistenza, sostenendosi all'articolazione come fulcro e punto d'appoggio.

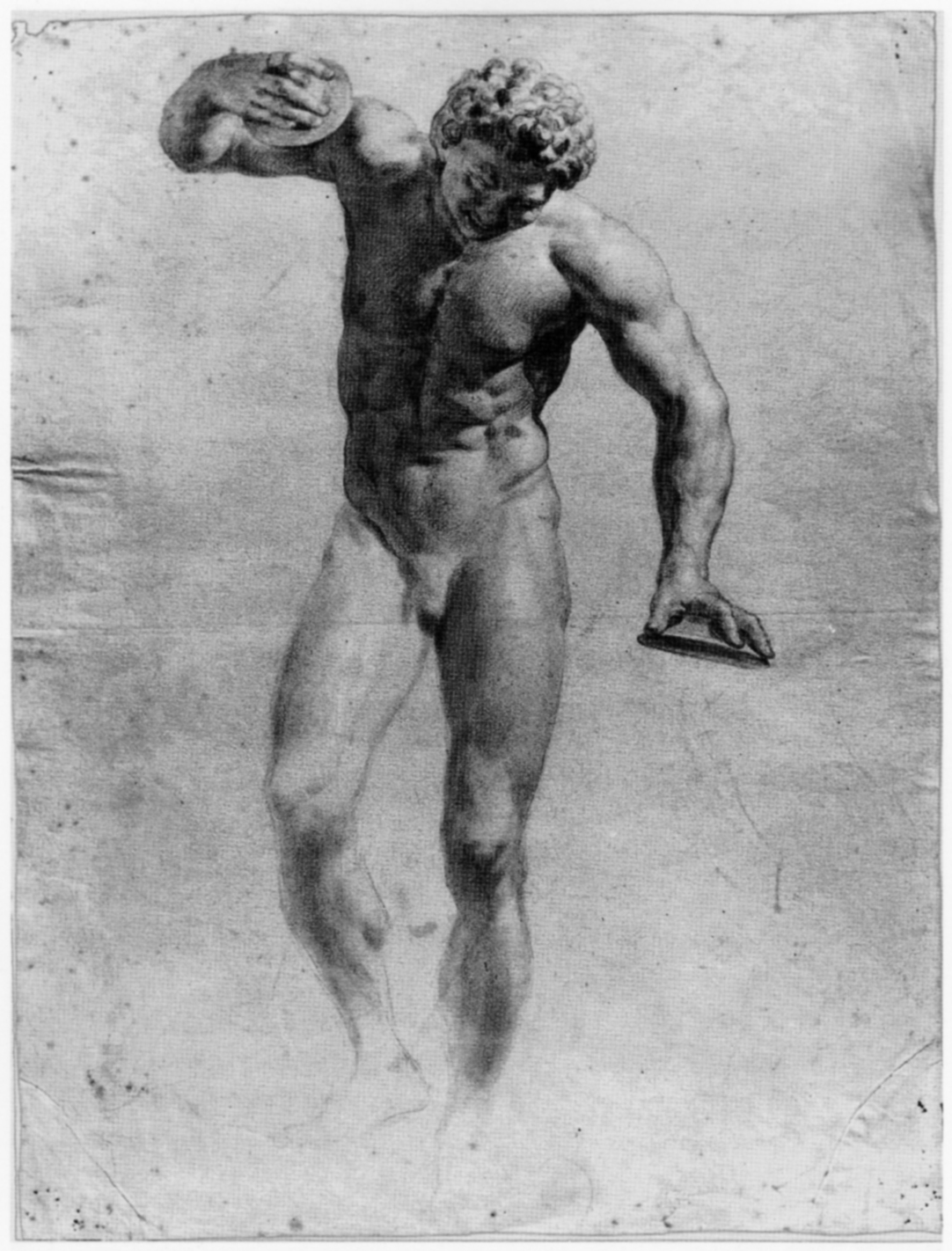
Copia della statua del Fauno danzante, di Anton Raphael Mengs (1778).

Ogni parte del corpo ha le sue caratteristiche tecniche più proprie; il tronco è solitamente realizzato di forma quadrangolare, suddiviso in tre parti: dal pube all'ombelico, dall'ombelico alla linea inferiore dei pettorali e da questi alla testa. Per eseguirne una buona rappresentazione si deve tener conto anche della forma della colonna vertebrale. Per quanto riguarda il tronco, ovviamente varia a seconda che sia quello di un maschio o di una femmina, essendo più spigoloso e muscoloso il primo, più liscio e arrotondato il secondo.
Per quanto riguarda braccia, gambe, mani e piedi, rimane essenziale lo studio del movimento articolato e del rilievo anatomico,ove sono più evidenti le forme ossee e muscolari. Occorre anche tener ben presente che soprattutto tra le braccia e le spalle del maschio si concentrano la forza e la gestualità dell'intera figura e che l'avambraccio ha diversi movimenti a disposizione, dalla pronazione alla supinazione.
Le mani costituiscono la parte più articolata del corpo e grazie al suo gran numero di posizioni e gesti rappresenta un autentico linguaggio comunicativo corporeo completo. Infine la testa è una parte essenziale del corpo, in quanto il volto è la regione fisica più differenziata d'ogni individuo, distinguendolo da tutti gli altri; l'espressione facciale può indicare un'infinità di sentimenti e stati d'animo.
In termini di proporzione la testa è simmetrica se vista di fronte: il suo centro si viene a trovare tra le sopracciglia, con una dimensione che è tre volte e mezza quella dell'altezza della fronte, in tre moduli che corrispondono uno alla fronte, un altro che va dalle sopracciglia alla punta del naso ed l'ultimo dalla punta del naso fino al mento.
L'anatomia artistica ha proceduto durante tutto il periodo del Rinascimento in parallelo con le scoperte della scienza medica che si basavano allora quasi esclusivamente sulla dissezione dei cadaveri; mentre nell'antichità classica non esistono dati a supporto di uno studio scientifico del corpo, essendo una semplice osservazione realistica della natura. Tanto gli artisti quanto i medici e gli scienziati studiarono così a fondo le ossa, i muscoli e le altre parti del corpo e da qui trassero quelle conoscenze che poi applicarono alle loro opere.

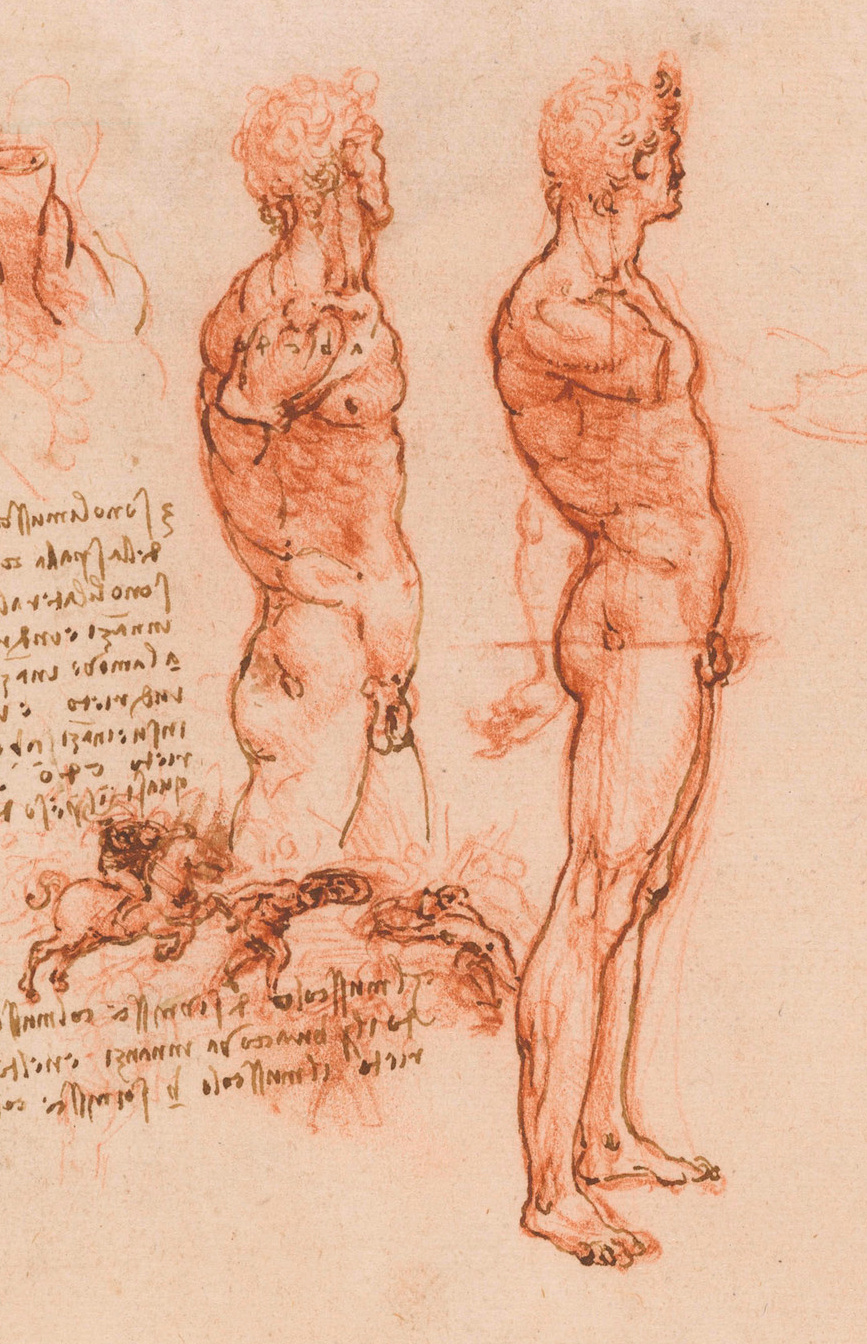
Studio anatomico di Leonardo Da Vinci.

Degni di nota a questo proposito sono gli studi di Andrea Vesalio il quale nel 1543 pubblicò il De humani corporis fabrica, uno studio anatomico del corpo a base di dissezioni; accanto al testo sono poste tavole illustrative del corpo umano disegnate da Jan van Calcar, che servirono da base agli artisti per le loro immagini della figura umana sempre più fondata sul realismo oggettivo. Le tavole di questo libro sono state progettate con criteri artistici, appaiono scheletri e figure scorticate in pose artistiche o in atteggiamenti gesticolanti quasi teatrali.
Tuttavia a partire dal XVIII secolo in parallelo alla conservazione degli studi artistici per le accademie nazionali - responsabili della formazione dei futuri artisti - l'arte e la scienza cominciarono a divergere sempre di più, specializzandosi e concentrandosi sui propri rispettivi ruoli. L'anatomia accademica si è basata su manuali con illustrazioni del corpo raffigurato artisticamente, di solito ispirandosi alla scultura antica. Così era comune in tutte le scuole la presenza di manichini articolati e statue maschili scuoiate, tra i più famosi dei quali quelli progettati e disegnati da Jean-Antoine Houdon.
Altri aspetti da considerare sono rappresentati dal movimento umano e dalla postura assunta. Il movimento si basa su due assi fondamentali: orizzontale (spalle, vita e fianchi) e verticale (tronco, addome, testa, gambe e braccia).
Un fattore che arricchisce la rappresentazione della figura umana è dato dalla presenza o meno di luce la quale colpendo i volumi può generare limiti visivi differenti a seconda dei vari giochi di luci e ombre (chiaroscuro), arricchendo notevolmente il profilo anatomico.
Quanto al cromatismo, sebbene il punto di partenza sia il colore della carne, questo può variare da arancione pallido a ocra a rosa, anche se di solito non presenta mai una colorazione satura

## Storia

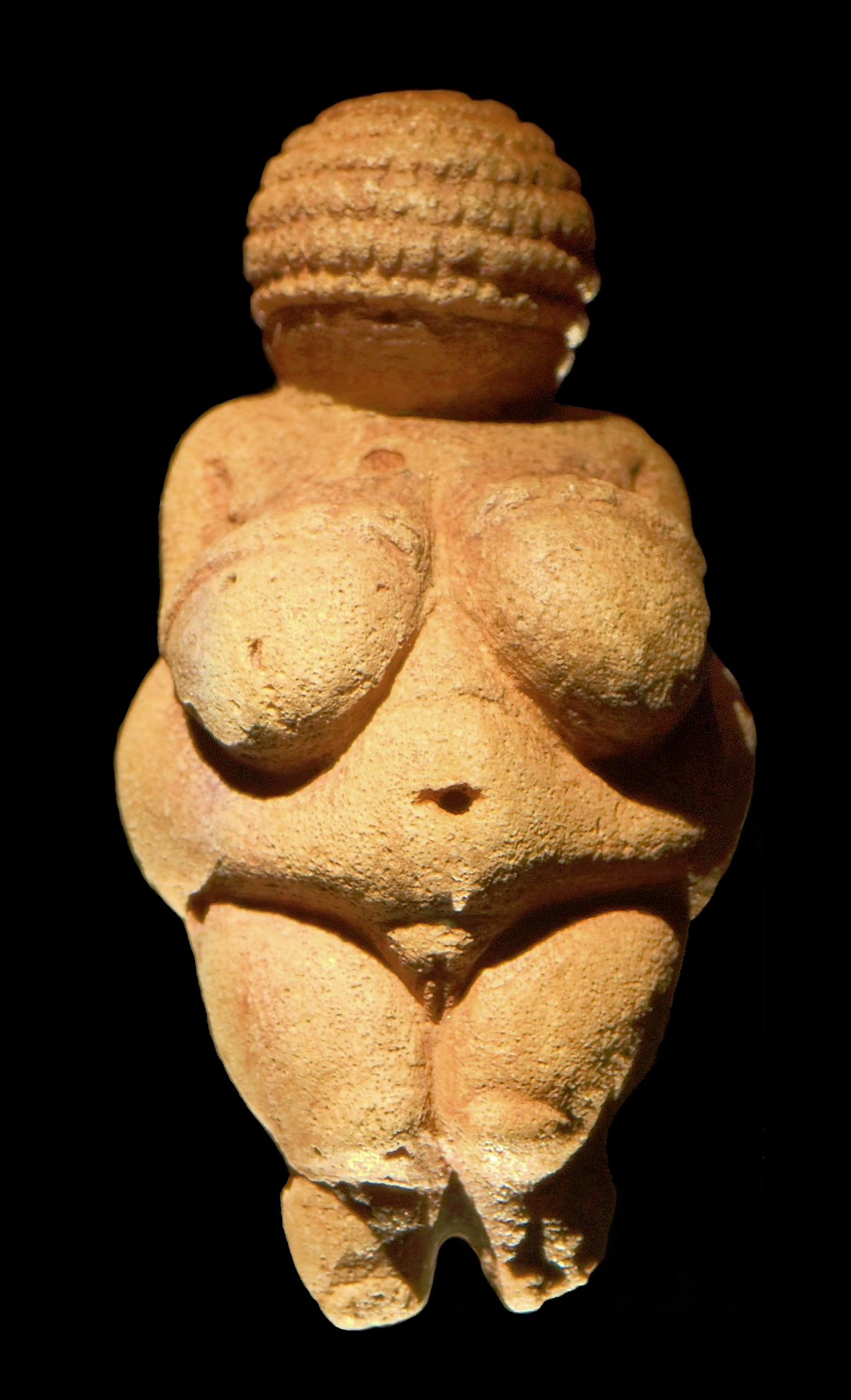
La Venere di Willendorf (25000 a.C. circa), al Naturhistorisches Museum di Vienna.

### Preistoria
Fin dalla preistoria, la rappresentazione del corpo umano fu uno dei maggiori temi dell'arte. Le figure di nudi femminili chiamate Veneri paleolitiche appaiono già in epoca remota, durante il Gravettiano tra il 28 e il 22.000 a.C.; in tempi storici immagini simili rappresentano divinità della fertilità, con fianchi generosi e seni sporgenti.
A livello maschile si trova il simbolismo fallico, la rappresentazione del sesso eretto di solito isolato come forma cilindrica a sé stante, ma anche nell'insieme corporeo; anch'esso era segno di fertilità, come nel cosiddetto gigante di Cerne Abbas in Dorset. Vi sono anche casi di rappresentazione della figura umana nuda nella pittura rupestre la quale, ridotta a contorni schematici, mette in evidenza gli organi sessuali.

### Antiche civiltà
La rappresentazione di dei e dee nell'arte egizia e nell'arte mesopotamica sono i precursori delle opere dell'antichità occidentale. Nell'antico Egitto la nudità non era un problema e si poteva vedere frequentemente; vi è abbondanza di raffigurazioni di scene di corte, soprattutto di balli durante feste o celebrazioni, in cui i partecipanti stavano nudi o seminudi. Appare anche in rappresentazioni del Faraone, di funzionari o militari o schiavi, come nel caso del famoso Scriba seduto conservato al Louvre.
Al contrario in Mesopotamia la nudità è praticamente sconosciuta, tranne in certi rilievi assiri e alcune scene di tortura dei prigionieri di guerra; mentre dalla parte femminile possiamo trovare alcuni seni nudi in bronzo di origine caldea. Non troviamo alcun nudo né nell'arte fenicia né in quella ebraica, dove la legge mosaica proibiva qualsiasi rappresentazione della figura umana.
Altre tradizioni significative non occidentali di raffigurazione di nudi provengono dall'arte indiana e dall'arte giapponese, mentre invece non costituisce un aspetto importante dell'arte cinese.
Sculture templari e pitture rupestri, alcune molto esplicite, sono parte integrante della tradizione indù che valorizza la sessualità e come in molte altre regioni dai climi caldi la nudità parziale o completa era comune anche nella vita quotidiana e non costituiva un problema.
Il Giappone ha una lunga tradizione di bagni pubblici in cui ci si lava in comune, anche misti, spesso raffigurata in xilografie fino a poco tempo fa.

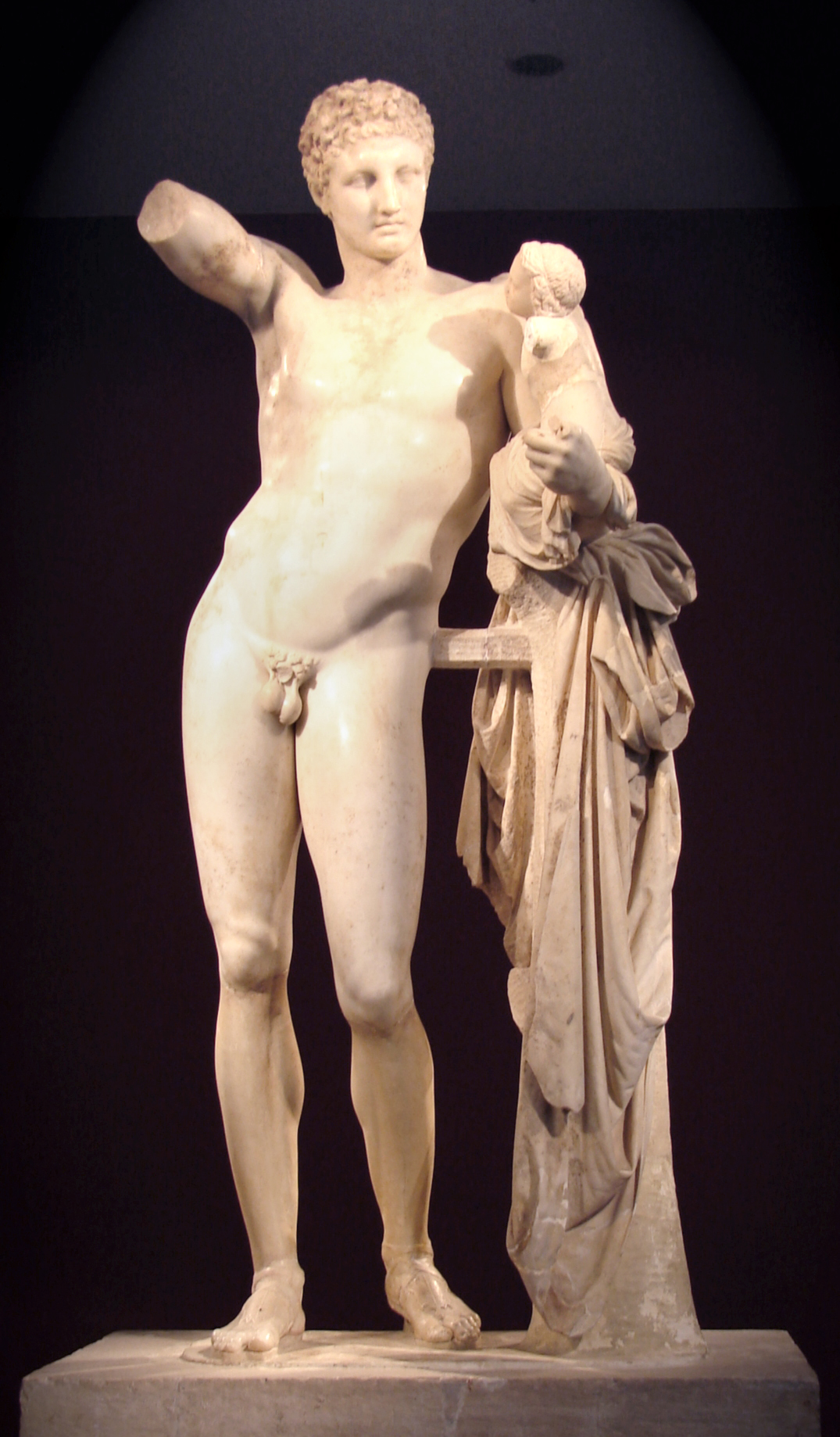
Hermes con Dioniso infante, di Prassitele.

### Antica Grecia
La prima scultura greca, risalente agl'inizi della civiltà cicladica dell'età del bronzo è costituita principalmente da figure maschili stilizzate che sono presumibilmente nude. Questo è certamente il caso del kouros, una grande figura di nudo maschile in piedi che era il fondamento della scultura della Grecia arcaica; i kouroi sono le prime sculture realistiche di maschi nudi e raffigurano giovani che stanno rigidamente posati con un piedi in avanti.
Nel V secolo a.C. la padronanza degli scultori nei confronti dell'anatomia ha portato ad una maggiore naturalezza e ad una maggior varietà di pose; una delle novità più importanti del periodo è stato il contrapposto, cioè la postura asimmetrica di una figura in piedi con una gamba che porta l'intero peso del corpo mentre l'altra rimane rilassata. Un primo esempio di ciò è la scultura del Doriforo di Policleto (440 a.C. circa).
Nella convenzione costituita dalla nudità eroica, dei ed eroi sono sempre stati mostrati nudi, mentre per i comuni mortali vi è una minor probabilità di essere rappresentati spogliati, ad eccezione degli atleti e dei guerrieri in combattimento che erano spesso raffigurati nudi o seminudi.
Nell'antica Grecia, dove il clima mite favoriva un abbigliamento leggero più comodo e sciolto, gli atleti di sesso maschile gareggiavano durante le festività religiose completamente nudi: la celebrazione del corpo umano era un fatto perfettamente naturale per i Greci ed il modello nudo maschile era associato col trionfo, la gloria e finanche con l'eccellenza morale.
La dea Afrodite era una divinità che i greci preferivano inizialmente vedere vestita, questo almeno fino alla metà del IV secolo a.C. quando lo scultore Prassitele fece un nudo della patrona dell'amore e della bellezza chiamato Knidian (vedi Afrodite cnidia), che ha istituito una nuova tradizione per quanto riguarda il nudo femminile, avendo questa proporzioni idealizzate basate su rapporti matematici come le statue maschili.

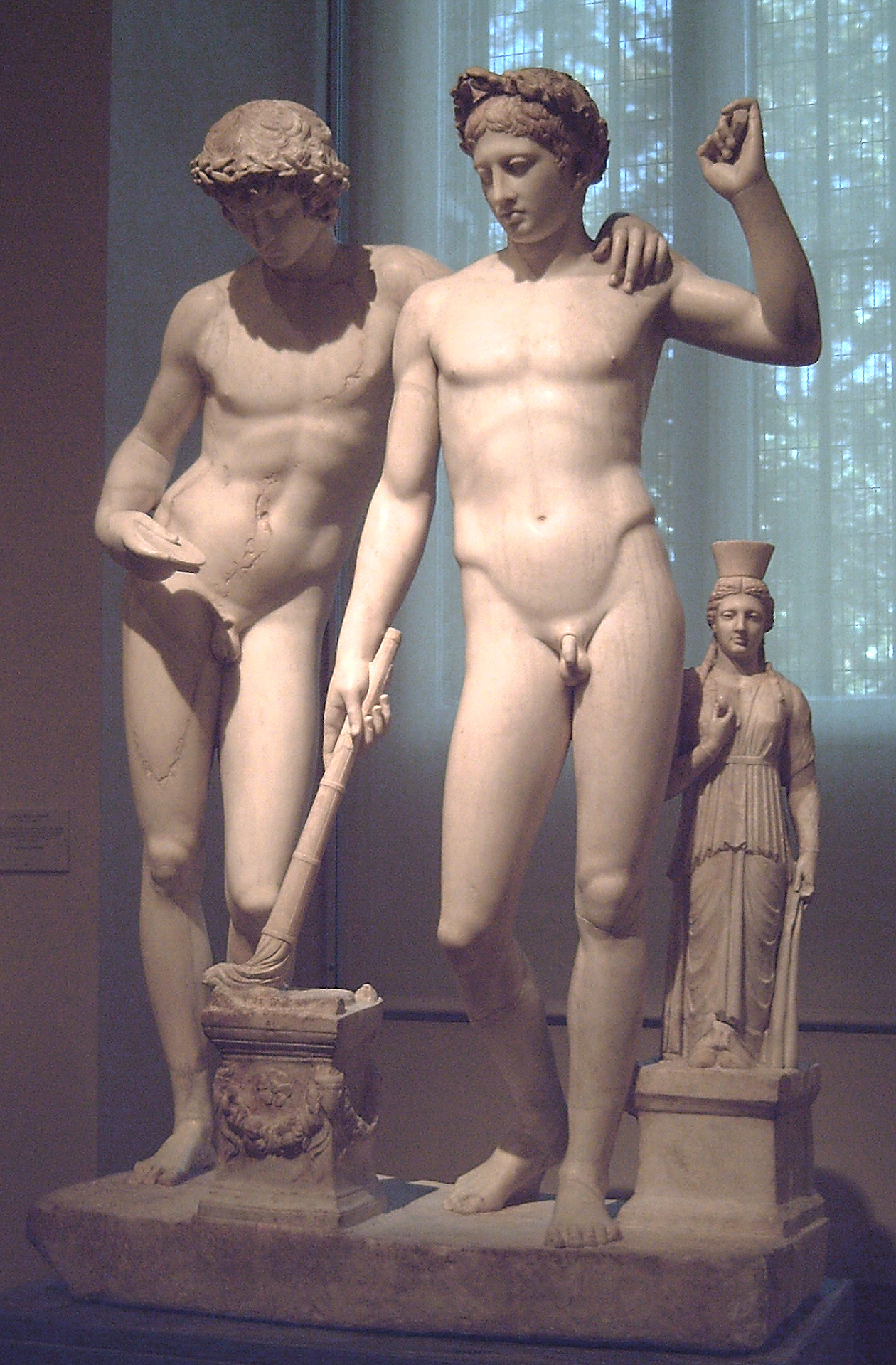
Il Gruppo di sant'Ildefonso o Castore e Polluce o ancora l'offerta di Oreste e Pilade, I secolo

### Antica Roma
Col chiaro precedente derivante dall'arte etrusca, l'arte romana è stata fortemente influenzata da quella greca. Grazie alla progressiva espansione dell'Impero romano, la classicità artistica greco-romana ha raggiunto quasi ogni angolo d'Europa, fino a giungere al Nord Africa e al Medio Oriente, ponendo pertanto le basi per la futura evoluzione artistica in queste aree.
La maggior parte delle statue romane sono copie di originali greci, o comunque ispirate da questi, come il Torso del Belvedere (50 a.C.) e la Venere Medici (I secolo a.C.) o il "Gruppo di San Ildefonso" (10 a.C.). Più originali sono i numerosi esempi d dipinti rinvenuti grazie agli scavi di Pompei e Ercolano, ove vi sono molte scene in cui abbondano i nudi con una chiara tendenza all'arte erotica: un eros visualizzato apertamente, come aspetto naturale della vita.
I nudi dell'arte greco-romana sono concettualmente delle personificazioni ideali, ognuno rappresentando una visione generale della salute, della giovinezza, della chiarezza geometrica e anche dell'equilibrio biologico: il corpo umano reso perfetto. Il critico Kenneth Clark considera quest'idealizzazione del corpo proprio come il segno distintivo dei veri nudi artistici, al contrario della semplice riproduzione della nudità. La sua enfasi sull'idealizzazione punta ad una questione essenziale: più risulta essere seducente ed accattivante e più il nudo artistico è destinato a suscitare nella mente la passione e l'amore nei confronti del bello.

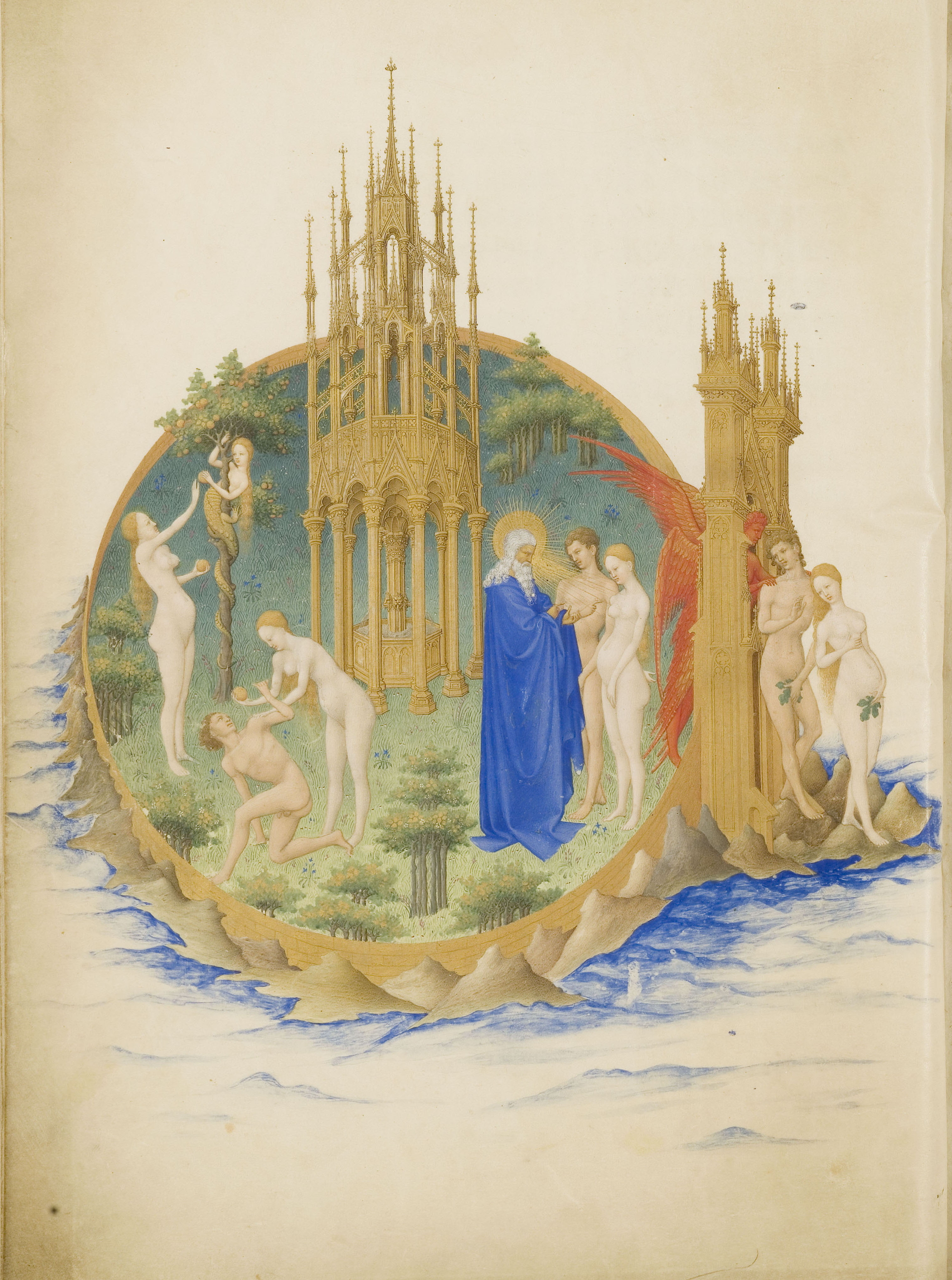
"Il peccato originale e la cacciata dal paradiso", tratto da Très Riches Heures du Duc de Berry (1416)

### Medioevo

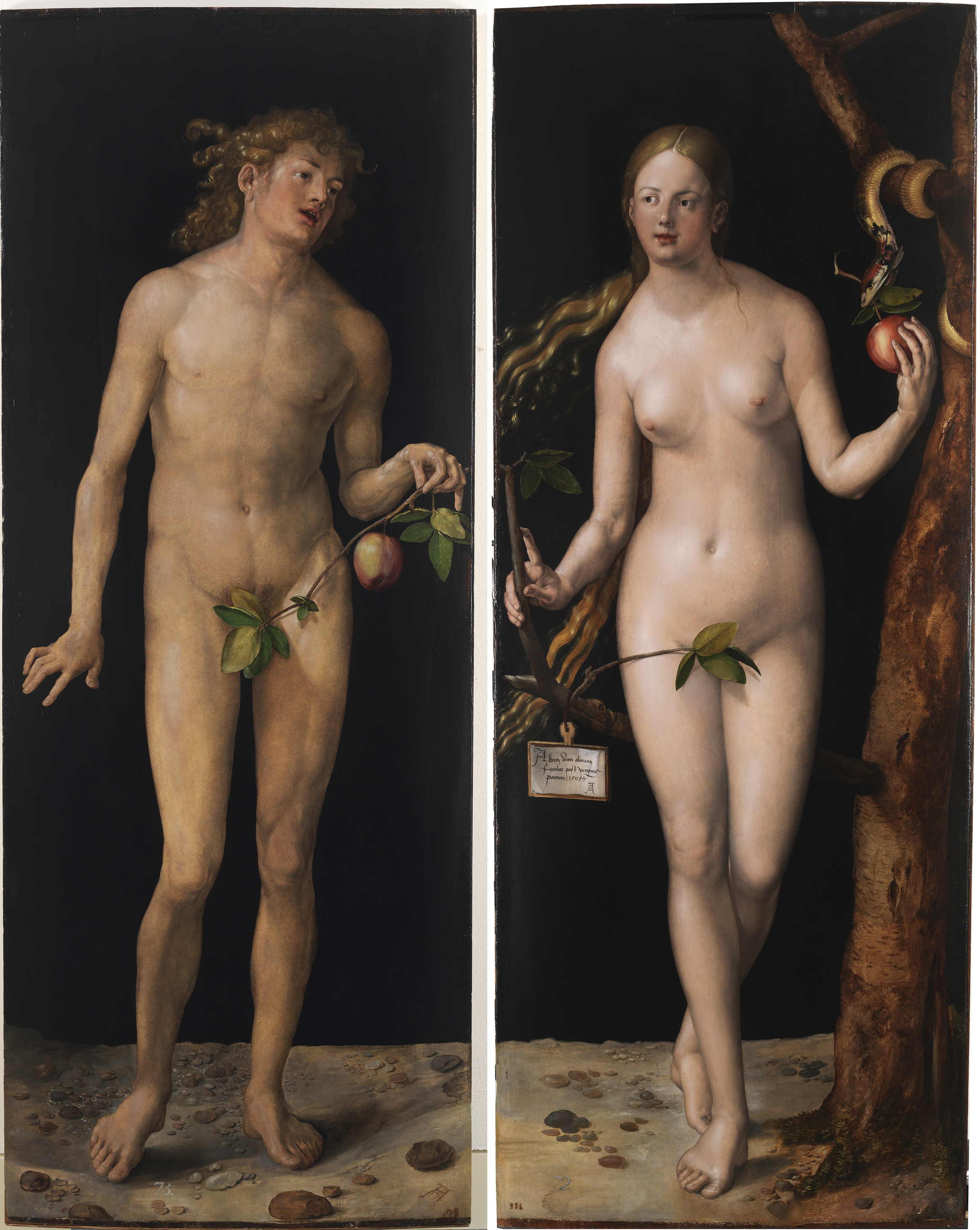
Adamo ed Eva (1507) di Albrecht Dürer, al Museo del Prado.

L'atteggiamento cristiano, rimasto sempre molto dubbioso sul valore da dare al corpo, con tutta la sua enfasi nei riguardi di castità e celibato, scoraggiò notevolmente la rappresentazione della nudità durante tutti i secoli del Medioevo, anche nei rari esempi di precoce arte profana sopravvissuti di quel periodo.
Figure completamente svestite sono rarissime nell'arte medioevale, eccezioni notevoli sono quelle raffiguranti Adamo ed Eva dannati e cacciati dal paradiso terrestre nelle scene del giudizio universale; ma anche qui le forme ideali dei nudi greco-romani sono completamente perdute, essendo la nudità trasformata in simbolo di vergogna e peccato, debolezza morale e fisica. Ciò è vero non solo nell'Europa occidentale, ma anche nell'arte bizantina.
Sempre più spesso Cristo è stato mostrato in gran parte nudo nelle scene della Passione, soprattutto nelle raffigurazioni della Crocifissione; ma anche quando, dopo essere risorto veniva glorificato nell'alto dei cieli: questo per consentire per lo più la visualizzazione delle ferite fisiche che gli erano state inferte e così sottolineare le sofferenze che aveva subito per la salvezza dell'umanità intera.
Le numerose iconografie della Madonna del Latte o i "nudi penitenti" raffiguranti Maria Maddalena, così come quelli del bambino Gesù in cui ne veniva a volte sottolineata la circoncisione per ragioni teologiche, sono altre eccezioni nell'arte religiosa medioevale di rappresentazioni con elementi di nudità (sempre rigorosamente sacralizzata).

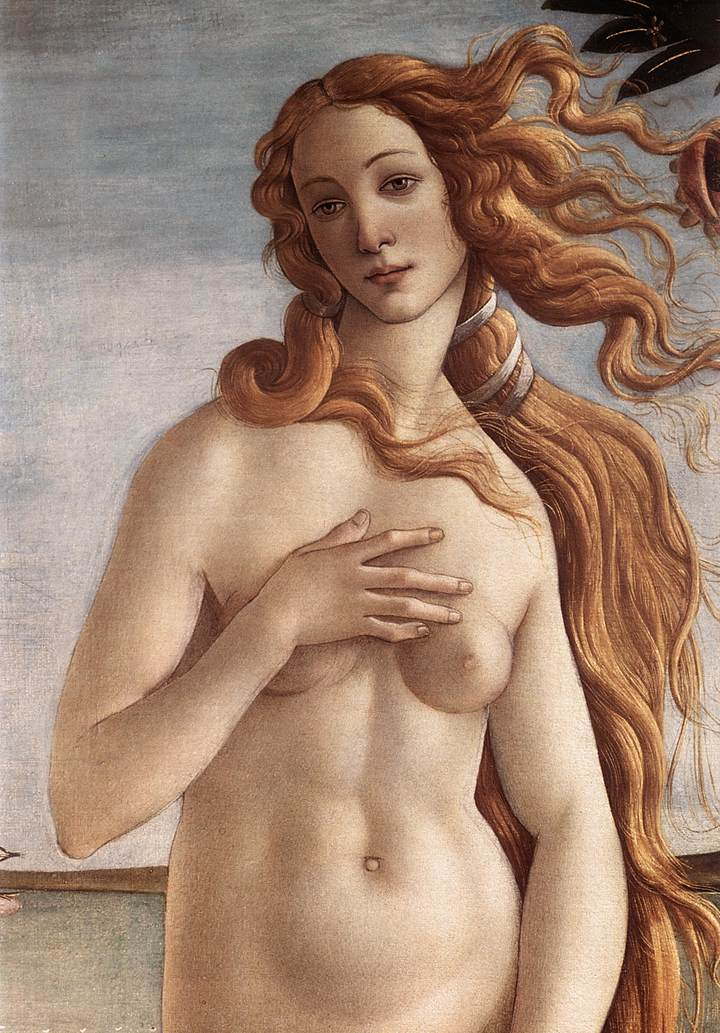
Nascita di Venere (1485) di Sandro Botticelli (dettaglio).

Verso la fine del periodo medioevale nudi femminili destinati ad essere attraenti danno un taglio nuovo alla creazione artistica, soprattutto nei manoscritti miniati destinati ad un pubblico privato e molto limitato; oltre che in contesti classici come quelli dei segni dello Zodiaco e delle illustrazioni delle opere di Publio Ovidio Nasone.
La forma del "nudo gotico" femminile era molto differente dall'ideale classico: le linee del corpo sono allungate e modellate da curve dolci, con un torace stretto e la vita alta, piccoli seni tondi, ed un rigonfiamento in primo piano nei pressi dello stomaco (come in Hugo van der Goes). I nudi maschili tendono invece ad avere una figura sottile e leggera, sempre osservati con la massima precisione; qui probabilmente gli artisti attingevano direttamente dagli apprendisti adolescenti che venivano utilizzati quasi sempre anche come modelli.
La raffigurazione della nudità nell'arte, ad esempio nel Medioevo, veniva considerata blasfema; ciò ha talvolta condotto a conflitti sull'arte che non è più conforme agli standard prevalenti. Ad esempio, la Chiesa Cattolica Romana nei secoli successivi organizzò la cosiddetta campagna della foglia di fico per coprire la nudità nell'arte, iniziando proprio dalle opere michelangiolesche da essa stessa commissionate.

### Rinascimento

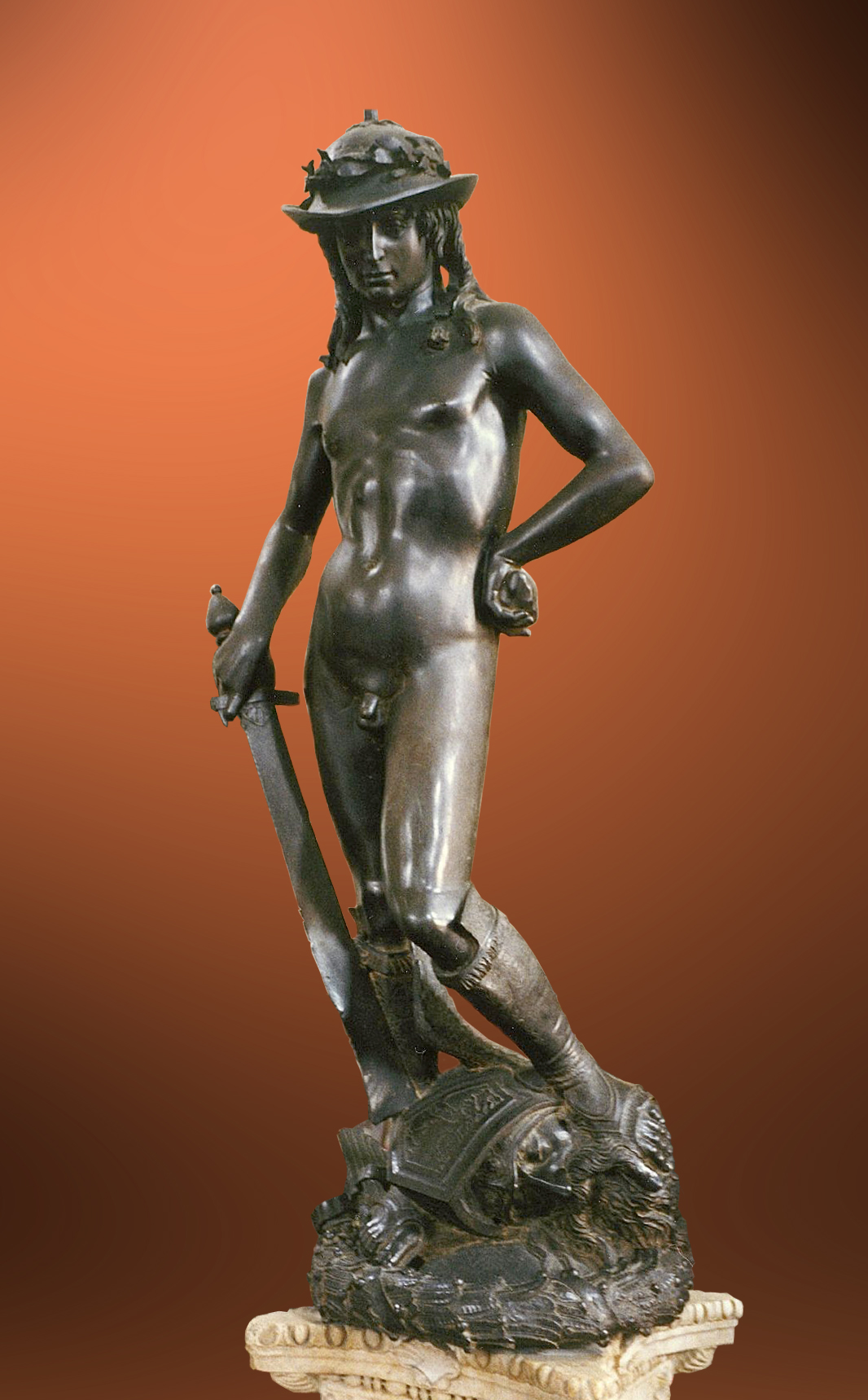
David (1440 circa), di Donatello, Museo Nazionale del Bargello, Firenze.

I modelli nudi rinascimentali s'ispirano ai classici greco-romani, ma con un ruolo differente rispetto a quello avuto nei tempi antichi: se il maschio nudo nell'antica Grecia esemplificava la figura eroica, quello che compare durante il Rinascimento italiano è un nudo di natura molto più estetica, legato ala natura e ad un nuovo modo d'intendere il mondo, scollegato dalle precedenti imposizioni dei precetti religiosi: l'esser umano torna nuovamente ad esser visto come il centro dell'universo.
Viene inoltre nuovamente sottolineato il nudo femminile di aspetto gradevole e gioioso, tutto ciò grazie soprattutto al mecenatismo di nobili e ricchi mercanti, che mostrano in tal modo la loro posizione privilegiata all'interno della struttura sociale.
La riscoperta della cultura classica nel Rinascimento ha ripristinato in tutto il suo fulgore il nudo artistico: Donatello eseguì due statue dell'eroe biblico Davide, simbolo per la Repubblica fiorentina. La prima in marmo e datata 1408-09 (David) mostra una figura vestita, mentre la seconda (probabilmente del 1440, David) è la prima statua di un nudo integrale artistico dai tempi antichi; sessant'anni prima del massiccio David di Michelangelo Buonarroti.
I nudi michelangioleschi dipinti sulla Volta della Cappella Sistina ristabiliscono una tradizione di nudo maschile nelle raffigurazioni delle storie bibliche; mentre il tema del martirio di San Sebastiano visualizzato seminudo era già diventato molto popolare.
Il nudo femminile monumentale torna alla ribalta nell'arte occidentale nel 1486 con La nascita di Venere di Sandro Botticelli ed eseguito per la famiglia Medici, che possedeva già la Venere Medici e dalla cui posa prese spunto Botticelli per adattarla al suo quadro.
La Venere di Dresda del Giorgione (1510 circa) attinge anche ai modelli classici e mostra un nudo femminile disteso in un paesaggio; questa posa ha dato il via ad una lunga serie di dipinti famosi, tra cui la Venere di Urbino di Tiziano Vecellio (1538), la Venere Rokeby di Diego Velázquez(1650), fino a giungere alla Maja desnuda di Francisco Goya (1798) e all'Olympia (1863).

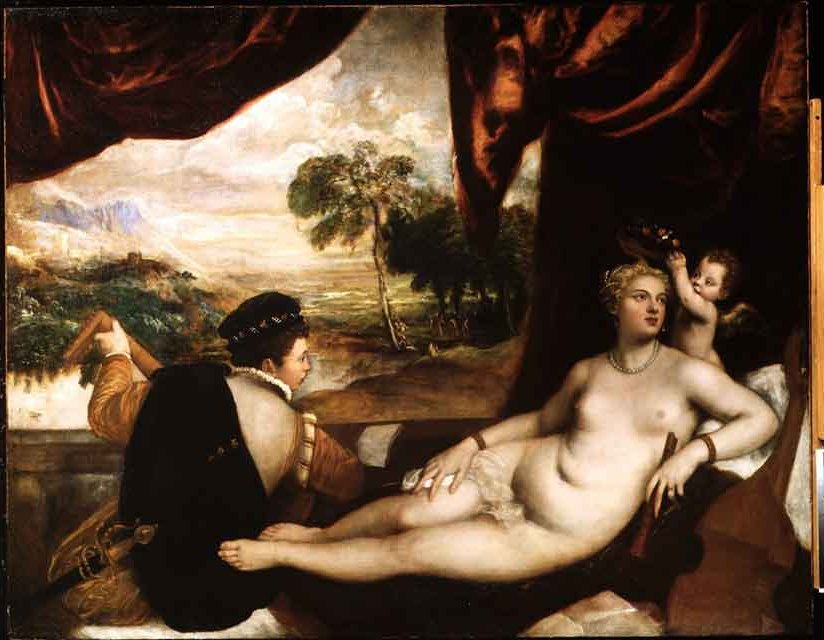
Venere e il suonatore di liuto (1565–1570) di Tiziano.

Seppur rispettando le proporzioni della statuaria antica, figure come quelle tizianesche della Venere e il suonatore di liuto e della Venere di Urbino vengono ad evidenziare tutta la sensualità del corpo femminile, piuttosto che la sua geometria ideale. Oltre alle figure di nudi adulti maschili e femminili, la rappresentazione classica di Eros divenne uno dei modelli per rappresentare il bambino Gesù nudo.
Raffaello Sanzio nei suoi ultimi anni di solito viene accreditato come l'esser stato il primo artista ad utilizzare costantemente modelli femminili reali per i suoi disegni di nudo, piuttosto che gli apprendisti adolescenti dello studio o di altri ragazzi che posavano nudi con dei seni posticci utilizzati in precedenza. Il sospettosamente androgino e fanciullesco "Studio di ragazza nuda inginocchio per la Deposizione" (1500, Louvre) di Michelangelo e che di solito è detto essere il primo nudo femminile in uno studio figurativo, precede di poco quelli di Raffaello ed è un esempio di come le figure mostrate a lavoro finito erano spesso prodotte in studio come nudi.
Il disegno della figura nuda o figura in studio di un modello dal vivo è diventato rapidamente parte importante della pratica e della formazione di ogni artista, e tale rimane fino al XX secolo.

### Barocco

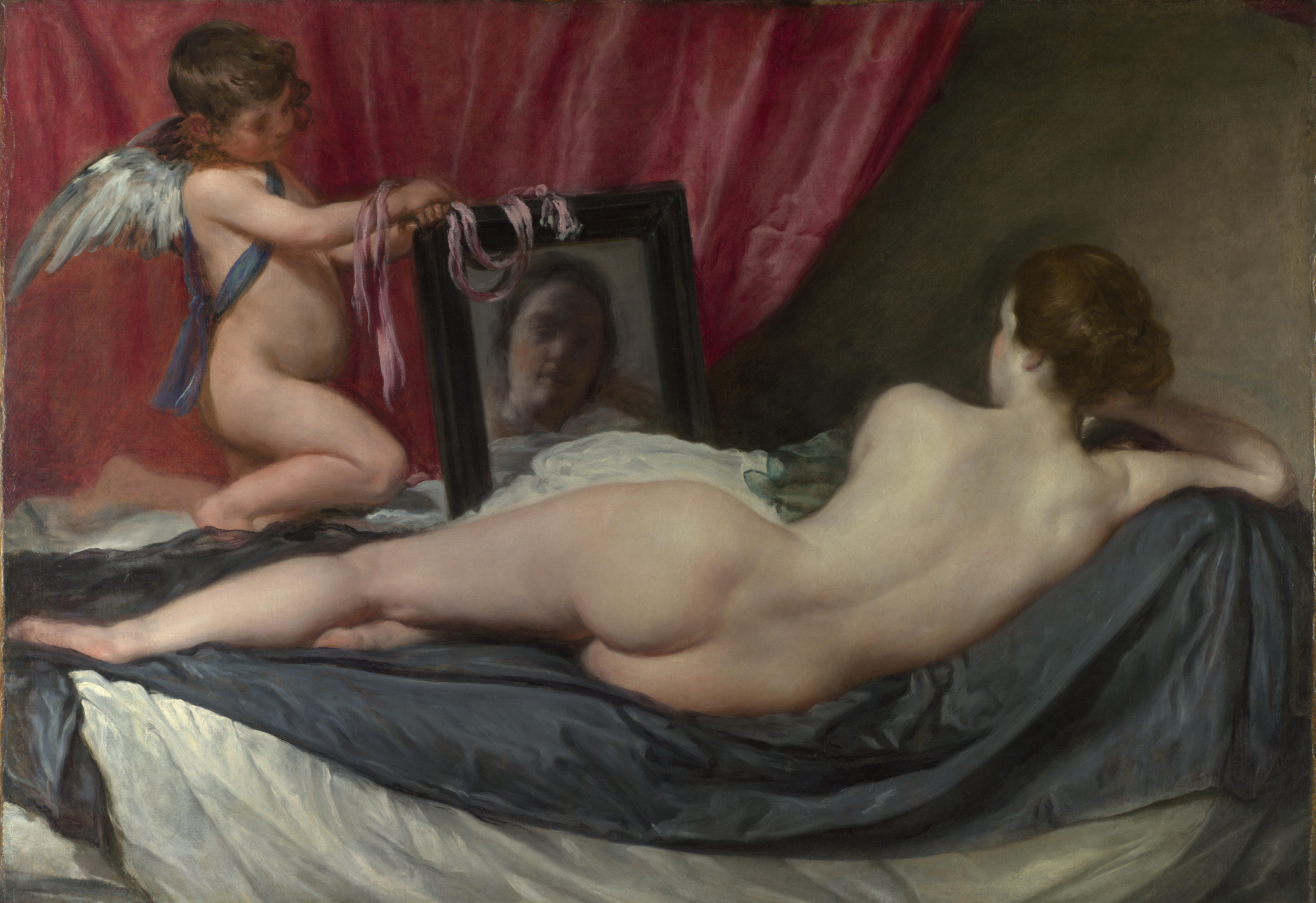
Venere Rokeby (1647-1651), di Diego Velázquez, National Gallery a Londra.

Il Barocco si sviluppa nel '600; l'arte diventa più raffinata e ornata, con la persistenza di un certo razionalismo classico ma con forme più dinamiche ed ingannevoli, un gusto per il sorprendente e l'aneddotico, l'illusione ottica e i colpi d'effetto. Continua a predominare il nudo artistico femminile come oggetto di piacere di mecenati aristocratici, che si crogiolano in questo tipo di composizioni dove generalmente la donna assume un ruolo subordinato nei confronti dell'uomo.

Durante tutto il periodo dell'arte barocca è continuata la fascinazione nei confronti dell'antichità classica la quale ha influenzato gli artisti stimolandoli a rinnovare il loro approccio al nudo, ma con raffigurazioni meno idealizzate e più naturalistiche, lavorando sempre più frequentemente con modelli dal vivo.
Entrambi i sessi sono rappresentati; il maschio sotto forma di eroi come Ercole e Sansone, la femmina in forma di Venere e delle Grazie.

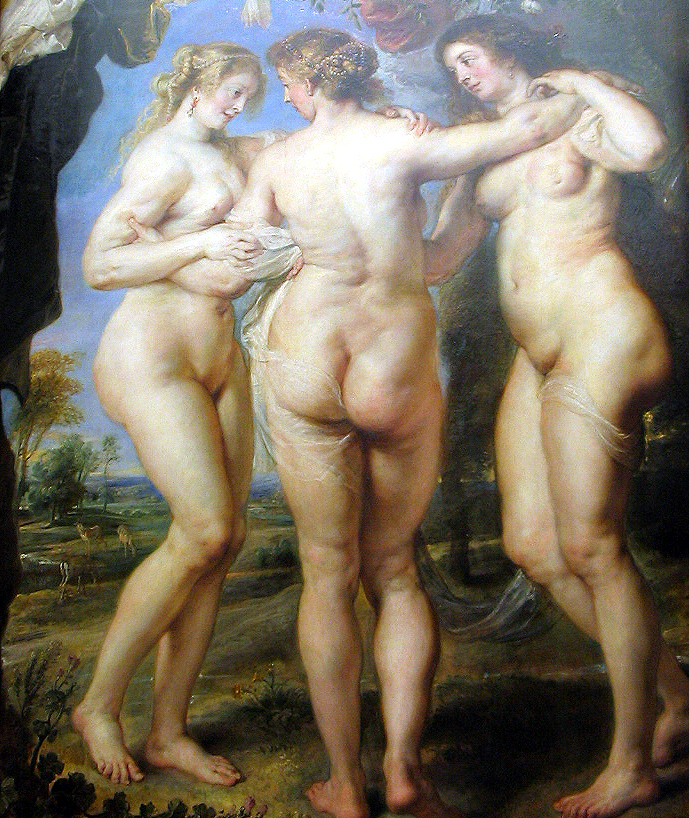
Le Tre Grazie (Rubens) (1636-38), Museo del Prado.

Peter Paul Rubens soprattutto dipinge nudi femminili dalle forme generose e in carne: autore di oltre duemila dipinti è forse l'artista che ha maggiormente raffigurato il nudo femminile in tutta la storia dell'arte.
Nel Barocco, ma anche nel successivo Rococò, emerse uno stile più decorativo e gioioso, esemplificato dal dipinto "Vénus consolant l'amour" di François Boucher, commissionatogli probabilmente da Madame de Pompadour.

### Rococò
Sviluppatosi nel '700, in accordo con i principi del barocco, il rococò significa la sopravvivenza delle principali manifestazioni artistiche dello stile precedente associate con un senso acuto della decorazione ed un gusto ornamentale sottolineato e rifinito; un'enfatizzazione che è segno di un parossismo di ricchezza, raffinatezza ed eleganza.
Il nudo di quest'epoca è erede soprattutto di Rubens, di cui assume le tonalità dei colori e la consistenza della superficie epidermica, tenendone inoltre in maggior considerazione le connotazioni erotiche; però un erotismo raffinato che si presenta in una maniera cortese, sottile e suggestiva, ma non senza a volte con qualche carattere provocatorio e irriverente. Abbandonando ogni accenno d'idealizzazione classica, assume il carattere mondano specifico che lo rappresenta.
Jean-Antoine Watteau è stato uno degli ideatori dello stile rococò, con le sue scene di feste galanti e paesaggi idilliaci pieni di personaggi mitici o di persone anonime amanti della bella vita. Uno dei maggiori esponenti del tempo è François Boucher, con immagini che mantengono un'aria bucolica e pastorale spesso ispirate alla mitologia descritta ne Le metamorfosi di Publio Ovidio Nasone e con espressioni di sentimento galante e d'amor cortese.
Il suo discepolo Jean-Honoré Fragonard continuò lo stile di corte in cui l'amore galante dispiega tutto il suo fascino, con un raffinato erotismo di taglio grazioso ed elegante. Anche nel campo della scultura sono stati eseguiti dei nudi di rilevanza notevole, in cui si viene a coniugare il tono picaresco e galante con una certa classicità ed uno spiccato interesse per il ritratto, con nomi come quelli di Jean-Baptiste Lemoyne, Edmé Bouchardon, Jean-Baptiste Pigalle, Étienne-Maurice Falconet, Jean-Antoine Houdon, Augustin Pajou e Clodion.
Al di fuori della Francia, in molte parti d'Europa il barocco sopravvisse fino alla metà del XVIII secolo, sostituito o mescolato alla crescente esuberanza del rococò: questo periodo a conosciuto artisti quali Giambattista Tiepolo, Corrado Giaquinto e Anton Raphael Mengs. In Spagna eccelse Francisco Goya, un artista difficile da classificare il quale s'è evoluto dal rococò ad un espressionismo di spirito romantico, ma con una personalità talmente originale da dare alla sua opera un carattere unico, senza precedenti nella storia dell'arte.
Il suo capolavoro nel genere del nudo è la "maja desnuda" (1797-1800), che dipinse in parallelo alla "maja vestida" (1802-05); questo è stato uno dei primi nudi in cui si nota chiaramente la presenza del pelo pubico.

### Neoclassicismo
L'ascesa della borghesia a seguito della rivoluzione francese ha favorito il ritorno ad uno stile più puro ed austero, al contrario di quanto si è verificato con gli eccessi ornamentali del barocco e del rococò in cui s'era identificata l'aristocrazia. Le forme nude neoclassiche recuperano l'antichità greco-romana, ma priva del suo spirito e carattere ideale, del suo ethos esemplare, per ricrearsi unicamente nella forma pura ma del tutto priva di vitalità: per questo in ultima analisi si dimostra essere un'arte fredda e senza il calore dato dalla passione.
Jacques-Louis David è stato il principale portabandiera di questo stile; egli lo convertì nella corrente estetica della Francia rivoluzionaria prima e napoleonica poi, con uno stile severo ed equilibrato di grande purezza tecnica. I discepoli ne seguirono l'ideale classico, ma lontano dalla sua severità rigorosa originale, andando alla deriva verso un manierismo sensuale, con una certa grazia erotica elegante e raffinata: questo si può notare in François Gérard, Pierre-Narcisse Guérin, Jean-Baptiste Regnault, Anne-Louis Girodet de Roussy-Trioson e Pierre-Paul Prud'hon.

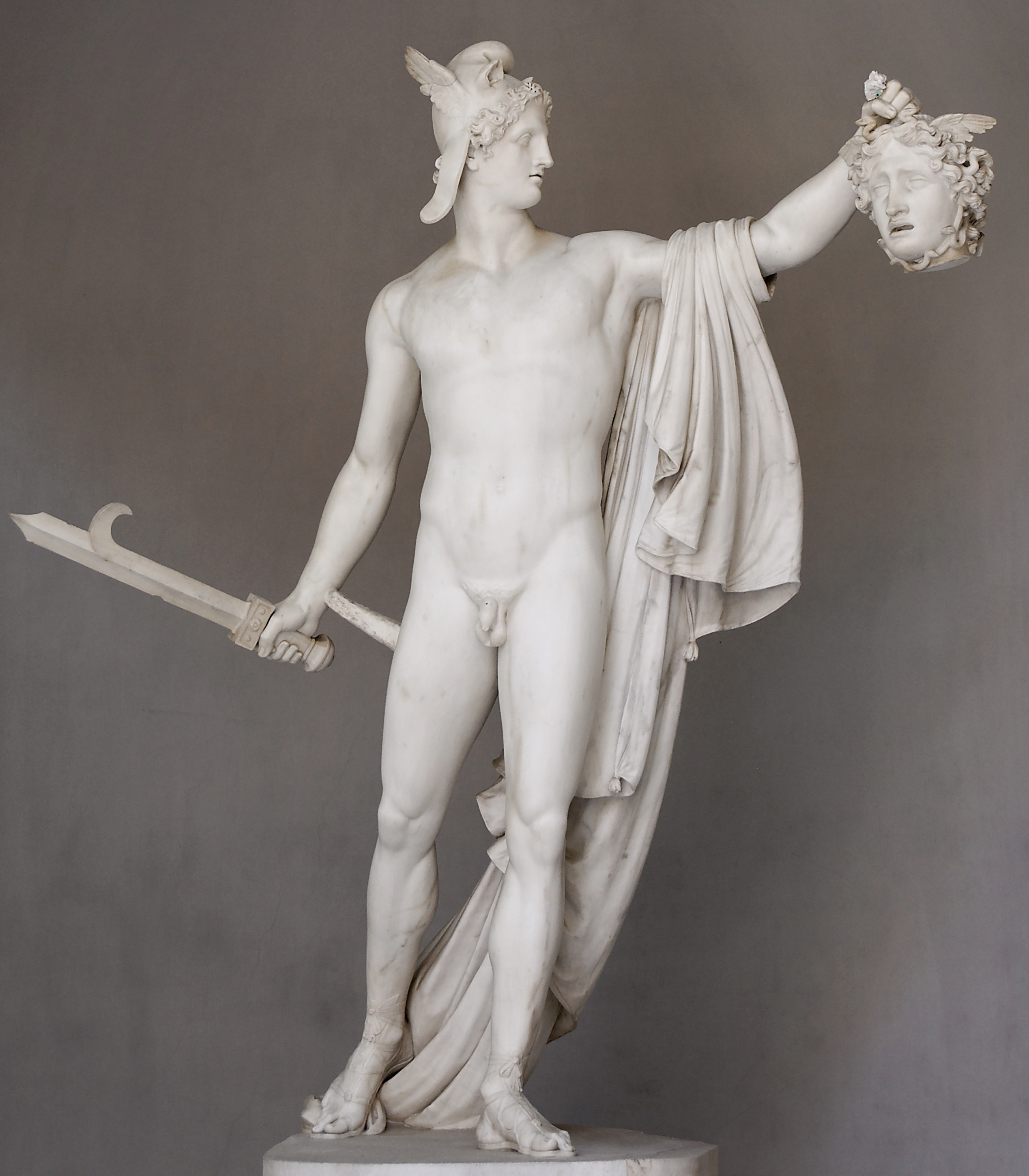
Perseo trionfante con la testa di Medusa (1797-1801), di Antonio Canova, Musei vaticani.

Se David è stato il grande pittore neoclassico per eccellenza, il suo equivalente nella scultura è Antonio Canova, il cui lavoro ha la serenità e l'armonia del classicismo più puro, ma pur continuando a tradire una sensibilità tutta umana ed un'aria decorativa propria delle sue origini italiane.
Un altro scultore di rilievo è il danese Bertel Thorvaldsen che, nonostante il suo nobile e sereno classicismo, la sua esecuzione fredda e calcolata gli ha tolto meriti secondo alcuni critici; durante la vita ottenne un enorme successo e lasciò una copiosissima produzione in cui prolifera il nudo. Un altro esponente di nota è stato l'inglese John Flaxman, autore anch'egli di numerosi nudi.
Per tutto il XIX secolo abbonda più che mai, soprattutto il nudo femminile, nella seconda metà del secolo più che in qualsiasi altro periodo della storia dell'arte. Tuttavia, il ruolo delle donne impercettibilmente varia fino a diventare sempre più un semplice oggetto di desiderio sessuale, in un processo di disumanizzazione della figura femminile, sottinteso al dettato di una società fondata prevalentemente sul patriarcato e il maschilismo.

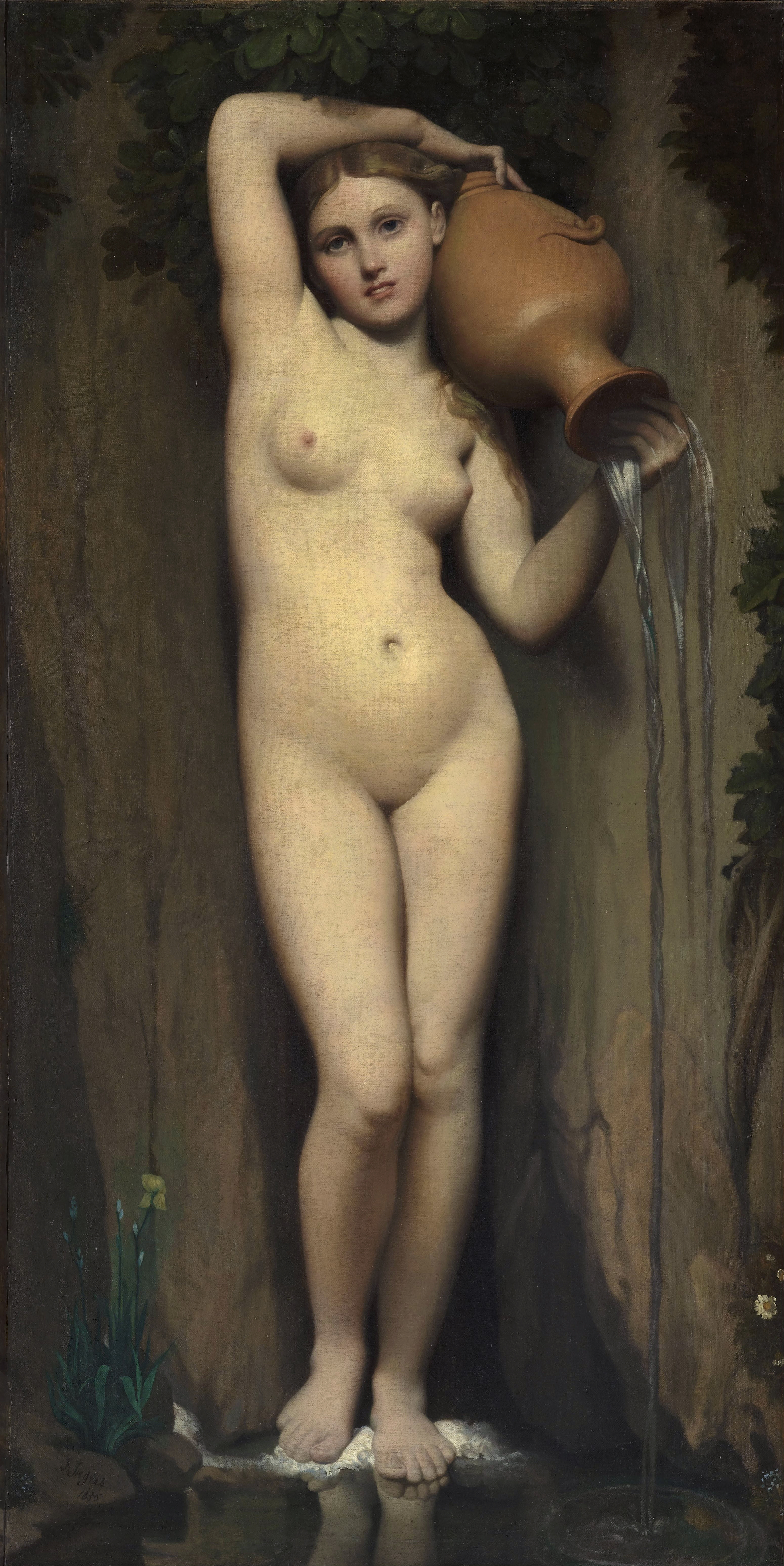
La sorgente (1856), di Jean Auguste Dominique Ingres, al Museo d'Orsay.

### Romanticismo
Movimento di profondo rinnovamento in tutti i generi artistici, il Romanticismo ha prestato una particolare attenzione alla spiritualità, all'immaginazione e alla fantasia, al sentimento, all'evocazione sognante e all'amore per la natura, con in più l'aggiunta d'un elemento oscuro d'irrazionalità, attrazione per l'occulto, la follia, il sonno eterno della morte.
Il nudo romantico è maggiormente espressivo di quello neoclassico, viene data più importanza al colore che alla linea e alla figura, il che accresce il senso di drammaticità, con argomenti che spaziano dall'esotico al gusto per l'orientalismo, fino a toccare i temi più prettamente romantici dei drammi tragici, degli atti eroici passionali, dei sentimenti esacerbati e spinti all'estremo, espressione più pura dell'interiorità dell'essere umano.
Proprio a cavallo tra neoclassicismo e romanticismo si situa l'opera di Jean Auguste Dominique Ingres, le cui figure si trovano a metà strada tra sensualità e preoccupazione per la forma pura, con una certa aura gotica caratterizzata da seni piccoli e stomaci sporgenti. La sua opera più famosa è Il bagno turco (1862), ch'è stato il culmine degli studi che l'autore ha dedicato al nudo per tutto il corso della sua vita.
Eugène Delacroix è stato un artista prolifico che ha prodotto numerose opere di nudi con soggetti molto variegati, da quello religioso e mitologico a quello storico e letterario, con scene di genere ma anche rappresentando il nudo fine a se stesso; qualsiasi scusa era buona per l'artista per mostrare la bellezza fisica, come fa ad esempio nell'allegoria de La Libertà che guida il popolo (1830).
Nell'ambito della scultura François Rude passò dal gusto neoclassico a quello più prettamente romantico in opere di grande forza espressiva dove ha giocato un ruolo di primo piano il nudo, con figure colossali che vengono a trasfondere nella loro anatomia il dinamismo dato dall'azione, come accade nella sua opera maggiore "La Marseillaise" (1833) facente parte dell'Arco di Trionfo (Parigi). Identico processo stilistico ha denotato anche Jean-Baptiste Carpeaux, con figure d'un intenso dinamismo, come in "Ugolino e i suoi figli" (1863) dedicato alla tragica vicenda di Ugolino della Gherardesca.

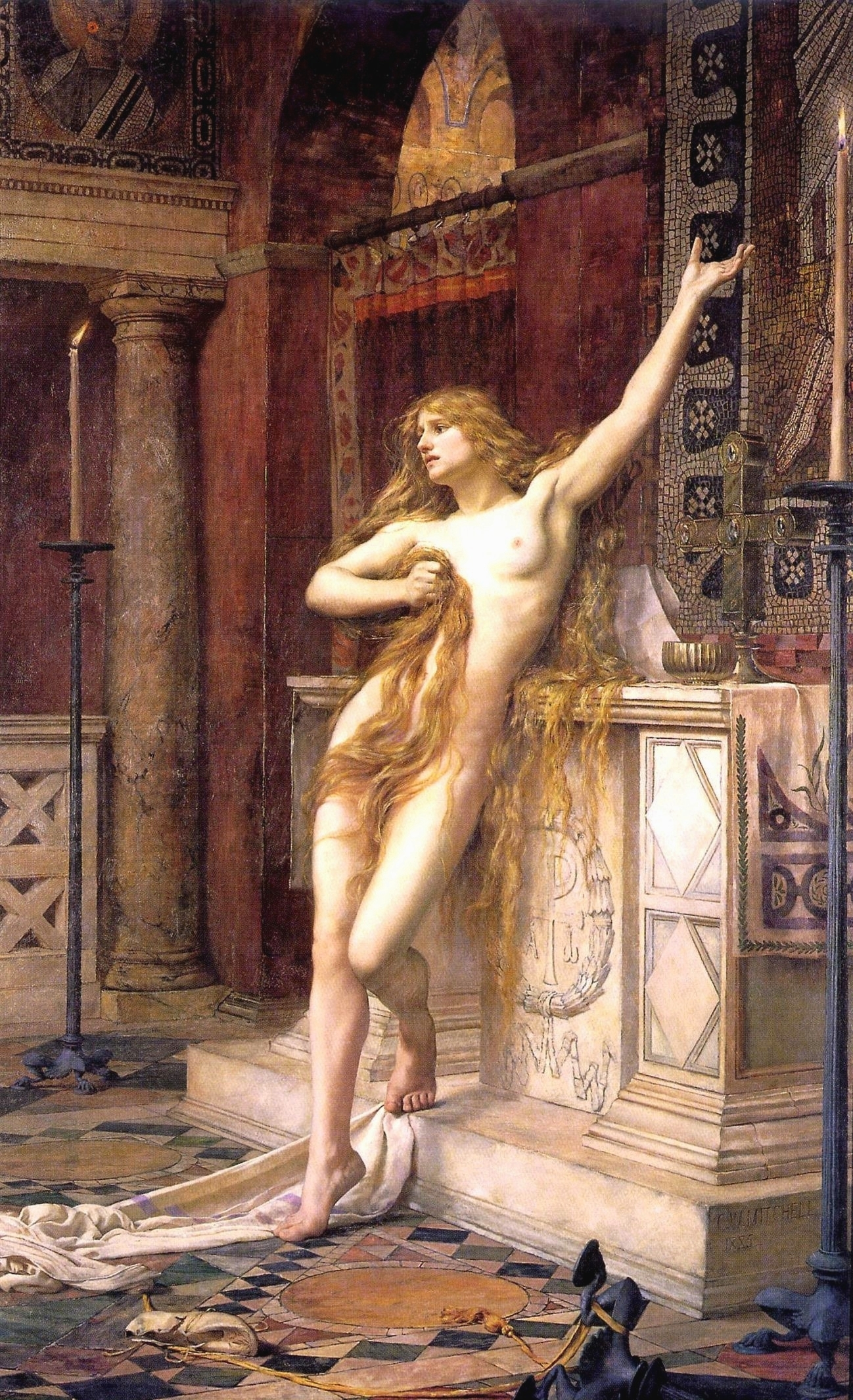
Hipatia (1885), di Charles William Mitchell, alla "Laing Art Gallery" di Newcastle upon Tyne.

### Accademismo
L'arte cosiddetta accademica viene promossa a partire dal XVI secolo dalle accademie di belle arti le quali hanno disciplinato e regolato la formazione didattica dei futuri artisti. Sebbene, almeno in linea di principio, le accademie si trovavano in sintonia con l'arte prodotta nel loro tempo, per cui non si può parlare di uno stile distinto appartenente solo al XIX secolo, proprio quando la dinamica evolutiva degli stili cominciò a allontanarsi dai canoni classici, l'arte accademica si è ristretta ad uno stile classico basato su severe regole compositive, per cui viene intesa più come un periodo proprio dell'800 e ricevendo parallelamente diverse denominazioni, tra cui quella diArt pompier in Francia.
Nell'accademismo il nudo trova una speciale rilevanza e viene considerato essere come la quintessenza della nobiltà della Natura, standardizzato in un conteso classico soggetto a regole tematiche e formali severe, subordinato all'atmosfera generale puritana che caratterizza la società ottocentesca, dove il nudo viene ancora accettato solamente come espressione di bellezza ideale, rigorosamente basato sullo studio anatomico.
Uno dei principali rappresentanti dell'accademismo è stato William-Adolphe Bouguereau il quale ha realizzato una gran quantità di opere di nudo, solitamente mitologico, con figure di gran perfezione anatomica, come La nascita di Venere (1879). Un altro suo esponente è stato Alexandre Cabanel, autore di nudi mitologici e allegorici, che sono solo un pretesto per poter rappresentare donne d'una bellezza voluttuosa e sensuale, come fa in Nascita di Venere (1863).
Jean-Léon Gérôme è stato invece uno dei maggiori rappresentanti dell'orientalismo accademico, con opere ambientate di prevalenza in harem e hammam nel più puro stile ingresiano, ma anche con temi storico-mitologici.
Nel mondo di lingua inglese la società vittoriana ha stimolato l'accademismo come sua arte ufficiale in quanto esprimeva in maniera ottimale la moralità puritana prevalente nei circoli della borghesia e della nobiltà, con un'ampia schiera di autori come Joseph Noel Paton, Charles William Mitchell, Frederic Leighton, John Collier, Edward Poynter, Lawrence Alma-Tadema, John William Godward, Herbert James Draper e altri. In Spagna c'è stato Luis Ricardo Falero.

### Realismo
Per tutti i secoli XVIII e XIX i soggetti più eminentemente classici rimasero popolari, insieme ai nudi dei dipinti di genere storico. La nudità era accettata dal pubblico francese del XIX secolo, ma solo fino a quando veniva espressa secondo un'impostazione chiaramente "classica", raffigurante personaggi in una cultura dove la nudità era stata comune, come si può vedere nel dipinto "Combattimento dei galli" di Jean-Léon Gérôme (1847).
Dalla metà del secolo sorse una tendenza che voleva sottolineare la realtà, enfatizzando la descrizione del mondo circostante, specialmente in opere in cui emergono gli operai e i contadini all'interno dell'era industriale nascente, con qualche componente di critica sociale legata a movimenti politici quali il socialismo utopistico e filosofici come il positivismo.

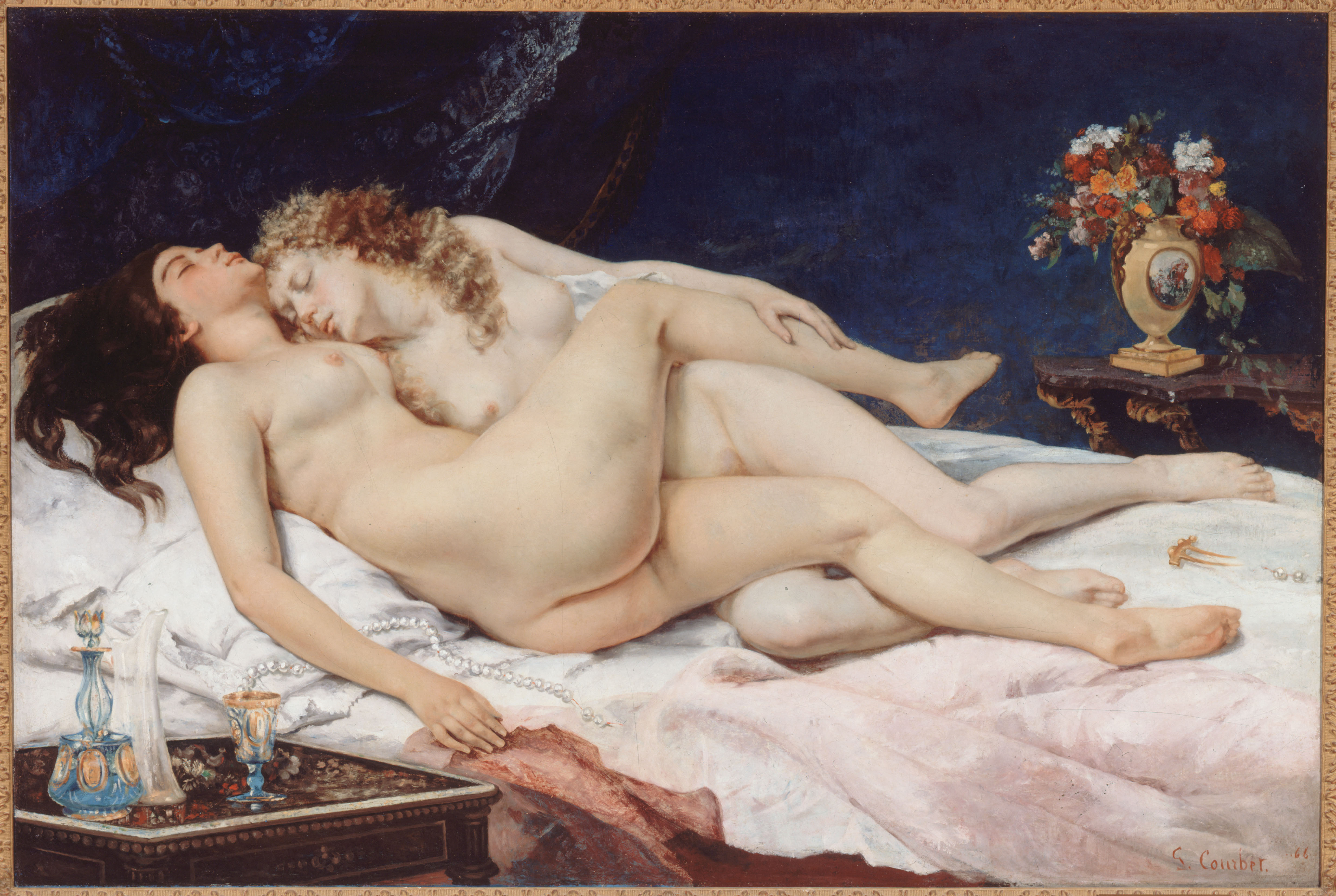
Il Sonno (1866), di Gustave Courbet, al museo del Petit Palais di
Parigi.

Il suo esponente principale era Gustave Courbet il quale fu il primo a ritrarre il corpo umano così come lo percepiva, senza idealizzarlo né contestualizzarlo, senza inquadrarlo in un tema iconografico predisposto, trascrivendo molto più semplicemente le forme che catturava e captava dal mondo naturale esterno; questo si vede particolarmente ne Il Sonno e ne L'origine del mondo, entrambe opere del 1866: il primo mostra due donne nude addormentate nello stesso letto e strettamente avvinghiate, il secondo fa vedere il primo piano di un sesso femminile.
Un altro esponente realista fu Camille Corot il quale era principalmente un paesaggista che di tanto in tanto aggiungeva ai suoi paesaggi delle figure umane; alcune di esse erano nude, in un'ambientazione che ricorda l'atmosfera data dall'Arcadia,con atmosfere vaporose e toni estremamente delicati.
Equivalente scultoreo del realismo è stato Constantin Meunier; egli ritraeva di preferenza lavoratrici e lavoratori all'interno del contesto della nuova realtà dell'era industriale, sostituendo quindi l'eroe classico o proletario moderno, in opere in cui una particolar rilevanza viene data al significato volumetrico della figura

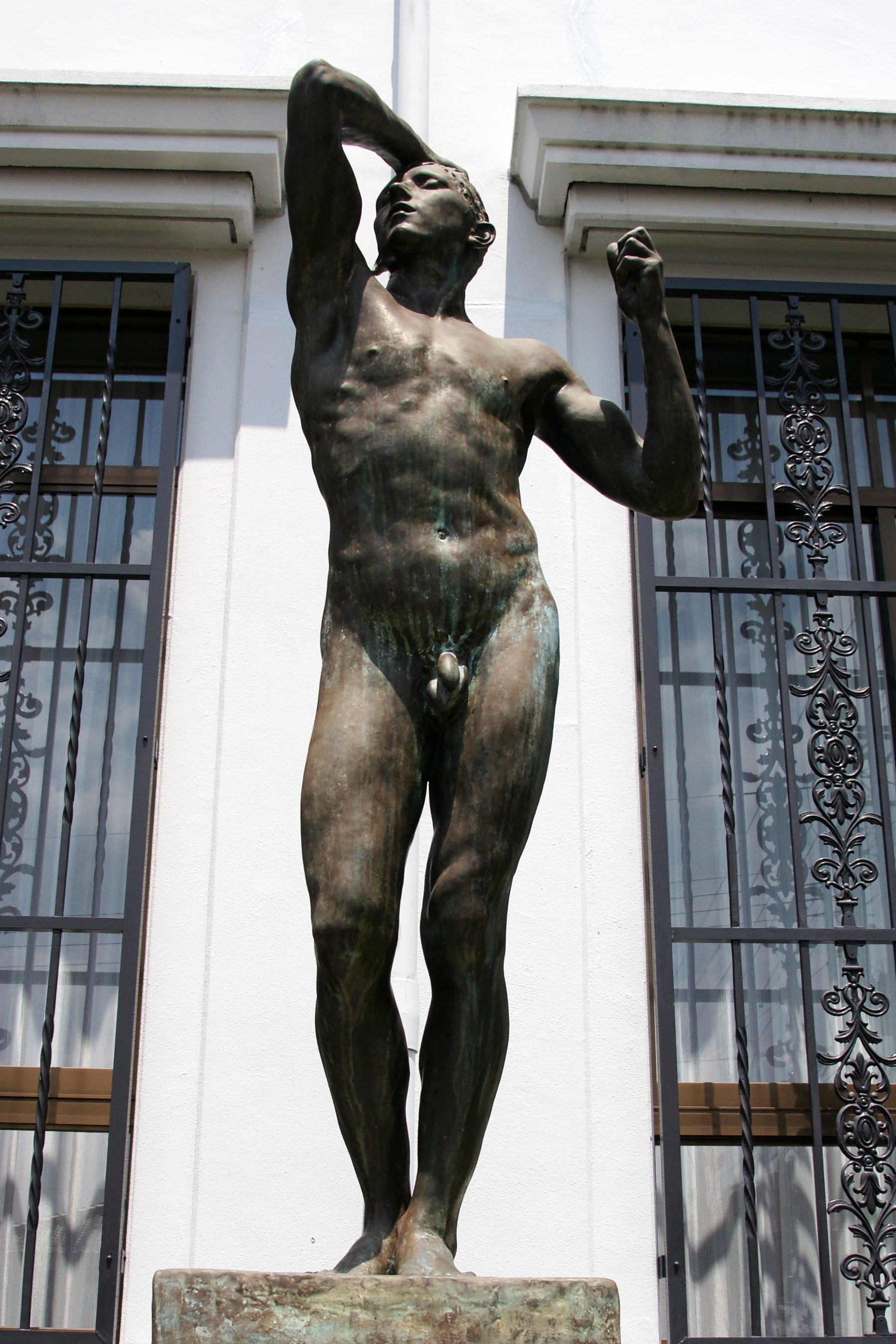
L'età del bronzo (La edad de bronce, 1877), di Auguste Rodin, calco al Tanyo Museum di Asago, nella Prefettura di Hyōgo.

### Impressionismo
Nel tardo '800, i pittori accademici hanno proseguito con temi classici, ma hanno cominciato ad esser sempre più contestati dai fautori dell'Impressionismo: Édouard Manet ha scioccato il pubblico del suo tempo dipingendo donne nude in situazioni contemporanee nei suoi Colazione sull'erba (1863) e Olympia (1865), mentre da par suo Gustave Courbet si è attirato molte critiche per aver rappresentato nella sua Donna con pappagallo (La Femme au perroquet) una prostituta nuda che non rimandava ad alcuna figura divina o mitologica.
Edgar Degas dipinse molti nudi femminili in circostanze del tutto normali, mentre si fanno il bagno ad esempio; Auguste Rodin ha sfidato i canoni classici dell'idealizzazione con la sua figura espressivamente distorta di Adamo. Con l'invenzione della fotografia infine, gli artisti hanno cominciato ad usare il nuovo mezzo come fonte d'ispirazione e base per i loro quadri futuri, ed Eugène Delacroix è stato uno dei primi a farlo.

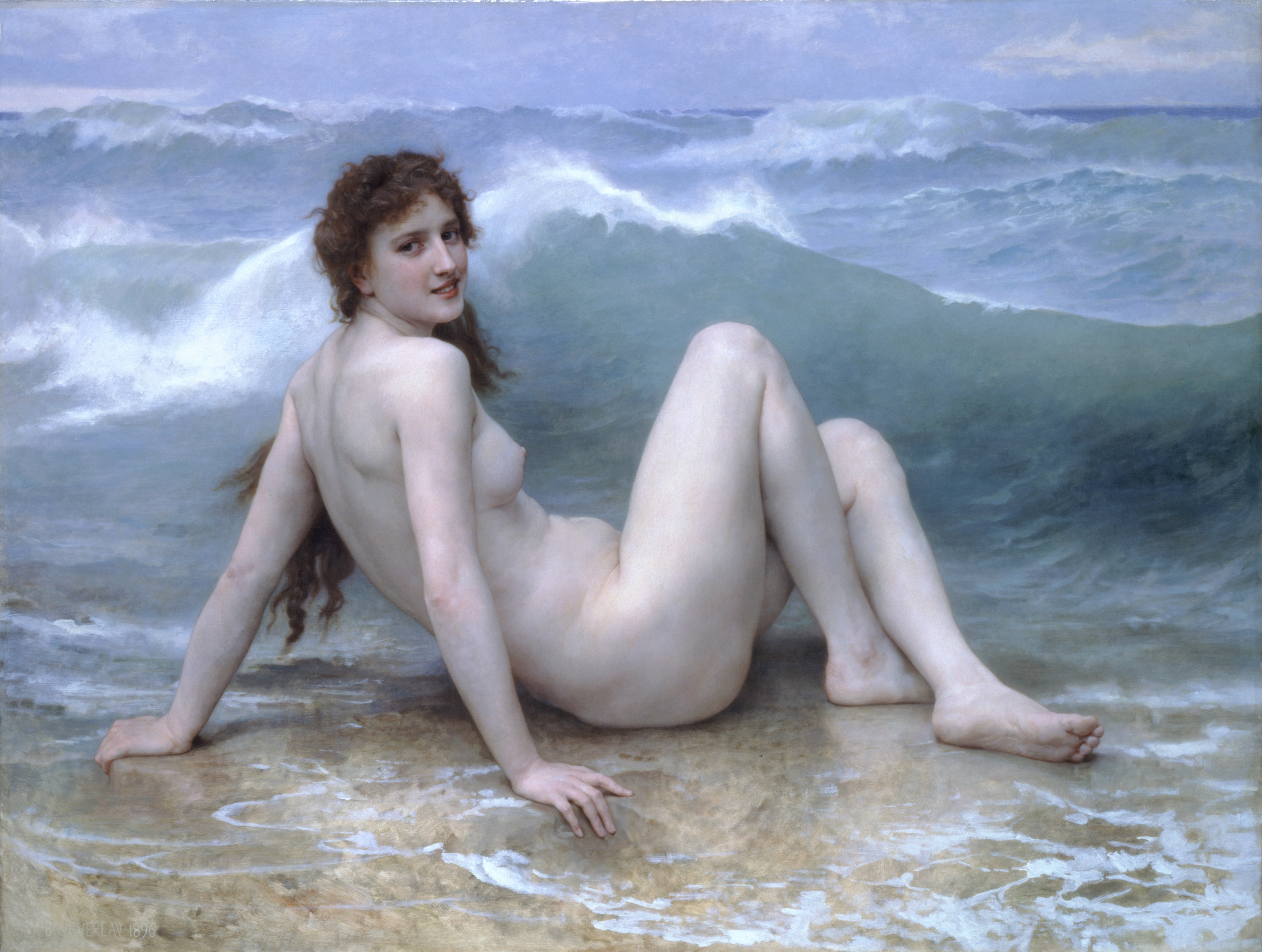
L'onda (La vague, 1896) di William-Adolphe Bouguereau.

### Simbolismo
Il simbolismo dona un taglio più fantastico e onirico al suo stile artistico e nasce come reazione al naturalismo espresso dalle correnti realista e impressionista, ponendo una speciale enfasi sul mondo dei sogni così come sugli aspetti più terrificanti e demoniaci, sul sesso e la perversione.
Sviluppatosi soprattutto in Francia, uno dei suoi promotori fu Gustave Moreau, artista al taglio fantastico e dallo stile ornamentale, con un pizzico di erotismo suggestivo che riflette le sue paure e ossessioni, con un prototipo di donna ambigua che vive tra innocenza e perversità. Continuarono sui suoi stessi passi artisti come Pierre Puvis de Chavannes, Odilon Redon, Aristide Maillol, o il gruppo dei Nabis.
In Gran Bretagna si sviluppò la scuola dei preraffaeliti, che si sono ispirati ai pittori italiani precedenti a Raffaello Sanzio. In Austria Gustav Klimt a ricreato un suo personalissimo mondo fantastico con una forte componente erotica

### Espressionismo
Sebbene sia la tradizione accademica che l'impressionismo abbiano perso la propria supremazia culturale agli inizi del XX secolo, il nudo è rimasto ben presente, seppur trasformato dalle idee dell'Art Nouveau. La Venere idealizzata è stata sostituita dalla donna raffigurata intimamente in ambienti privati, come nel lavoro di Egon Schiele.
Le forme moderne semplificate di Jean Metzinger, Amedeo Modigliani, Gaston Lachaise e Aristide Maillol ricordano le forme originali delle divinità della fertilità piuttosto che le divinità greche. Nei loro dipinti astratti il corpo parrebbe essere frammentato quando non addirittura smembrato, come in Les demoiselles d'Avignon di Pablo Picasso, ma vi sono anche versioni astratte di temi più classici, come ad esempio le varie ballerine e le bagnanti di Henri Matisse.
L'espressionismo sorse in reazione all'impressionismo, sostenendo un'arte più personale ed intuitiva ove predomina la visione interiore dell'artista; le sue opere riflettono un soggetto personale ed intimo con un gusto per il fantastico, distorcendo la realtà per accentuare il carattere espressivo del lavoro. Organizzata inizialmente attorno al gruppo Die Brücke (fondato nel 1905), i suoi membri erano interessati ad un tipo di tema incentrato sulla vita e sulla naturalezza che si riflette in una forma spontanea ed istintiva: uno dei suoi temi principali è stato il nudo.
Tra i membri più autorevoli di "Die Brücke" ci fu Ernst Ludwig Kirchner il quale utilizzava i colori primari come i fautori del fauvismo, però con linee spezzate, violente, in angoli chiusi, acuti, con figure stilizzate che rappresentano un parziale ritorno all'influenza gotica. Altri membri del gruppo sono stati Erich Heckel, Karl Schmidt-Rottluff, Max Pechstein e Otto Mueller.
A Vienna opera Schiele, il cui lavoro si è concentrato in tematiche basate sulla sessualità, la solitudine e l'isolamento, con opere molto esplicite e a causa delle quali finì addirittura per subire l'arresto, accusato di pornografia.

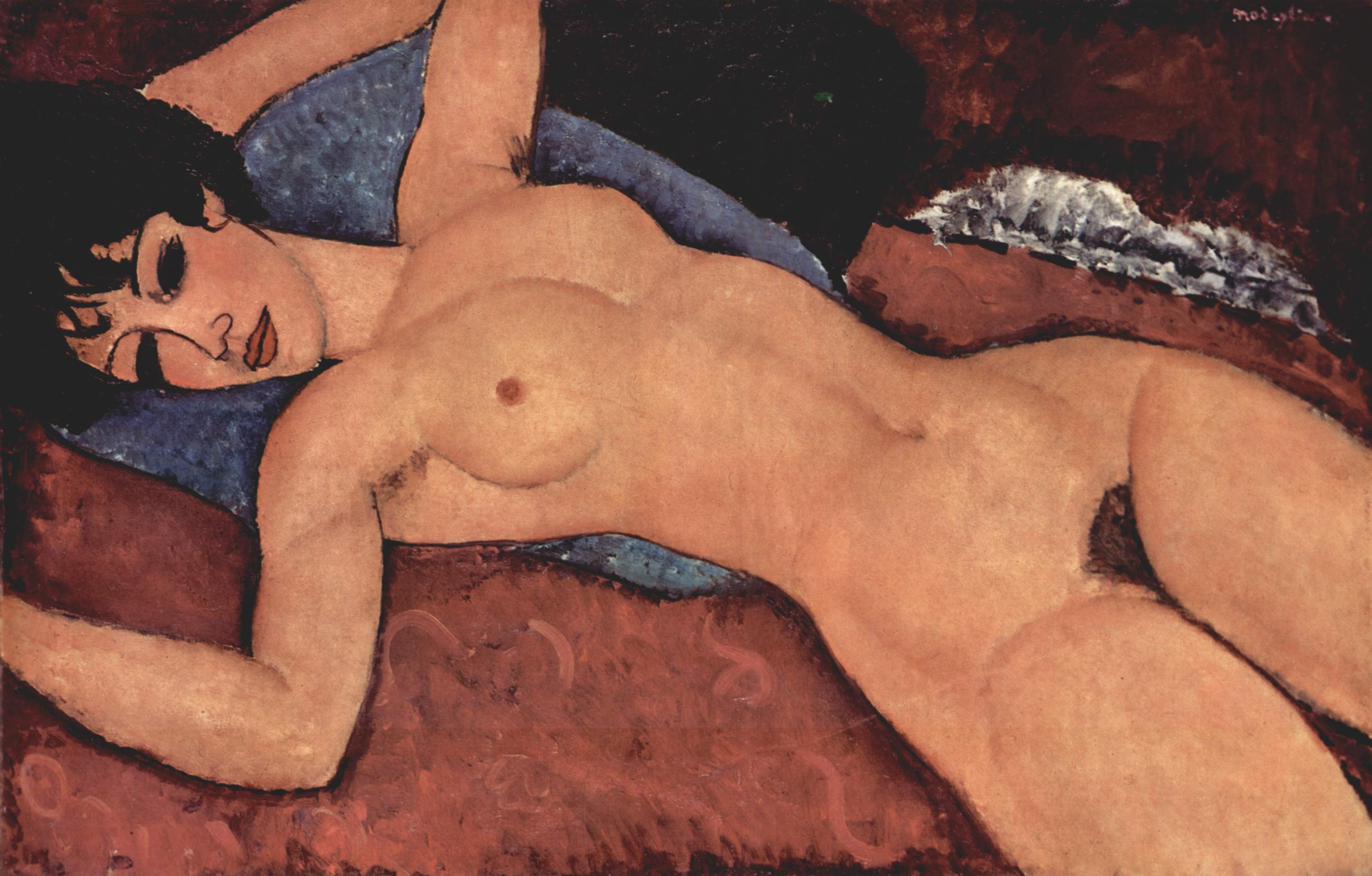
Nudo sdraiato (1917-18) di Amedeo Modigliani, "Collezione Gianni Mattioli" a Milano.

In Francia si formò quella che venne denominata scuola di Parigi, un gruppo di artisti dissidenti che hanno lavorato nel periodo tra le due guerre, uno dei cui esponenti di spicco è stato Amedeo Modigliani, artista dall'esistenza bohémien autore di numerosi nudi. Altri membri della medesima scuola sono stati Marc Chagall, Georges Rouault e Jules Pascin.

### Cubismo
Questo movimento si è basato sulla distorsione della realtà, distruggendo il punto di vista prospettico dello spazio di origine rinascimentale, organizzando invece la spazialità i funzione di una trama geometrica, con una visualizzazione simultanea degli oggetti, una gamma di colori freddi e tenui ed una nuova concezione dell'opera d'arte con l'introduzione del collage.
Suo massimo esponente è stato Pablo Picasso, che ha attraversato varie fasi prima di finire nel cubismo

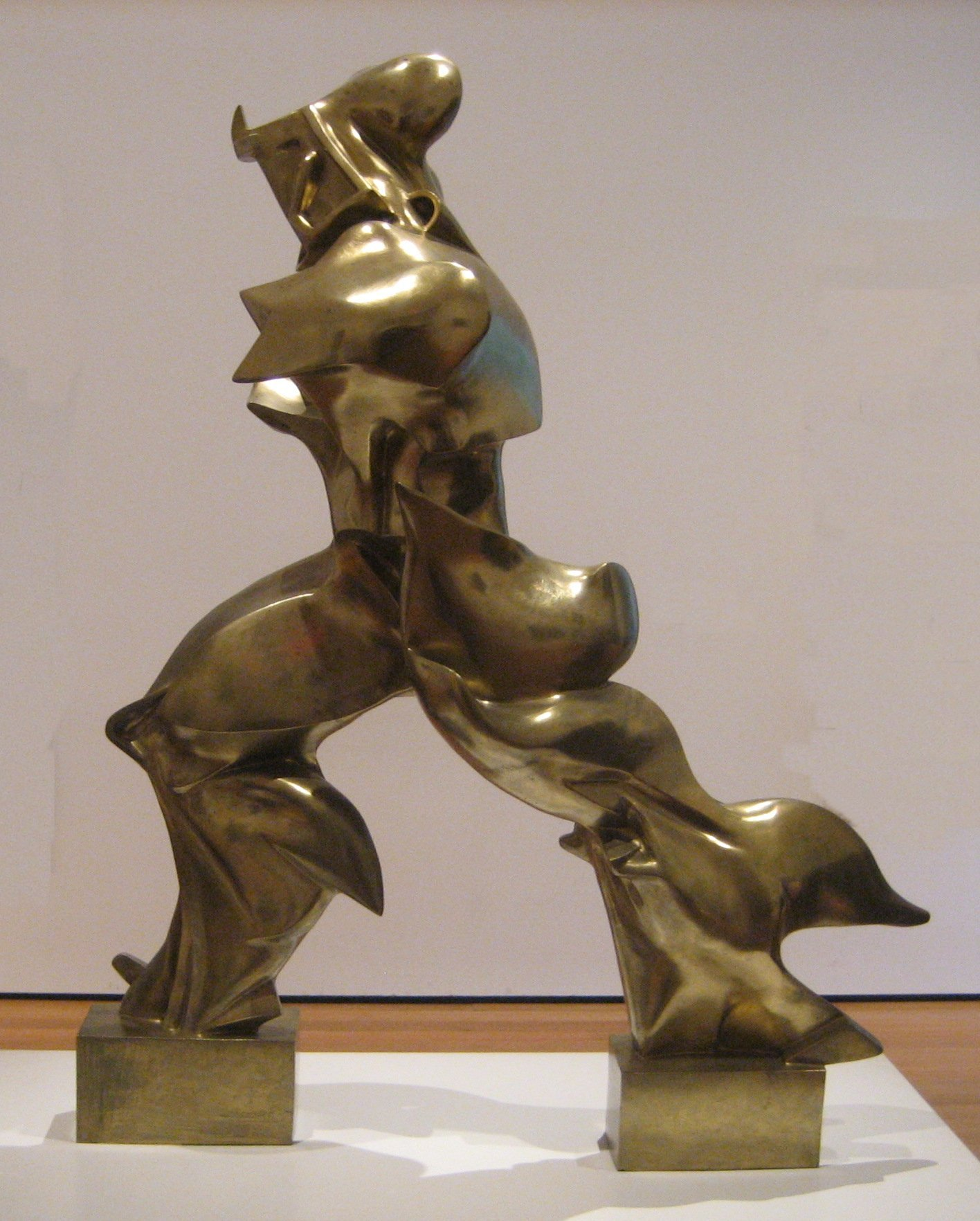
Forme uniche della continuità nello spazio (1913), di Umberto Boccioni, Museo de Arte Contemporáneo de la Universidade de São Paulo.

### Futurismo
Movimento italiano che esalava i valori del progresso tecnico e industriale del XX secolo, mettendo in evidenza aspetti della realtà come il movimento, la velocità e la simultaneità dell'azione. Il futurismo ha cercato di trasformare il mondo, di cambiare la vita, mostrando un concetto idealistico ed alquanto utopico dell'arte come motore della società.

### Dadaismo
Movimento di reazione ai disastri avvenuti durante la prima guerra mondiale, il dada è stato un approccio quantomai radicale al concetto di arte la quale perde qui tutte le sue componenti basate sulla logica e la razionalità, rivendicando a pieno titolo il dubbio il caso e l'assurdità della stessa vita. Suo principale fautore fu Marcel Duchamp

### Surrealismo
Il surrealismo ha posto una particolare enfasi sull'immaginazione, la fantasia, il mondo onirico, con una forte influenza della psicoanalisi. Uno dei suoi protagonisti è stato Salvador Dalí, con un'opera figurativa intensamente onirica, con una forte ossessione per il sesso tema ricorrente dei suoi lavori: Il grande masturbatore (1929), Tentazioni di sant'Antonio (1946), Leda atomica (1949), Corpus Hypercubus, Dalì nudo e la Vergine autosodomizzata dalla sua castità (1954).
Paul Delvaux s'è inserito in un tipo di pittura figurativa però stranamente inquietante in cui donne nude convivono con uomini che guardano, che le ammirano con avido voyeurismo, riuscendo così a ricreare un ambiente da incubo erotico. René Magritte ha sviluppato un lavoro in cui l'ordinario e le vite più banali si mischiano e convivono con il fantastico e la stranezza più assoluta, spesso con forti connotati erotici entro atmosfere inquietanti, con un'iconografia ricorrente la quale mette in evidenza l'intrinseca ambiguità dell'oggetto ritratto.
Nella scultura Constantin Brâncuși ha effettuato un processo di riduzione della figura umana alla più rigorosa semplicità, che giunge molto vicino all'astrazione. Ha seguito la sua scia Alberto Giacometti. Henry Moore è stato ispirato dal corpo umano in molte delle sue opere

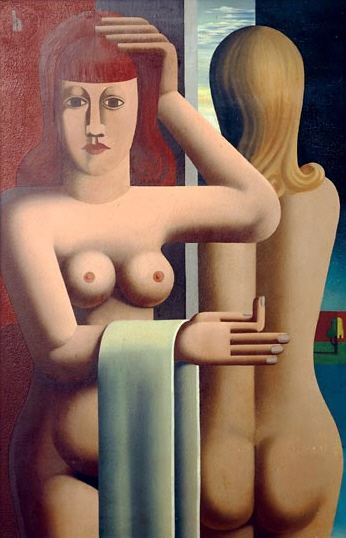
"Due donne" (1930) di Heinrich Hoerle. Museum Ludwig.

### Art Decò
L'Art déco fu un movimento emerso in Francia a metà degli anni '20, che si è dimostrato rivoluzionario per il desugn degli interni e nelle arti grafiche e industriali. Nella pittura si è distinto il lavoro di Tamara de Lempicka la quale mostra donne nude che sono un prodotto del suo tempo, eleganti e sofisticate, con lusso e glamour di contorno: una donna moderna che assume per sé una sessualità libera, ammirata e rispettata dagli uomini, in definitiva una donna dell'alta società che segue i dettami della moda.

### Ultime tendenze
Nella seconda metà del '900 l'espressionismo astratto ha spostato il centro dell'arte occidentale da Parigi a New York; una delle influenze primarie è stata l'ascesa dell'astrazione, così come aveva sostenuto il critico Clement Greenberg riferendosi ai primi lavori astratti di Willem de Kooning; ma nonostante i consigli ricevuti l'artista, che aveva iniziato come pittore figurativo, è tornato alla rappresentazione della forma umana nel 1950 con la sua "Serie delle donne".
Pur mantenendo alcuni riferimenti alle tradizioni delle singole figure femminili, qui le donne erano ritratti distorti e semi-astratti e l'artista, per sua stessa ammissione, ha voluto "creare l'umore arrabbiato della tragedia"; avendo il mondo l'aspetto frenetico dell'era atomica, un mondo in subbuglio che ha bisogno di sollievo comico. Più tardi, ha detto: "Forse... stavo dipingendo la donna in me. L'arte non è una professione totalmente maschile. Sono consapevole che alcuni critici potrebbero prendere questo come un'ammissione di omosessualità latente... Mi piacciono le belle donne, sia nella carne, che nei modelli sulle riviste. Mi irritano a volte. Ho dipinto l'irritazione nella mia "serie Woman"" Nonostante ciò alcuni critici vedono la serie come intrisa di misoginia.
Altri artisti newyorkesi di quel periodo conservano la figura umana come soggetto primario. Alice Neel dipinse nudi, tra cui il proprio autoritratto, nello stesso stile semplice usato per i ritratti vestiti, essendo i contenuti principali dati dall'uso del colore e dall'emozione che emanano.
Philip Pearlstein utilizza il ritaglio e la prospettiva unica per esplorare le qualità astratte del nudo; come giovane artista negli anni '50 aveva esposto sia figure che arte astratta, ma era stato proprio de Kooning a consigliargli di continuare con il lavoro figurativo.
Intorno ai primi anni '70, in pieno femminismo, Sylvia Sleigh dipinse tutta una sere di opere di retroguardia con tematiche artistiche stereotipate, con uomini nudi in posa di solito assieme a delle donne.

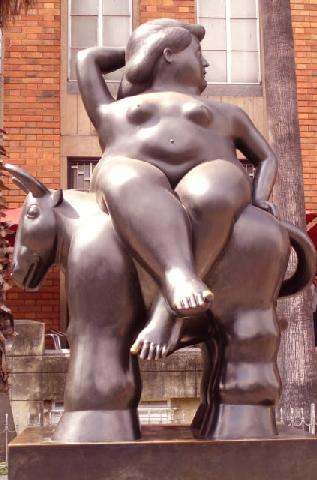
El rapto de Europa (1994), di Fernando Botero, Saint Petersburg, Florida.

Lucian Freud è stato uno degli appartenenti al gruppo di pittori che comprendeva anche Francis Bacon e conosciuto come "The School of London", che ha creato negli anni '709 un proprio lavoro figurativo quando ormai questo sembrava passato definitivamente di moda. Tuttavia, verso il termine della vita le sue opere erano entrate a far parte del Postmoderno: rappresentazione del corpo umano senza alcuna traccia di idealizzazione, come nella sua serie di donne obese.
Una delle opere di Freud è intitolata "Ritratto nudo" che implica l'immagine realistica di una donna nuda piuttosto che un nudo convenzionale. Nel necrologio che gli ha fatto il New York Times si legge che i dsuoi dipinti forti e rivelatori hanno rifondato l'arte del ritratto offrendo così un nuovo ed originale approccio all'arte figurativa.
I dipinti di Jenny Saville includono ritratti familiari, autoritratti e nudi: spesso proposti in prospettive estreme, cercando di bilanciare il realismo con l'astrazione.

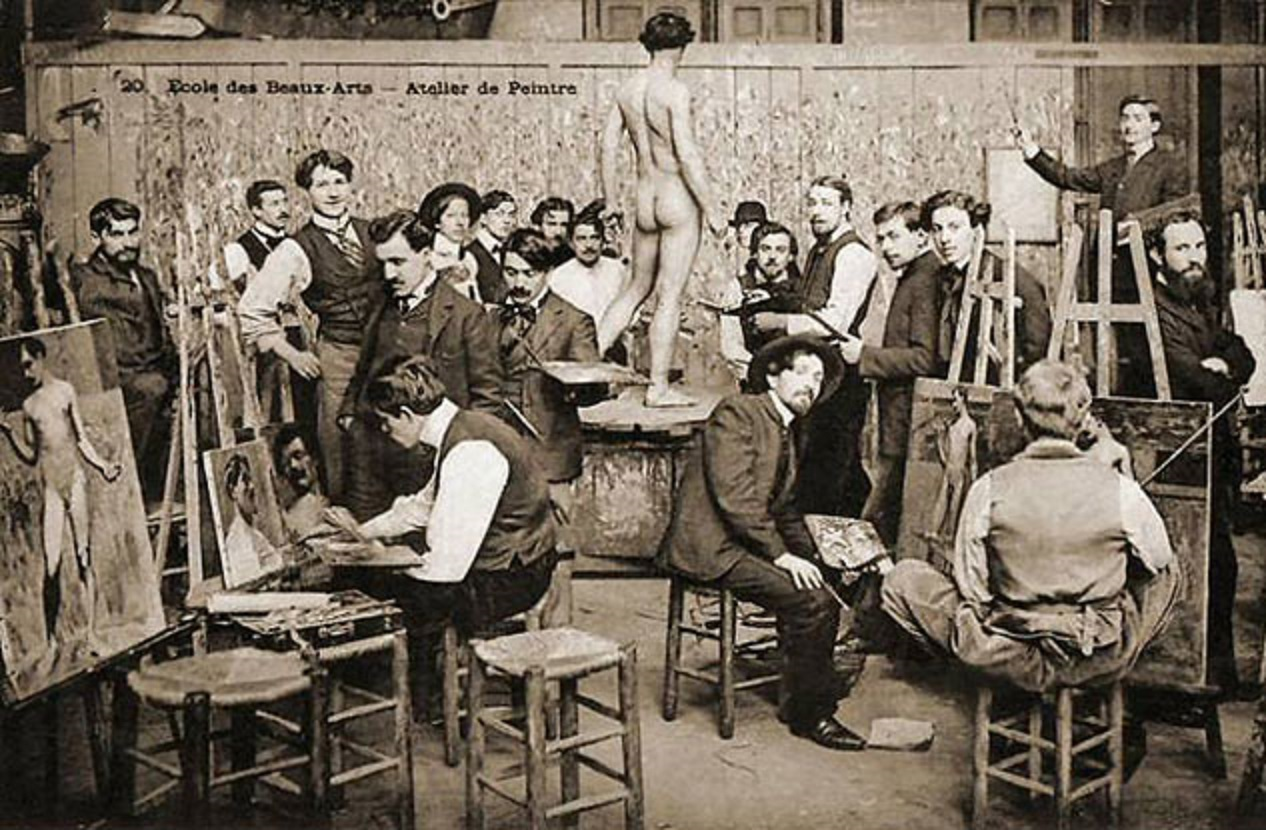
Studenti che dipingono alla École. Fotografia dei tardi anni ottanta del XIX secolo.

## Media interessati

### Disegno

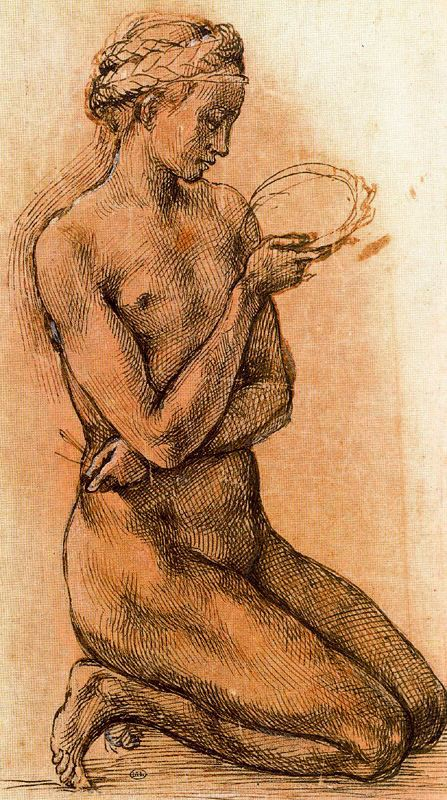
Michelangelo, Studio di ragazza nuda in ginocchio per la Deposizione.

Nell'ambito dell'arte figurativa il disegno è uno studio della figura umana nelle sue varie forme e posture corporee, che ha la composizione della linea come suo obiettivo primario, piuttosto che la persona nel suo complesso; un disegno dal vero è un lavoro che è stato tratto dall'osservazione diretta di un modello reale. Lo studio della figura umana è stato tradizionalmente considerato esser il modo migliore per imparare a disegnare, questo a partire dal tardo Rinascimento e fino al tempo presente.

### Incisione
La stampa giapponese è una delle poche tradizioni non occidentali a cui può esser ricondotta una storia di nudo artistico, pur con risultati molto differenti rispetto all'arte occidentale. L'attività dei bagni in comune è ritratta come fatto sociale, senza porre quindi il significato primario sulla mancanza di vestiti come avviene nel mondo occidentale.

### Pittura
La pittura a olio è stata storicamente il mezzo ideale per raffigurare il nudo; con la miscelazione e la stratificazione della vernice, la superficie può diventare molto simile alla pelle. Il tempo di asciugatura e i vari gradi di viscosità consentono di realizzare ricche e sottili miscele di colore e struttura le quali possono suggerire trasformazioni da una sostanza ad un'altra.

### Scultura
Grazie alla sua lunga durata è l'opera scultore quella che possiamo maggiormente ammirare quasi ininterrottamente lungo il corso della storia, dall'età della pietra fino ai giorni nostri. Una varietà di figure, solitamente si tratta di nudi femminili risalenti ad almeno il 7° millennio a.C., sono stati ritrovati nella regione balcanica: nel sudest asiatico e nel subcontinente indiano la tradizione scultorea dei nudi femminili è stata spesso arricchita con oggetti ornamentali, bracciali e gioielli, tendendo così a focalizzarne il fascino e delimitare le diverse parti del corpo tanto quanto fa lo sviluppo della muscolatura nel maschio.

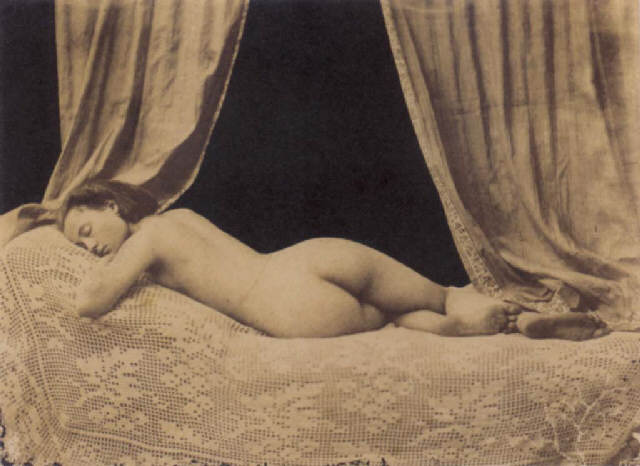
Nudo disteso, Amélie (1852), di Félix-Jacques Moulin.

### Audiovisivo
Oltre alla pittura e scultura classiche, il nudo artistico è stato sviluppato anche in altre arti, dalla danza al teatro ai nuovi media, ed utilizzando tecniche quali la fotografia, il cinema, la televisione e i fumetti. In tutti questi media, soprattutto nel corso del XX secolo, il nudo è spesso legato a filo rosso con l'erotismo il quale rappresenta sempre una forte domanda a livello commerciale e che è stato ampiamente utilizzato per la pubblicità.
Tali mezzi hanno molte volte utilizzato modelli ed attori fisicamente attraenti, portando in auge negli ultimi tempi la domanda d'immagini di celebrità nude nel nuovo mezzo di comunicazione di massa che è Internet. Hanno anche proliferato grazie alle riviste erotiche come Playboy, Penthouse e Hustler, oltre alla tipologia del calendario sexy, con immagini di nudo che sono state una pietra miliare per l'autonoma educazione sessuale di molti adolescenti del tempo.

#### Fotografia
L'apparizione della fotografia ha costituito una vera e propria rivoluzione nel campo delle arti visive; con le sue varie procedure tecniche permetteva a qualsiasi persona, anche a chi non aveva mai avuto alcuna formazione artistica, di catturare immagini dal mondo naturale in un modo molto più realistico di qualsiasi pittura.
Il nudo è stato uno dei temi della fotografia fin dai suoi inizi. I primi fotografi spesso sceglievano pose che imitavano i nudi classici del passato. L'arte fotografica viene però ancor oggi spesso contestata quando tratta del nudo, questo per il fatto d'essere in certo qual modo "troppo reale"; per molto tempo non è stata neppure accettata da coloro che si occupavano di belle arti nell'ambito della tradizione accademica. Proprio in campo fotografico il nudo artistico ha trovato i maggior ostacoli lungo la strada della sua libera espressione; criticato soprattutto dalle arti più tradizionali, era un tema frequente e rispettato soprattutto per il realismo delle sue immagini: manteneva però una connotazione morale parzialmente negativa in quanto si supponeva che una persona che si denudava per esser catturata dalla fotocamera non fosse perfettamente "perbene".
Ciò ha portato spesso la fotografia del nudo ad essere considerata pura pornografia, venendo così relegata a circuiti sotterranei e a diventare oggetto di mercificazione.
Tuttavia il lavoro di molti fotografi contemporanei è stato stabilito come esser artisticamente raffinato; alcuni di essi sono Ruth Bernhard, Imogen Cunningham, Anne Brigman, Edward Weston e Alfred Stieglitz.

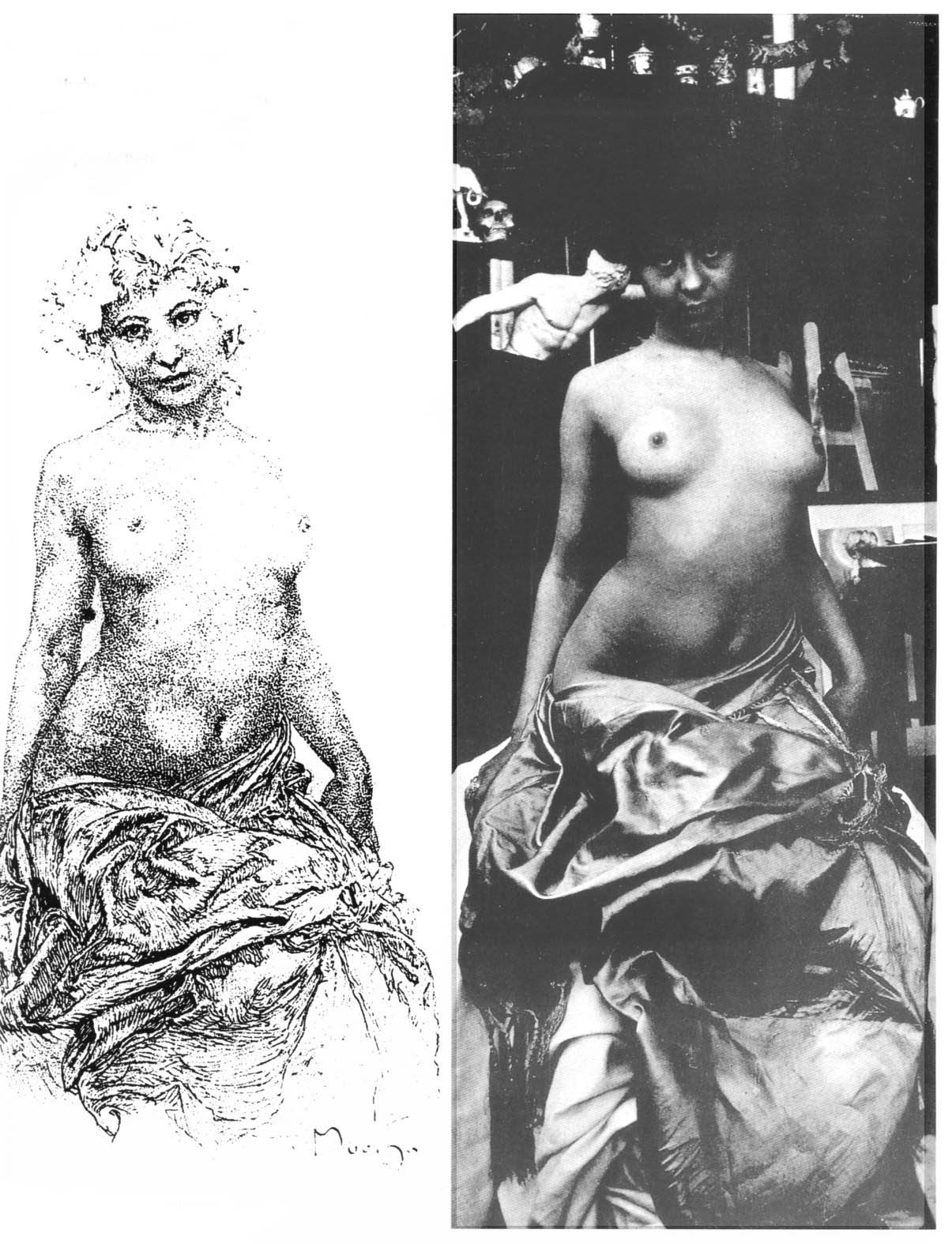
Disegno e fotografia basati sullo stesso modello, di Alfons Mucha (1928).

Fin dalla sua nascita la fotografia è stata strettamente legata alla pittura, con molti artisti che iniziarono presto a disegnare le immagini fotografiche: Eugène Delacroix giunge a confessare nel suo diario di aver fatto un gran uso di fotografie di nudi maschili realizzate da Jules-Claude Ziegler e che queste gli erano state molto utili per il suo lavoro.
Uno dei primi fotografi a dedicarsi con assiduità al nudo fu Félix-Jacques Moulin, che nel 1849 aprì un negozio a Montmartre iniziando a produrre dagherrotipi di giovani donne in varie pose; tuttavia, nel 1851 il suo lavoro è stato confiscato dalla polizia e lui stesso viene condannato ad un mese di prigione per la natura oscena delle sue opere.

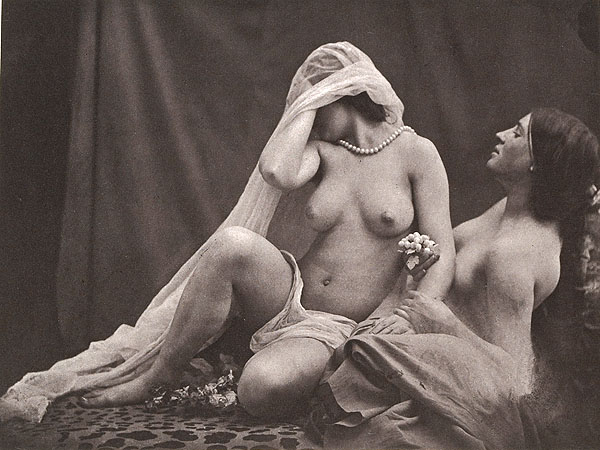
I due modi della vita (1857), di Oscar Gustave Rejlander.

Un altro pioniere del nudo è stato Oscar Gustave Rejlander, che nel 1857 ha realizzato un lavoro allegorico intitolato "I due modi della vita", che mira a fornire un messaggio morale.
Il nudo maschile nella fotografia non è così comune come quello femminile, ma ha avuto una produzione costante in tutta la storia della fotografia, soprattutto in relazione all'arte che si rifà all'omoerotismo. Inizialmente non popolare come quello femminile, quest'ultimo solamente essendo considerato come epitome di bellezza da parte della società ottocentesca, con una visione anche fortemente maschilista dei ruoli sessuali e dove il tema della sensibilità erotica al femminile non era minimamente considerata.

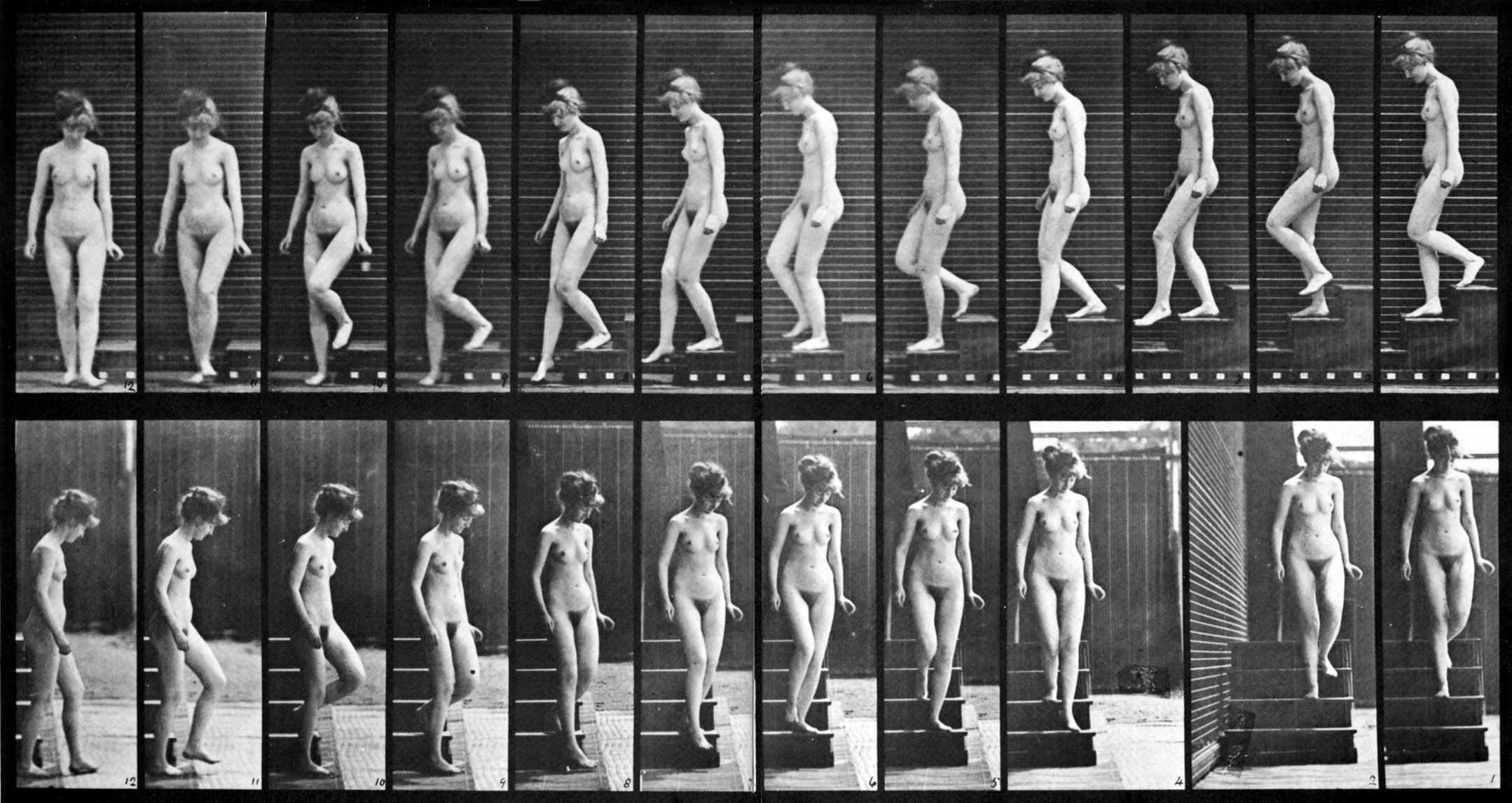
Donna che scende le scale (1887), di Eadweard Muybridge.

Uno dei pionieri del nudo artistico maschile in fotografia fu Gaudenzio Marconi, che ha ritratto maschi nudi in pose che imitavano le grandi opere d'arte, come la Creazione di Adamo di Michelangelo Buonarroti (nel 1870) o L'età del bronzo di Rodin (nel 1877). Eugène Durieu ha inoltre effettuato fotografie destinate a servire come modelli per i pittori; altre vennero eseguite a fini di sperimentazione scientifica, come ad esempio i rilevanti studi sul movimento umano di Eadweard Muybridge basati su una tecnica chiamata cronofotografia la quale permetteva al movimento d'essere catturato in una sequenza d'istantanee in successione; o ancora nel campo degli studi etnologici e in ambito sportivo.
A poco a poco queste immagini fotografiche divennero sempre più artistiche e cominciarono ad essere accettate come prodotti estetici, così come si percepisce già con la pubblicazione di "Le Nu esthétique" (1902), di Émile Bayard. Tra la fine dell'800 e l'inizio del '900 le immagini di nudo maschile vengono interamente concepite per evocare la bellezza mascolina così com'era percepita dalla sensibilità omoerotica del tempo, all'interno d'un contesto classicheggiante: questa viene sviluppata da Wilhelm von Gloeden, Wilhelm von Plüschow, Fred Holland Day, Vincenzo Galdi e altri.

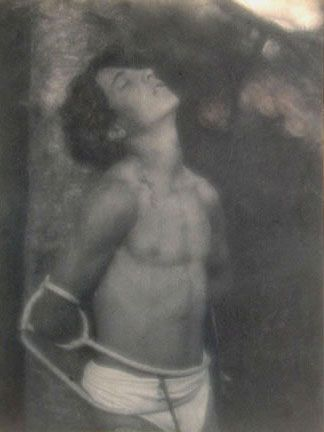
Saint Sebastian (1906), di Fred Holland Day.

Dopo la prima guerra mondiale iniziò il culto del corpo, prendendo sempre più piede il naturismo e la cultura del fisico, con corpi iper-virili e muscolosi in antitesi al modello efebico della primissima fotografia d'arte; uno dei fotografi che meglio ha ritratto questa estetica è stato Kurt Reichert. Questa tendenza è stata accelerata dopo la seconda guerra mondiale, quando il body building è diventato di moda e creando sempre più un corpo composto da massa muscolare; ciò in ambito eminentemente omosessuale viene soprannominato beefcake (polpettone) ed è rappresentato da fotografi quali Bob Mizer e Bruce Bellas.
Successivamente il nudo artistico maschile ha guadagnato nel tempo lo stesso livello di accettazione sociale dato a quello femminile, mentre ha acquisito nel contempo sempre maggior esplicitezza - come nel campo dell'erezione - giungendo ad argomenti decisamente tabù: questo viene praticato da fotografi come George Platt Lynes, Carl Van Vechten, Herbert List, Bruce Weber, Roy Blakey e altri.
Uno dei più famosi e controversi è stato Robert Mapplethorpe, che si è dedicato in particolare a nudi maschili afroamericani e con un lavoro dalla forte connotazione di sadomasochismo
Attualmente il nudo artistico è pienamente accettato nella società occidentale, con una sua assidua frequente presenza nei media, sulle riviste e in pubblicità, con tre approcci principali: il nudo astratto, erotico e sportivo. I tre campi maggiori d'applicazione sono il nudo puramente artistico, quello pubblicitario ed infine quello editoriale
A partire dagli anni '70 ha avuto sempre più evidenza l'opera di David Hamilton, fotografo e regista, architetto e decoratore nonché direttore di riviste; il suo stile è accompagnato da un tono luminoso e un po' sfocato con colori tenui: l'estetica è ingenua con preferenza per scatti e riprese all'aperto, prediligendo gli ambienti mediterranei della riviera francese. Senza dubbio il suo impegno maggiore s'è rivolto alla raffigurazione di giovani poco più che adolescenti, alcune simil-androgino e altre in stile ninfetta, presentate in pose genuinamente maliziose.
Altri fotografi di spicco degli ultimi anni sono Peter Lindbergh, Herb Ritts, Jiří Ruzek, Helena Almeida, Nobuyoshi Araki. Considerato uno dei migliori fotografi di moda del mondo, Lindbergh è uno dei creatori del fenomeno della top model nel corso degli anni '90. Ritts si è specializzato in foto di moda in bianco e nero e in ritratti di stile simile a quelli della scultura della Grecia classica. Ruzek è uno specialista del nudo artistico e nella fotografia glamour, con una sensualità sottile e delicata carica di erotismo.
H. Almeida è una pittrice e fotografa che incorpora nelle sue opere pigmenti e materiali tratti dalle arti plastiche, che di solito sono autoritratti. Araki è un fotografo interessato al sesso e alla morte, con un'opera controversa di forte naturalismo sadomaso. Infine abbiamo Virgiliu Narcis con un'opera di tono surreale, astratta e straniante riferita a temi mitologici o il rapporto tra vita e natura; Wacław Wantuch, autore di nudi simili a sculture, con una particolare attenzione nella ricerca dell'illuminazione e dell'angolazione più spettacolare; Misha Gordin, pioniere del nudo concettuale con immagini sorprendenti elaborate con la tecnica della camera oscura nella tradizione del mascheramento e dell'allusività.

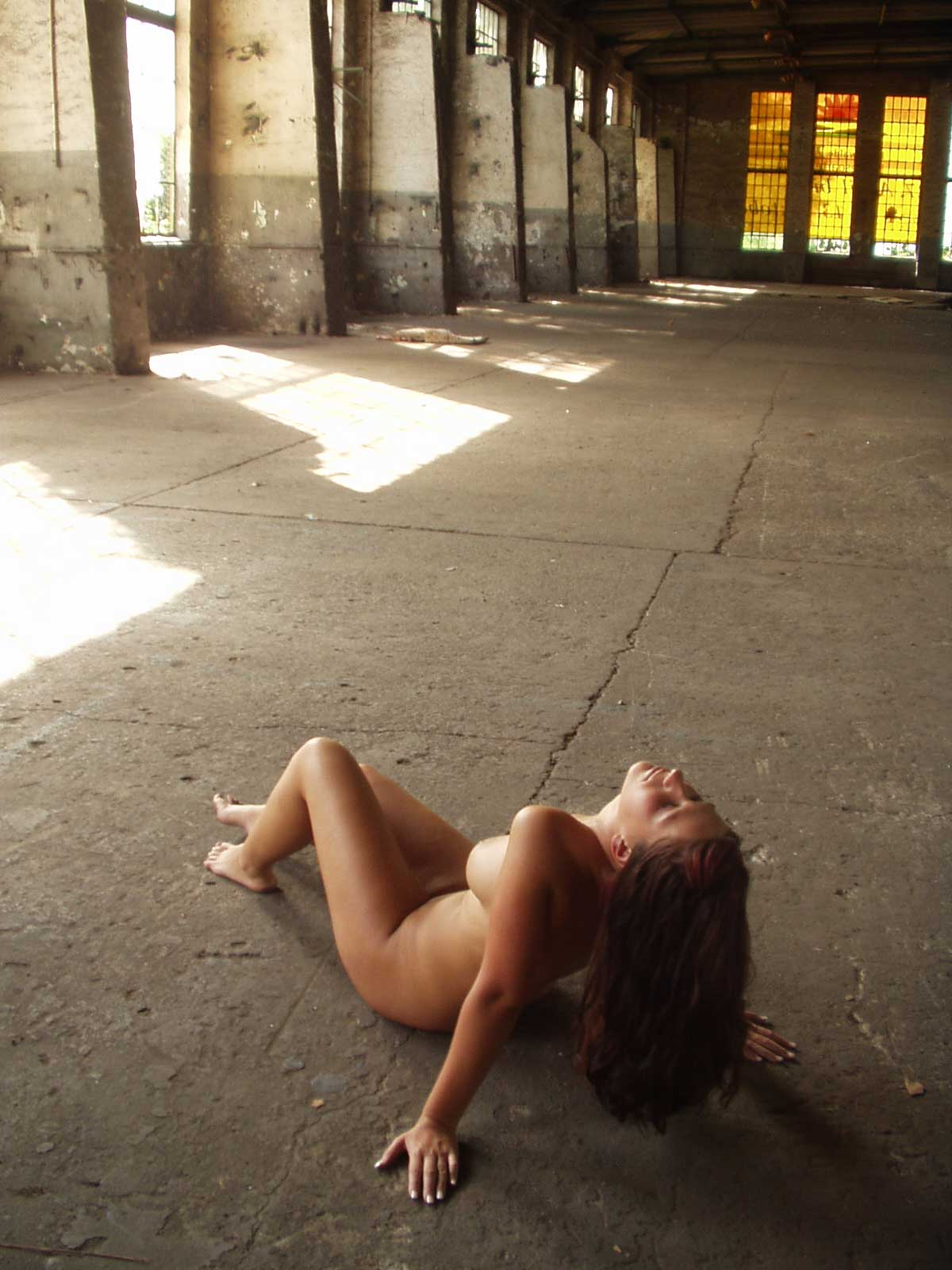
Foto di nudo artistico femminile

Vale la pena ricordare l'opera di Spencer Tunick, noto per le sue fotografie di grandi masse di persone nude disposte in varie località urbane, variando la posizione e la disposizione delle persone, di solito volontari. Ha iniziato nel 1992 a fotografare persone nude per le strade di New York, per poi passare al altri paesi dell'America del Nord, nel suo progetto denominato "Naked States". In seguito ha fatto pure un tour internazionale che ha chiamato "Nude Adrift".
Nel 2003 è arrivato a fotografare 700 persone nude contemporaneamente a Barcellona, un record questo superato nel 2007 a Città del Messico, con 19.000 partecipanti. Il corpo nudo catturato da Tunick diventa parte integrante della città e del paesaggio circostante; esso vuol guardare e trascendere oltre l'essenza della materialità umana, dal momento che la perdita d'individuazione che si attua all'interno del gruppo trasforma e metamorfizza la corporeità in un'entità superiore di ordine spirituale, dove il corpo nudo in natura si converte in veicolo per l'arte.

#### Cinema

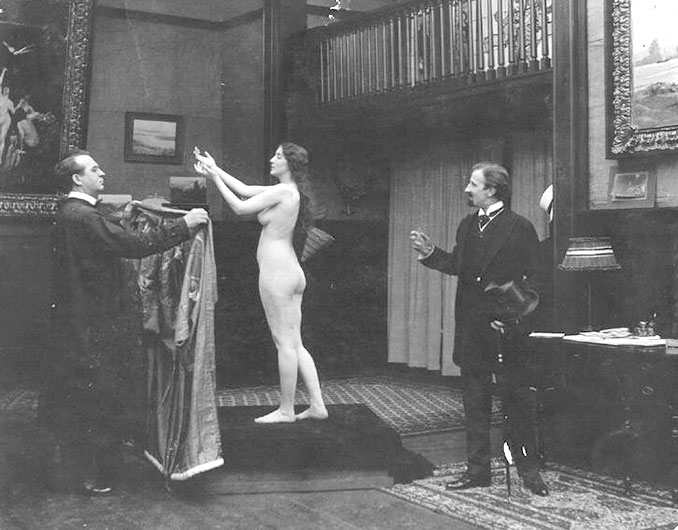
Inspiration (1915), prima pellicola non pornografica statunitense contenente scene di nudo, l'attrice che appare senza veli è Audrey Munson.

Il nudo nel cinema è stato spesso legato ai film erotici e pornografici, anche se numerosi film commerciali hanno presentato una parziale o totale nudità per "esigenze di copione", come si dice eufemisticamente nel mondo cinematografico.
Tra il 1934 e il 1960 il nudo è stato vietato negli Stati Uniti dal Codice Hays (codice di produzione e autoregolamentazione cinematografica)
In Europa la nudità nei film ha avuto un'evoluzione parallela, con diversi gradi d'intervento o censura, basati sulla valutazione artistica datane nei diversi paesi. Ultimo tango a Parigi (1973) di Bernardo Bertolucci fu la prima pellicola d'ambito commerciale a mostrare il nudo apertamente, in parallelo con la rivoluzione sessuale sostenuta dal movimento hippy il quale favorì il boom della moda del film erotico tra gli anni '70 e '80, con pellicole come Emmanuelle (1974) e Histoire d'O (1975) di Just Jaeckin, Salò o le 120 giornate di Sodoma di Pier Paolo Pasolini, Ecco l'impero dei sensi (1976) di Nagisa Ōshima e Caligola (1979) di Tinto Brass.
Nel corso degli anni il nudo nei film è stato fonte di scandalo avente intenti fortemente provocatori, oggi la sua presenza è assunta con molta più naturalezza, essendo frequente in quelle pellicole dove si mostra in quelle scene che più lo richiedono, come quelle che avvengono in un'ambientazione naturale, nelle scene di bagno o d'amore. Ad esempio Laguna blu (1980) mostra il risveglio dell'istinto sessuale in due giovani che hanno fatto naufragio su un'isola tropicale, ove quindi la nudità è parte integrante dell'ambiente naturale in cui si muovono.

### Nuovi media
Alla fine del XX secolo sono emerse diverse nuove forme d'arte, compresa l'installazione, la performance e la videoarte le quali son state utilizzate per creare opere che includono anche il nudo.

### Libri
- Marco Bussagli, Il nudo nell'arte, Giunti, 2001, ISBN 88-09-02300-5.

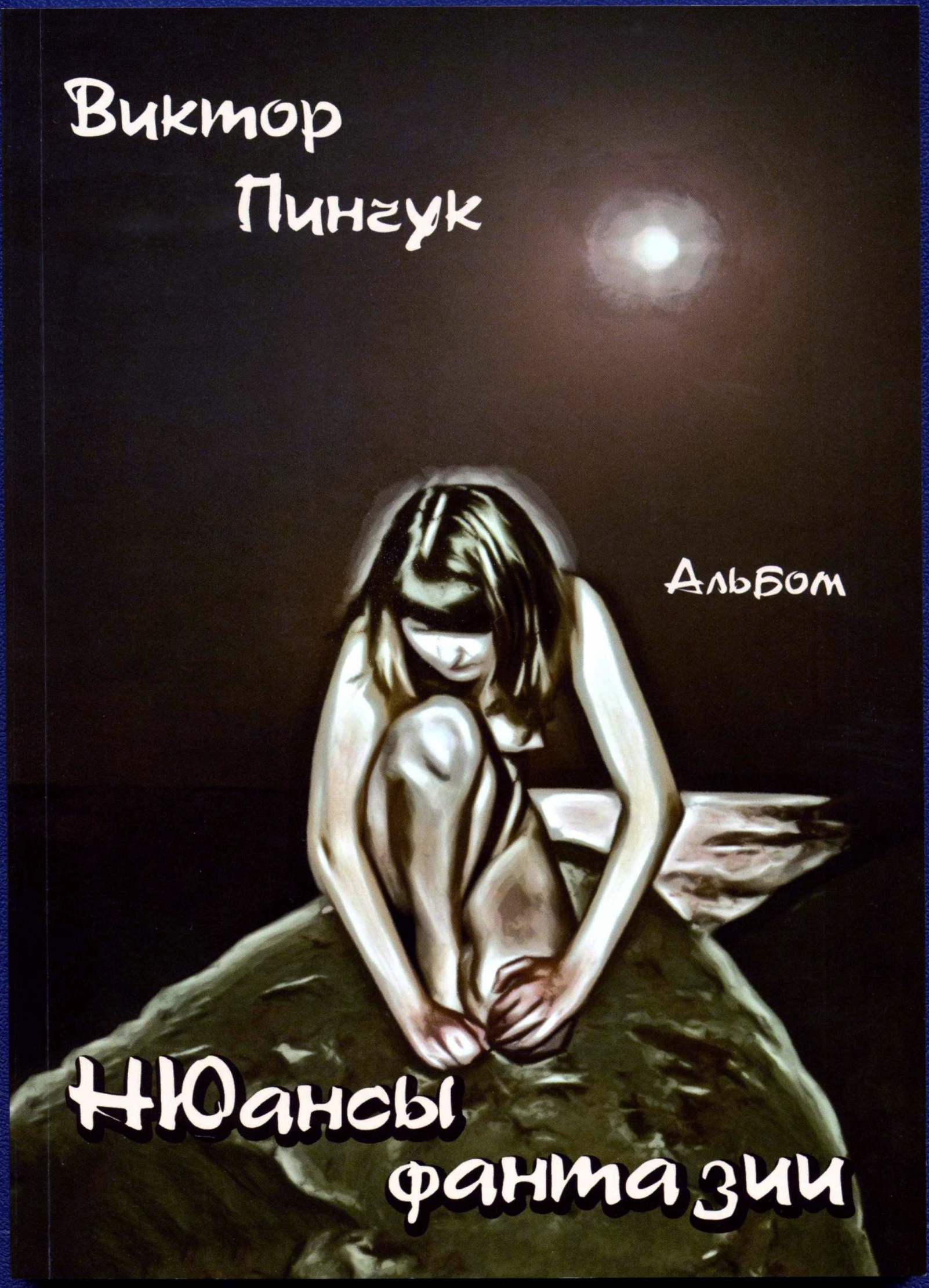
Nudo artistico sulla copertina del libro

- Achille della Ragione, Il nudo sdraiato nell'arte dall'antichità ai nostri giorni, Napoli, 2008.
- Berry, William A., Drawing the Human Form: A Guide to Drawing from Life, New York, Van Nortrand Reinhold Co., 1977, ISBN 0-442-20717-4.
- Frances Borzello, The Naked Nude, New York, Thames & Hudson Inc., 2012, ISBN 978-0-500-23892-9.
- Clark, Kenneth, The Nude: A Study in Ideal Form, Princeton, Princeton University Press, 1956, ISBN 0-691-01788-3.
- Dawes, Richard (a cura di), John Hedgecoe's Nude Phtotgraphy, New York, Simon and Schuster, 1984.
- Bram Dijkstra, Naked : The Nude in America, New York, Rizzoli, 2010, ISBN 978-0-8478-3366-5.
- Dutton, Denis, The Art Instinct: Beauty, Pleasure, and Human Evolution, New York, Bloomsbury Press, 2009, ISBN 1-59691-401-7.
- Gill, Michael, Image of the Body, New York, Doubleday, 1989, ISBN 0-385-26072-5.
- Hughes, Robert, Lucian Freud Paintings, Thames & Hudson, 1997, ISBN 0-500-27535-1.
- Jacobs, Ted Seth, Drawing with an Open Mind, New York, Watson-Guptill Publications, 1986, ISBN 0-8230-1464-9.
- King, Ross, The Judgement of Paris:The Revolutionary Decade that Gave the World Impressionism, PIML, 2007, ISBN 1-84413-407-5.
- Richard Leppert, The Nude: The Cultural Rhetoric of the Body in the Art of Western Modernity, Cambridge, Westview Press, 2007, ISBN 0-8133-4350-X.
- Mullins, Charlotte (2006). Painting People: Figure Painting Today. New York: D.A.P. ISBN 978-1-933045-38-2
- Nead, Lynda, The Female Nude, New York, Routledge, 1992, ISBN 0-415-02677-6.
- Nicolaides, Kimon, The Natural Way to Draw, Boston, Houghton Mifflin Co., 1975, ISBN 0-395-20548-4.
- Postle, M. & Vaughn,W., The Artist's Model: from Etty to Spencer, London, Merrell Holberton, 1999, ISBN 1-85894-084-2.
- Rosenblum, Robert, John Currin, Harry N. Abrams, 2003, ISBN 0-8109-9188-8.
- Saunders, Gill, The Nude: A New Perspective, Rugby, Warwickshire, England, Jolly & Barber, Ltd, 1989, ISBN 0-06-438508-6.
- Scala, Mark (a cura di), Paint Made Flesh, Vanderbilt University Press, 2009, ISBN 978-0-8265-1622-0.
- Steiner, Wendy, Venus in Exile: The Rejection of Beauty in Twentieth-century Art, The Free Press, 2001, ISBN 0-684-85781-2.
- Steinhart, Peter, The Undressed Art: Why We Draw, New York, Alfred A. Knopf, 2004, ISBN 1-4000-4184-8.

### Riviste
- Larissa Bonfante, Nudity as a Costume in Classical Art, in American Journal of Archaeology, vol. 93, n. 4, Archaeological Institute of America, Oct 1989,  pp. 543-570. URL consultato il 6 marzo 2013.

### Web
- Ellen Graves, The Nude in Art: A Brief History, su dundee.ac.uk, University of Dundee, 2003. URL consultato il 12 novembre 2012 (archiviato dall'url originale il 14 novembre 2012).
- Corey Postiglione, The Postmodern Nude, su bradcoopergallery.com. URL consultato il 22 febbraio 2013 (archiviato dall'url originale il 10 novembre 2012).
- Edmund C. Ryder, Nudity and Classical Themes in Byzantine Art: In Heilbrunn Timeline of Art History, su metmuseum.org, New York, The Metropolitan Museum of Art, gennaio 2008. URL consultato il 25 ottobre 2012.